# 青山公路
青山公路（英語：Castle Peak Road）是香港新界地區第二條落成的公路，全長51.4公里，並分為22段，乃全港最長的行車道路。青山公路於1911年動工興建，並在1920年全線建成，起點為九龍半島西部的深水埗區，繞經整個新界西部，途經葵涌、荃灣、屯門、元朗等區，最後以新界北部的上水為終點。青山公路作為新界地區舊環迴公路的西線，曾與東線大埔公路組成來往新界全境的交通要道公路。英國租借新界初期，以附近同名山峰將屯門易名為“青山”（直至1970年代發展屯門新市鎮前才回復舊名，詳見屯門條目），期間興建的公路亦因此被命名為“青山公路”。

## 歷史及概要
1899年，英國根據《展拓香港界址專條》接管深圳河以南、後被統稱為「新界」的土地，成為香港殖民地一部分。出於軍事佈防及發展新土地的需要，香港政府隨即為新界地區的交通基建進行規劃，其中包括興建連結新界各區及九龍市區的公路。繼大埔公路於1902年落成後，青山公路青山（今屯門）至上水段亦於1914年建成；而深水埗至青山段則於1920年完工。此後大半個世紀，大埔公路與青山公路分別以東、西兩線，合組為新界地區的舊環迴公路，也是連接九龍與新界僅有的兩條公路。
青山公路與大埔公路的起點均位於深水埗桂林街交界處。青山公路沿新九龍（現九龍一部分）及新界西部向西北方而建，途經長沙灣、荔枝角、葵涌、荃灣、深井、小欖、屯門等地，繼而轉向東北伸延，經洪水橋、元朗、米埔、古洞穿越新界北部的平原，直至上水終結。過往青山公路可於上水再次連接大埔公路，通往新界東部甚或返回九龍，惟現時大埔公路已縮短至林村，兩者不再在新界的終點相連。
青山公路與大埔公路的分段安排相似，全程共分為22段，位於九龍市區的一段中文稱為「青山道」，英文名稱同為，且不論中英一律不設地區後綴；而位於新界的各路段均會附加地區後綴以作辨識，例如「青山公路－青山灣段」（英語：Castle Peak Road - Castle Peak Bay）。此兩條公路昔日沿路亦設有多塊里程碑，但由於缺乏保護，至今僅存數塊。里程碑所示距離以英里計算，但里程起點卻並非現時的深水埗起點，而是當時九龍交通要衝尖沙咀碼頭。在早年新界沿路標誌性建築不多的情況下，市民往往以青山公路多少「咪」（即英里的英語之粵語音譯）表達所在地，成為青山公路的特點，有些甚至演變為地名留存至今，例如位於荃灣的中染大廈的商場就以其所在位置而命名為「8咪半」。詳情見下文里程碑一段。
青山公路是傳統上來往新界西及九龍的必經要道。軍事方面，駐港英軍曾設有深水埗軍營（現深水埗公園及麗閣邨一帶）及天祥軍營（現北區醫院），掌握青山公路與大埔公路的九龍起點與新界終點，兩者早年之軍事重要性可見一斑；及至二次世界大戰的香港保衞戰期間，駐港英軍亦曾派士兵摧毀青山公路的基建，作為拖延日軍南進的戰略之一。郵政方面，位於油麻地彌敦道的九龍中央郵政局曾是兼管新界各地的郵政中樞，每天早上從該處出發的郵車，就由彌敦道起分東西兩線，分別沿大埔公路及青山公路環繞新界一周，收集新界各地於郵筒投寄的信件。至今青山公路沿途仍存留不少歷史悠久、仍在使用的舊式郵筒。
直至1970年代末，青山公路沿途各區的近代快速公路（包括葵涌道、荃灣路、屯門公路、元朗公路、新田公路及粉嶺公路等）相繼落成，其作為區域幹道的重要性才大大減低，但地區內使用青山公路的車流量依然高企。踏入2000年代，政府亦有繼續為青山公路部分路段進行擴闊及改善工程，以應付增長的車流。

## 分段介紹

### 九龍西

#### 深水埗區

##### 青山道

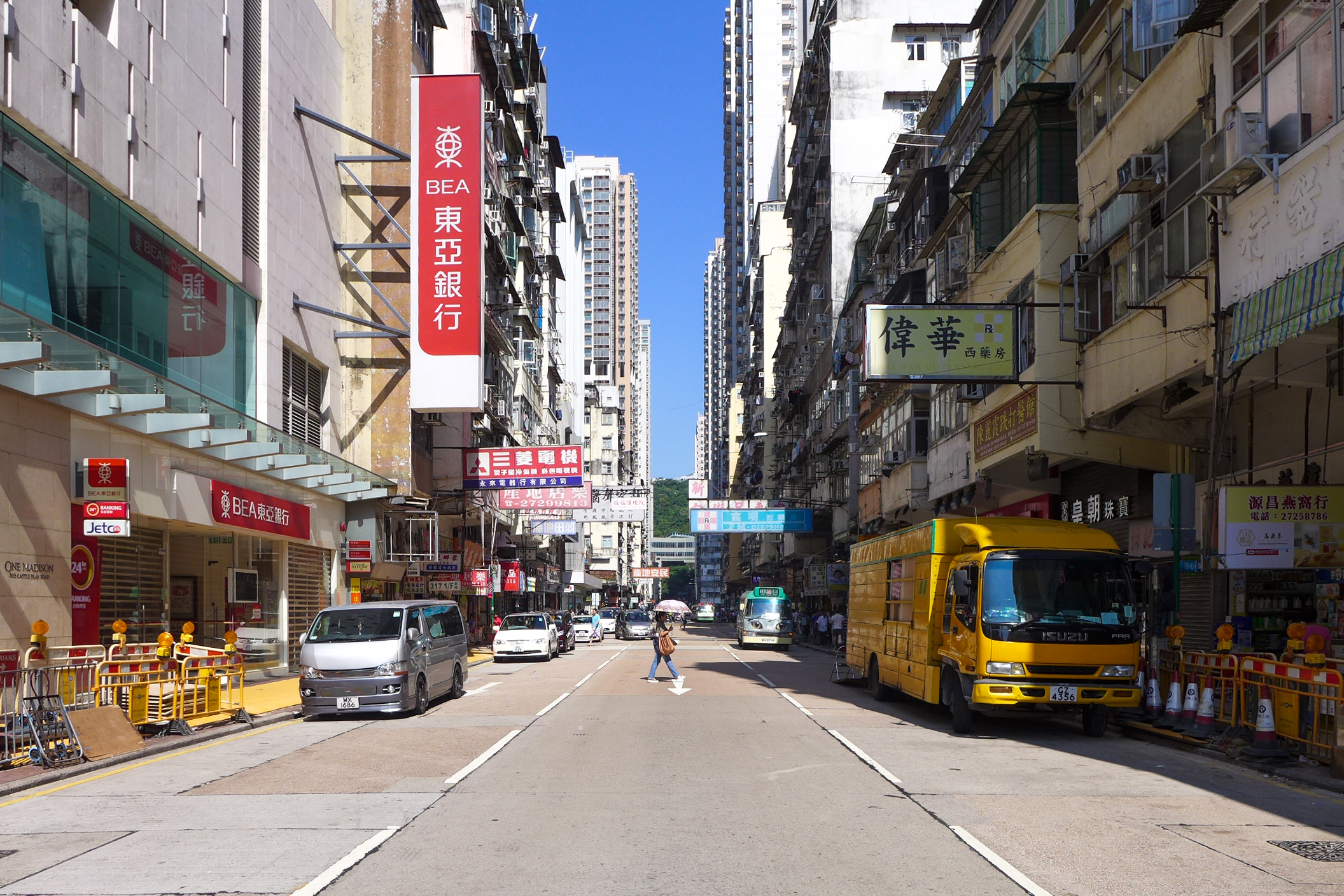
青山道近長沙灣One Madison

青山道原址由深水埗區大埔道近桂林街路口向西北起，鄰近嘉頓麵包總辦事處及烘焙中心大樓，至蝴蝶谷道路口止，門牌單數為3至505、雙數為58至800。雙數門牌2至56號被深水埗區議會後來設立的鐘樓及三角安全島花園取代，現時最小的雙數門牌是青山道58號嘉頓中心，而單數門牌最小是3號、鄰近桂林街的建新大廈。
青山道途經九龍西舊區。除通州西街至甘泉街之間一小段為雙向行車及甘泉街至呈祥道之間一段為單向西行外，多數路段為單向東行。在廣成街和青山道交界有明顯的彎位。在深水埗區的青山道與元州街平行，青山道作單向東行，而元州街則為單向西行，兩路為區內僅次於長沙灣道、荔枝角道和西九龍走廊外的主要幹道。至蝴蝶谷道時向西伸展與青山公路－葵涌段連接，後來隨着荔枝角的道路發展，該段被蝴蝶谷道、長沙灣道等道路隔開。
青山道一帶是深水埗及長沙灣主要的住宅舊區，因此青山道幾成長沙灣舊區的代名詞，前往該區的紅色小巴也多以「青山道」為目的地。

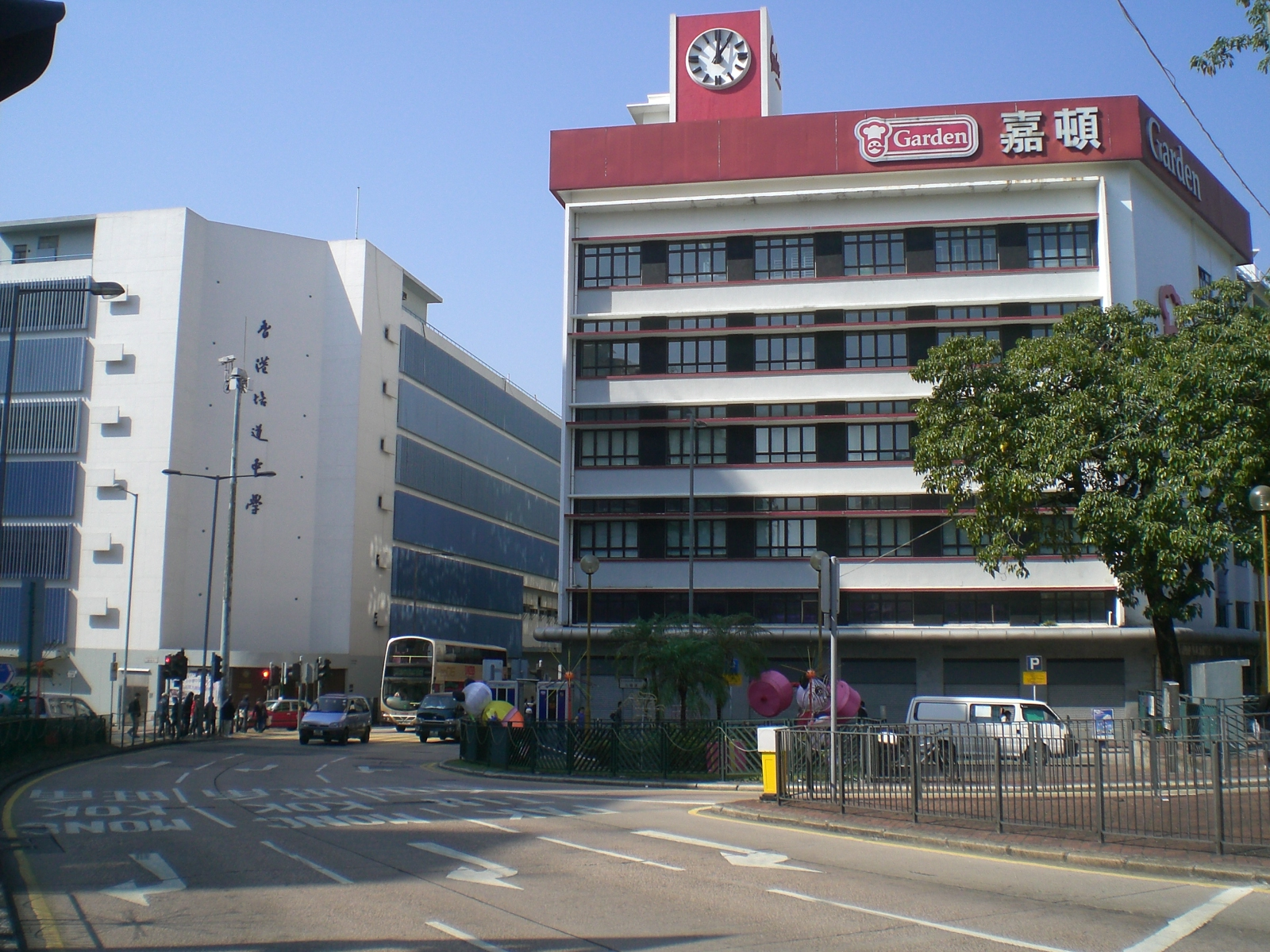
深水埗青山道近嘉頓烘焙中心大樓
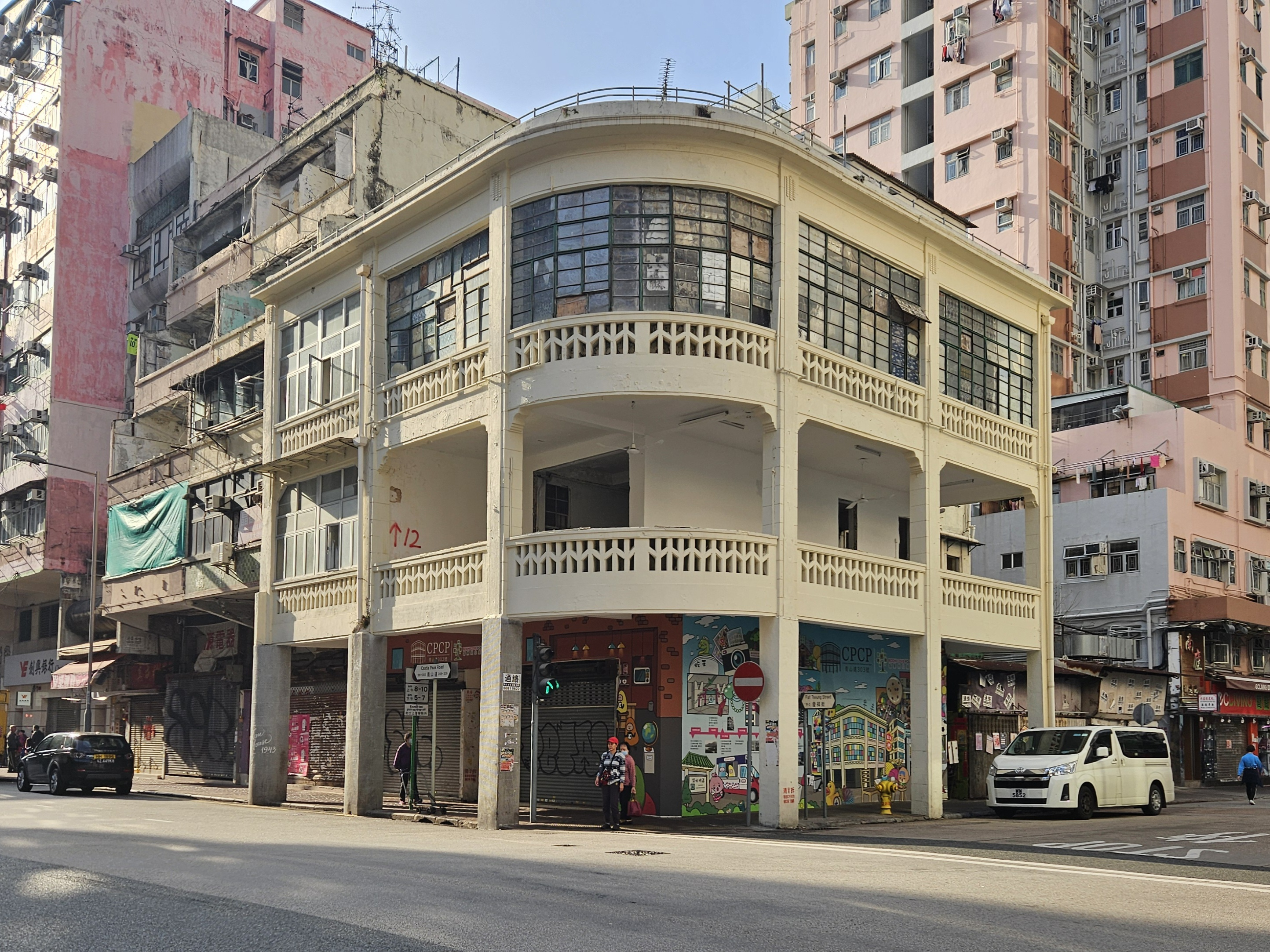
青山道301及303號為香港僅存的戰前弧形轉角唐樓之一

### 新界西

#### 葵青區

##### 葵涌段

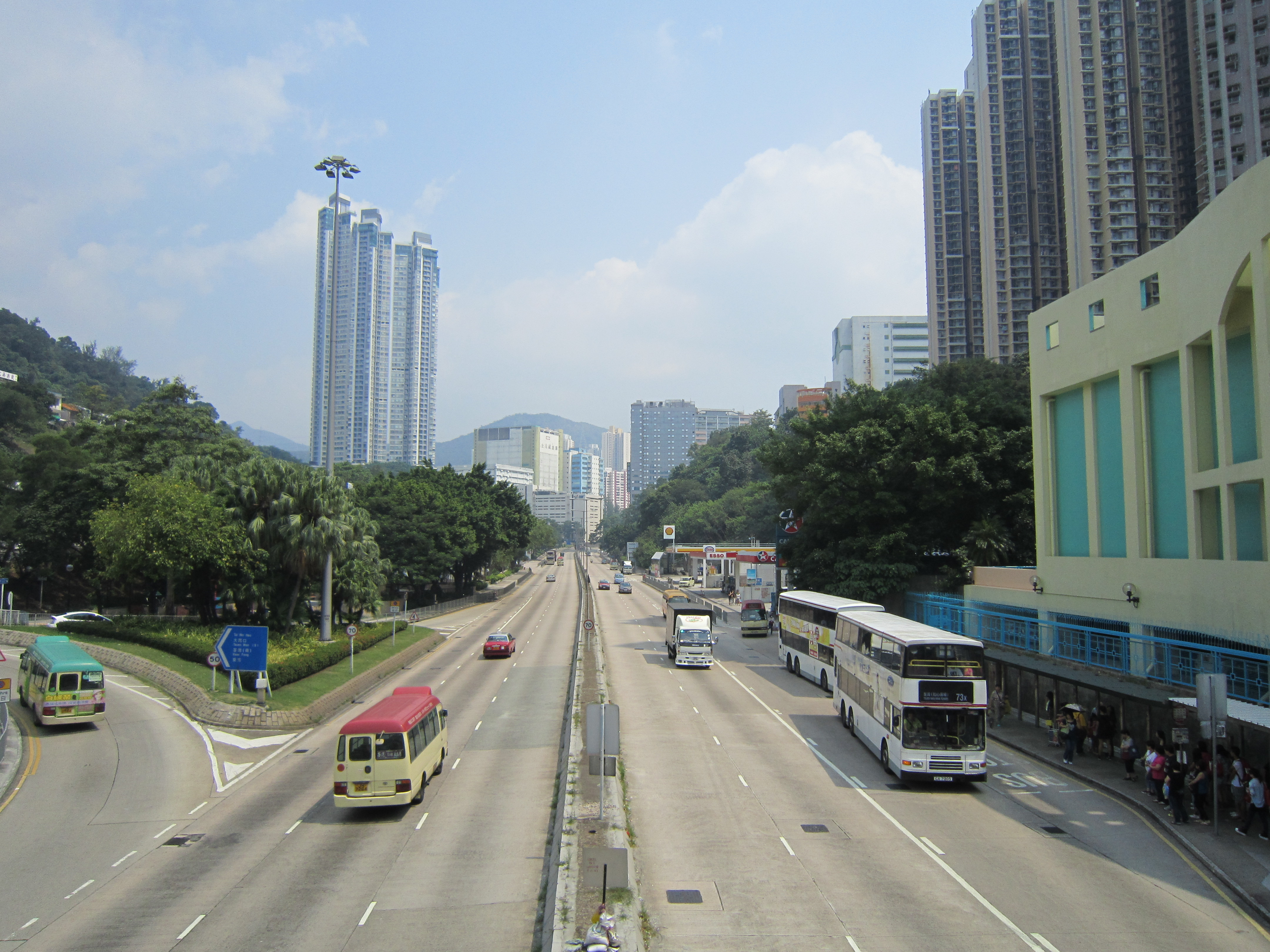
青山公路－葵涌段近大窩口邨（2012年）

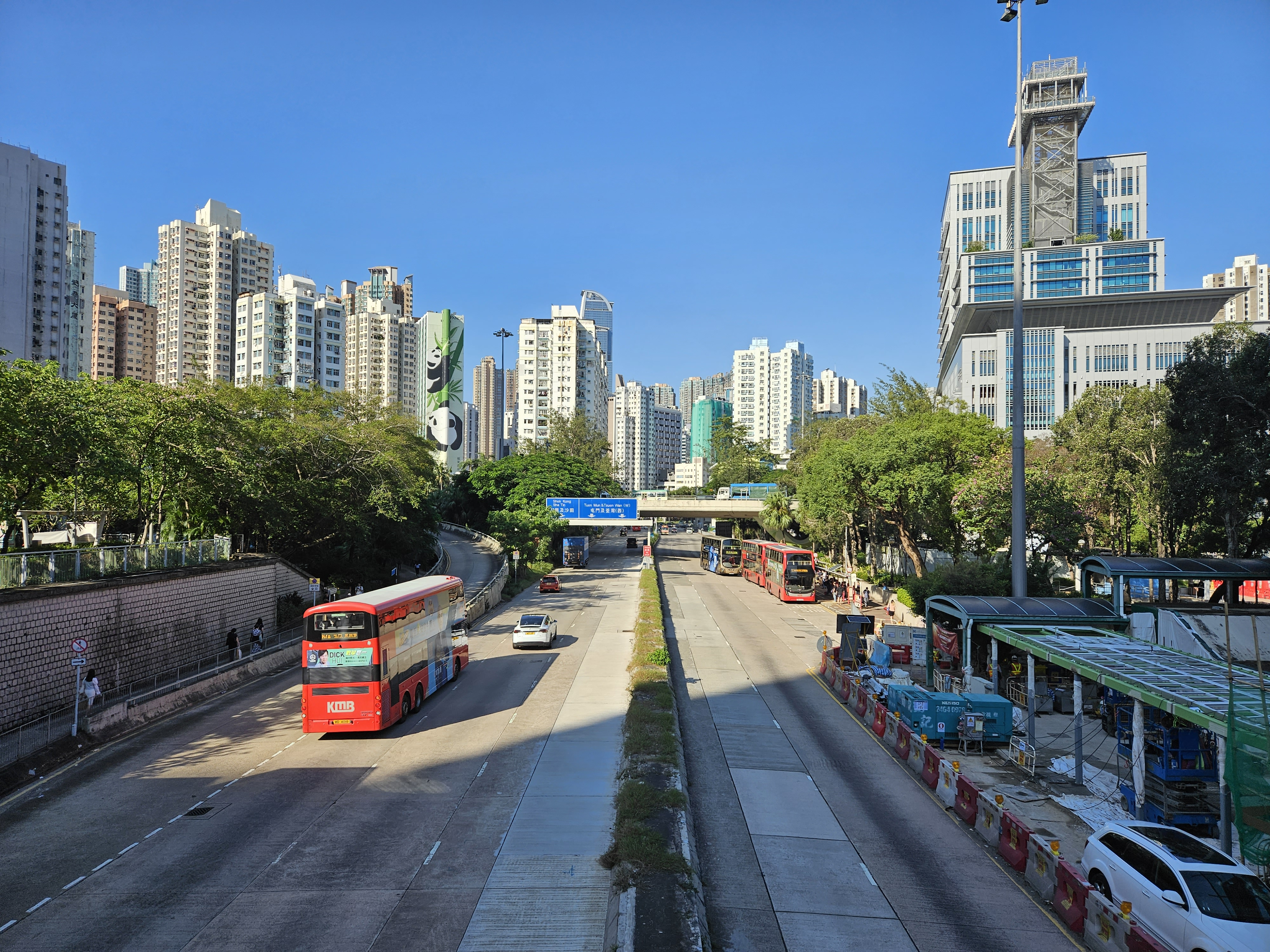
青山公路－葵涌段近大窩口站

由九龍荔枝角蝴蝶谷道起，經過下葵涌山腰、下達石籬區至荃灣德士古道交界為止，門牌單數為99-753, 雙數為382-704。在1968年10月28日，荔枝角大橋及葵涌道正式落成通車之前，該段青山公路是唯一連接發展中的荃灣新市鎮以至新界西其他地區和九龍西的主要道路。由於對比起建於平地的葵涌道，該路段是沿山腰走過，所以一般駕駛人士亦將該路段稱作「青山上路」；而西行線現時更連接尖山和沙田嶺隧道。此段大部份為雙線行車，近大窩口至葵涌公立學校一段為三線行車，限速介乎50-70公里。值得注意的是，路政署曾長期在路牌顯示此段為「青山公路」，並無標示分段名稱。路政署已於2016年4月26日指令承建商安排更新路牌以表明分段，目前已經完成安裝。

#### 荃灣區

##### 荃灣段
由荃灣德士古道交界處起，至油柑頭翠景臺私家路為止。此段經過荃灣市中心，是最繁忙路段之一，其中荃景圍至沙咀道之間有一段支路連接象鼻山路至屯門公路，屬9號幹線的一部分，但該段不是快速公路。另外介乎油柑頭翠景臺連接汀九段和寶豐路迴旋處的一段荃灣段，由於過度狹窄關係，在改善青山公路－汀九段的同時，亦改為單程往荃灣方向；往屯門方向以海安路代替。當中江南工業大廈至海興路一小段闊度僅約4至5米（單線行車），應為目前整條青山公路最狹窄路段。

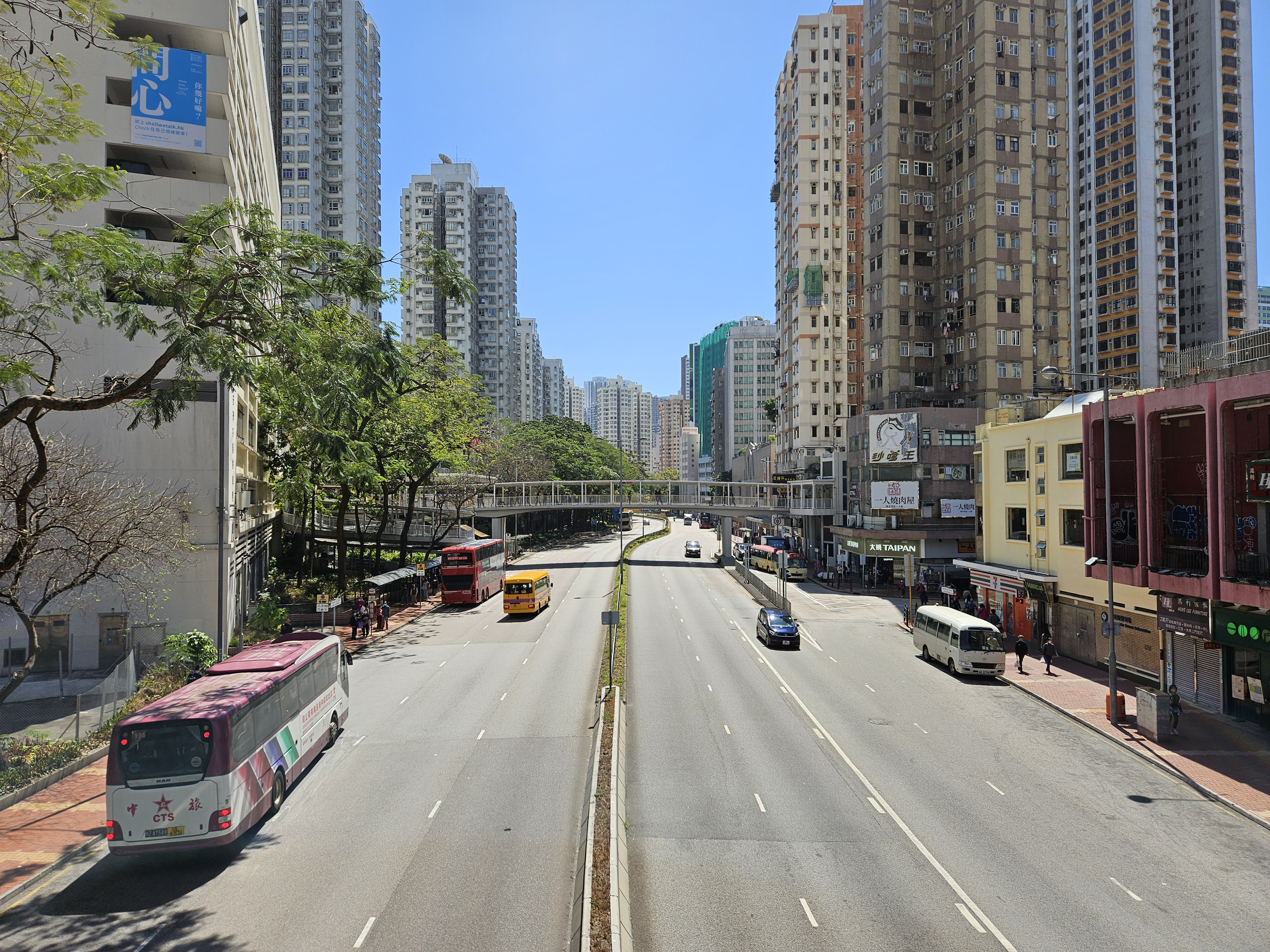
青山公路－荃灣段近眾安街
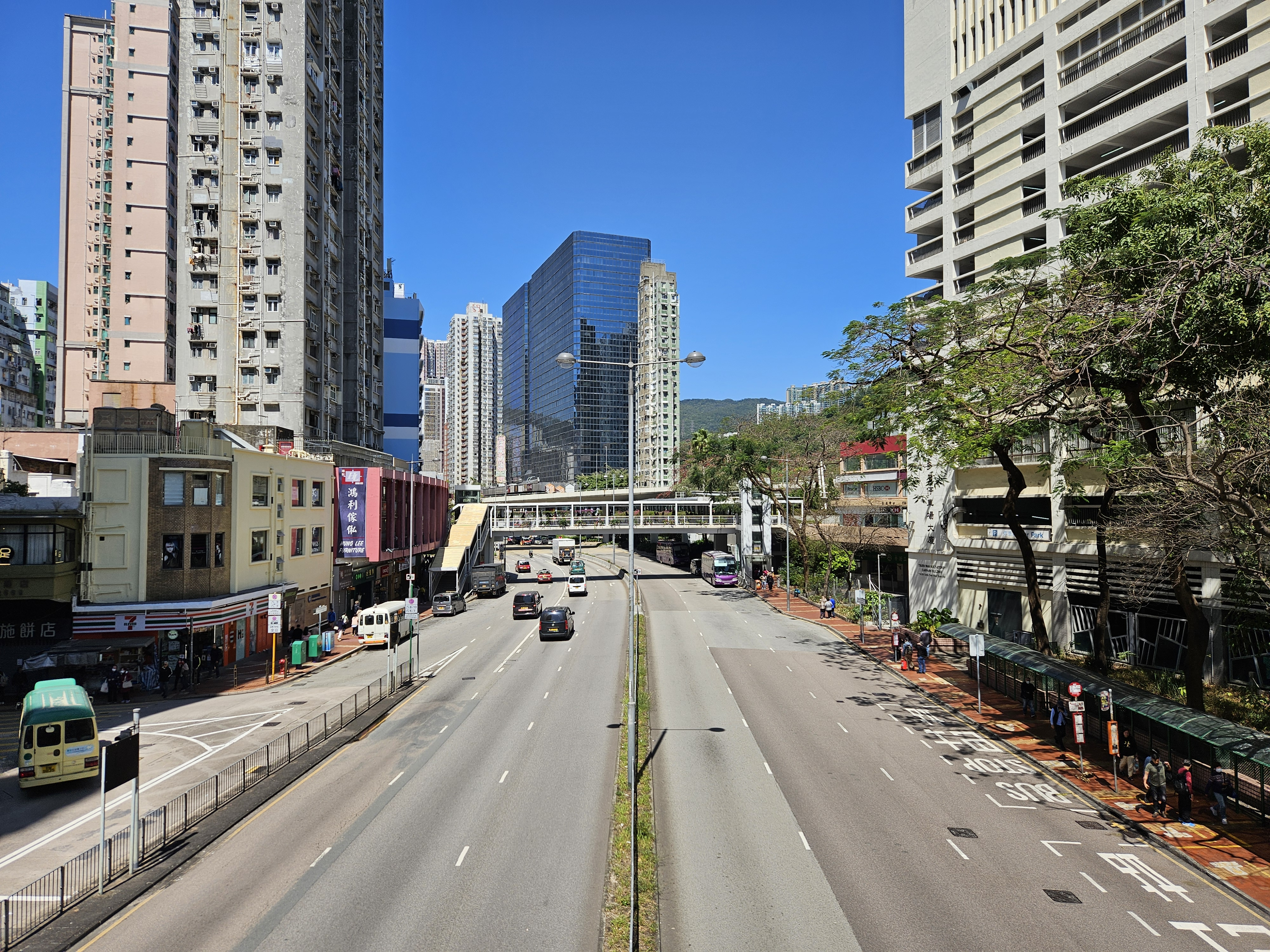
青山公路－荃灣段近荃灣多層停車場大廈
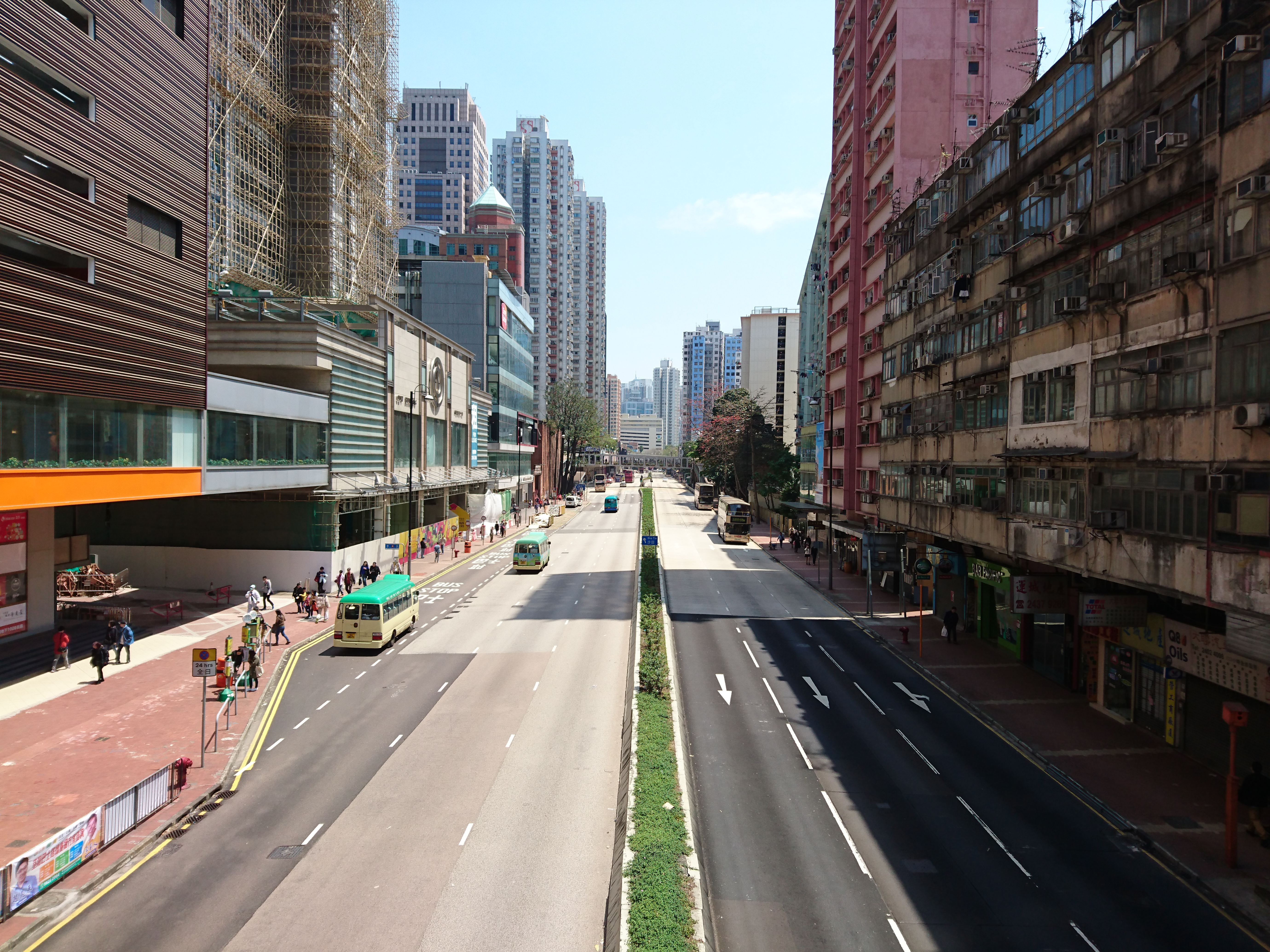
青山公路－荃灣段近中染大廈
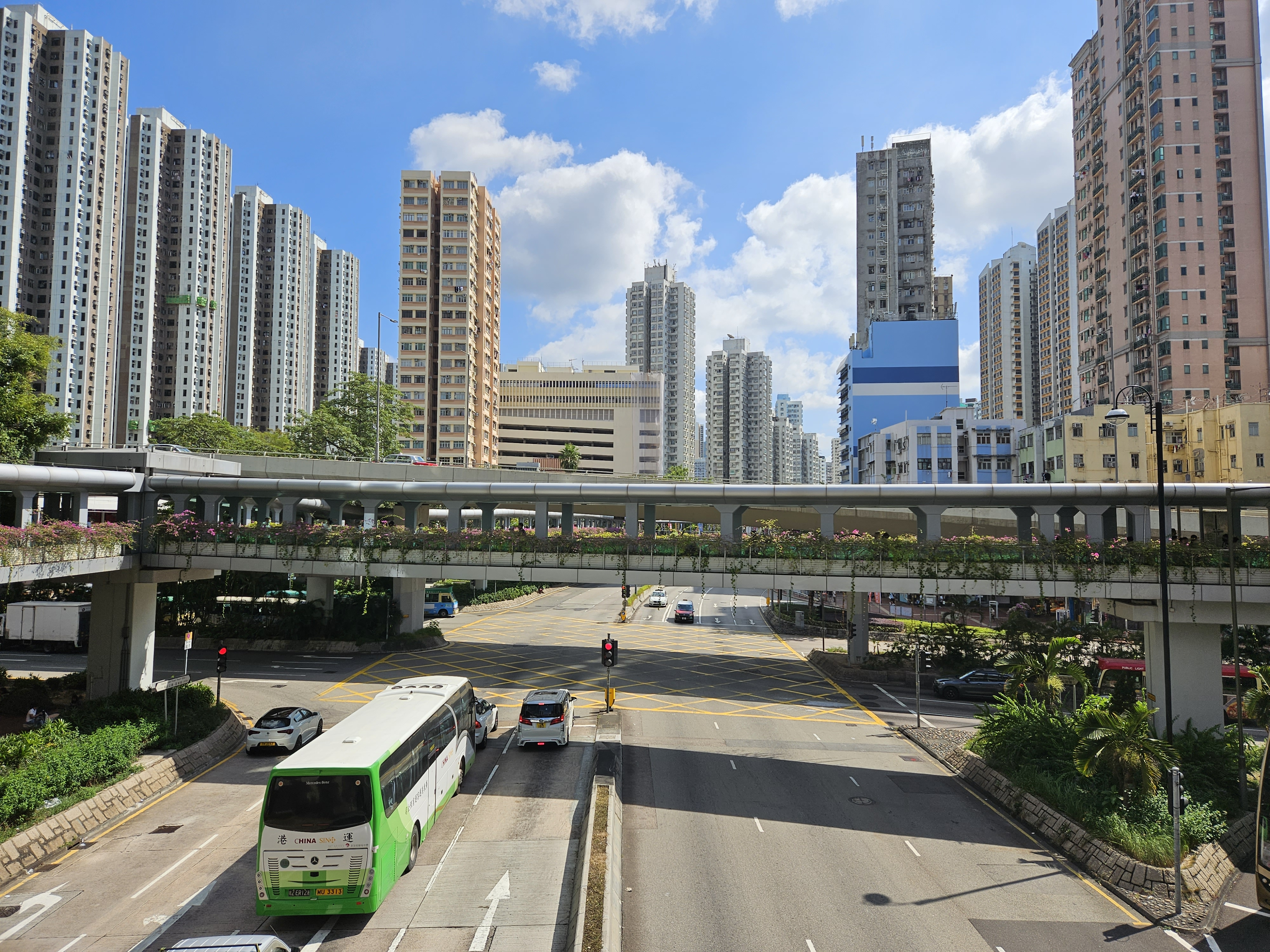
青山公路－荃灣段近大河道（2023年11月）
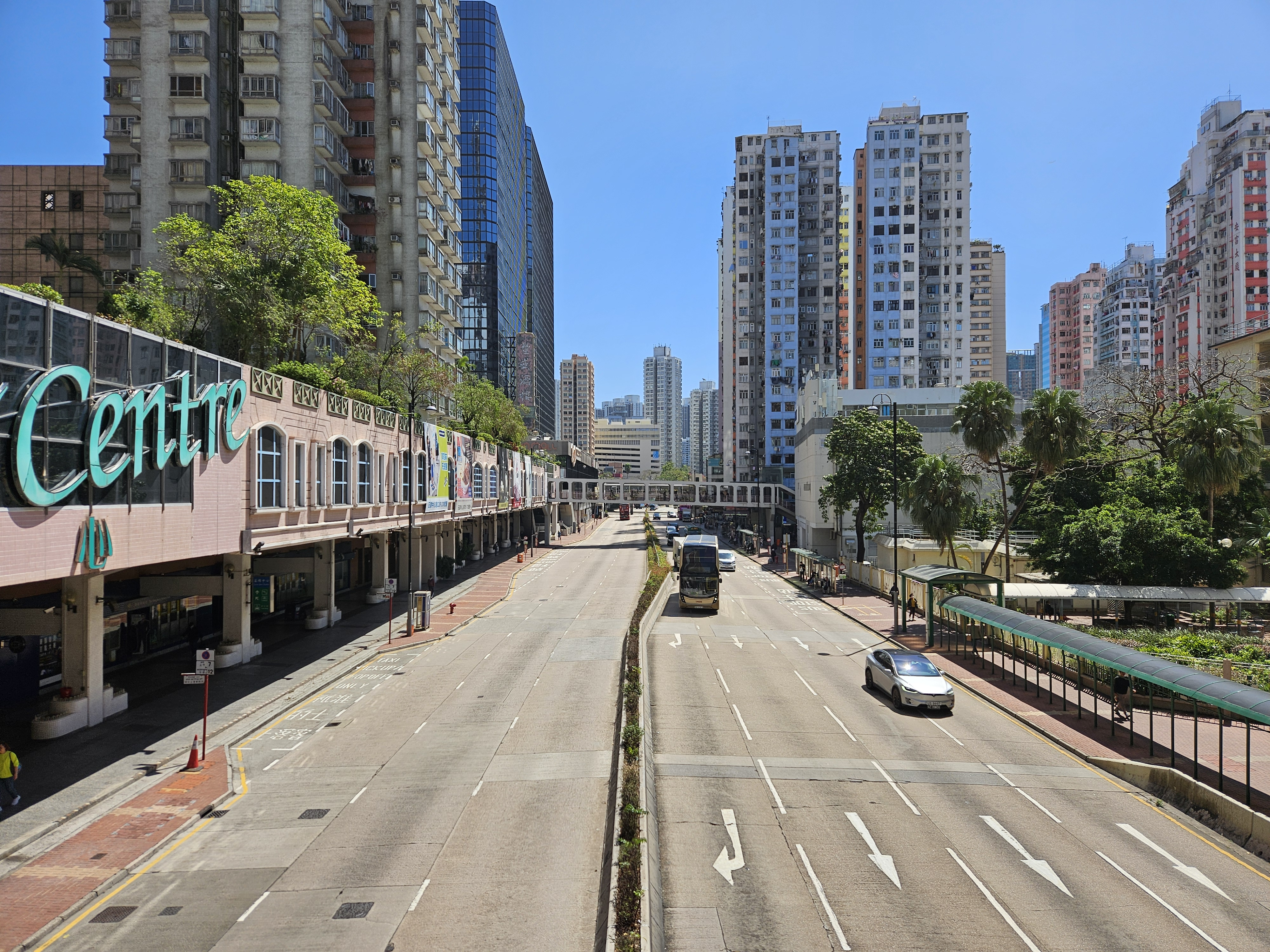
青山公路－荃灣段近荃錦中心
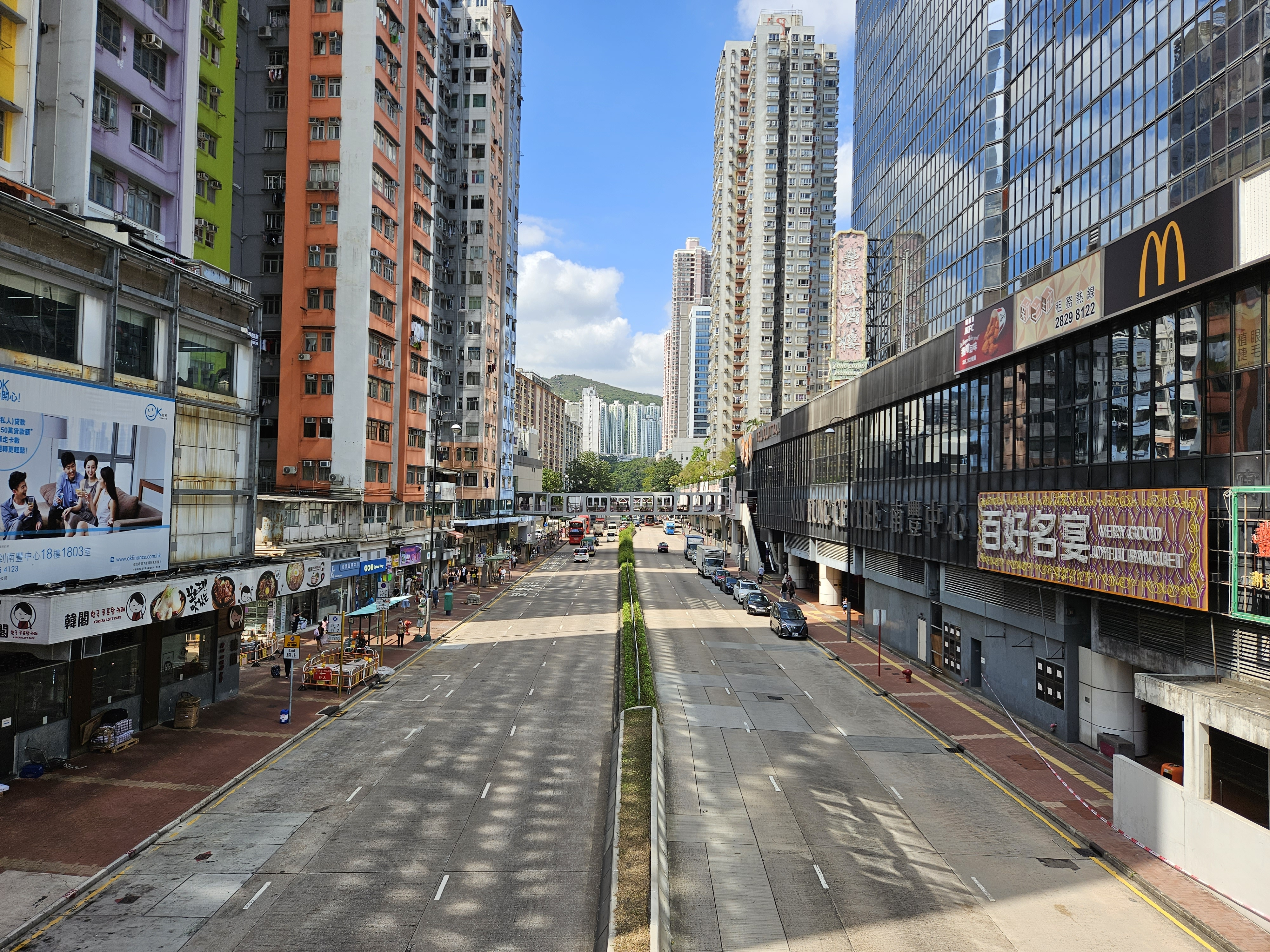
青山公路－荃灣段近南豐中心

| 论 编 | 香港9號幹線 |  |
| |             |  |
| 城門隧道 – 象鼻山路 – 青山公路－荃灣段 – 屯門公路 – 藍地交匯處 – 元朗公路 – 青朗公路 – 新田公路 – 粉嶺公路 – 吐露港公路 – 大埔公路－沙田段 – 城門隧道公路 – 城門隧道 |             |  |
| |             |  |

##### 汀九段

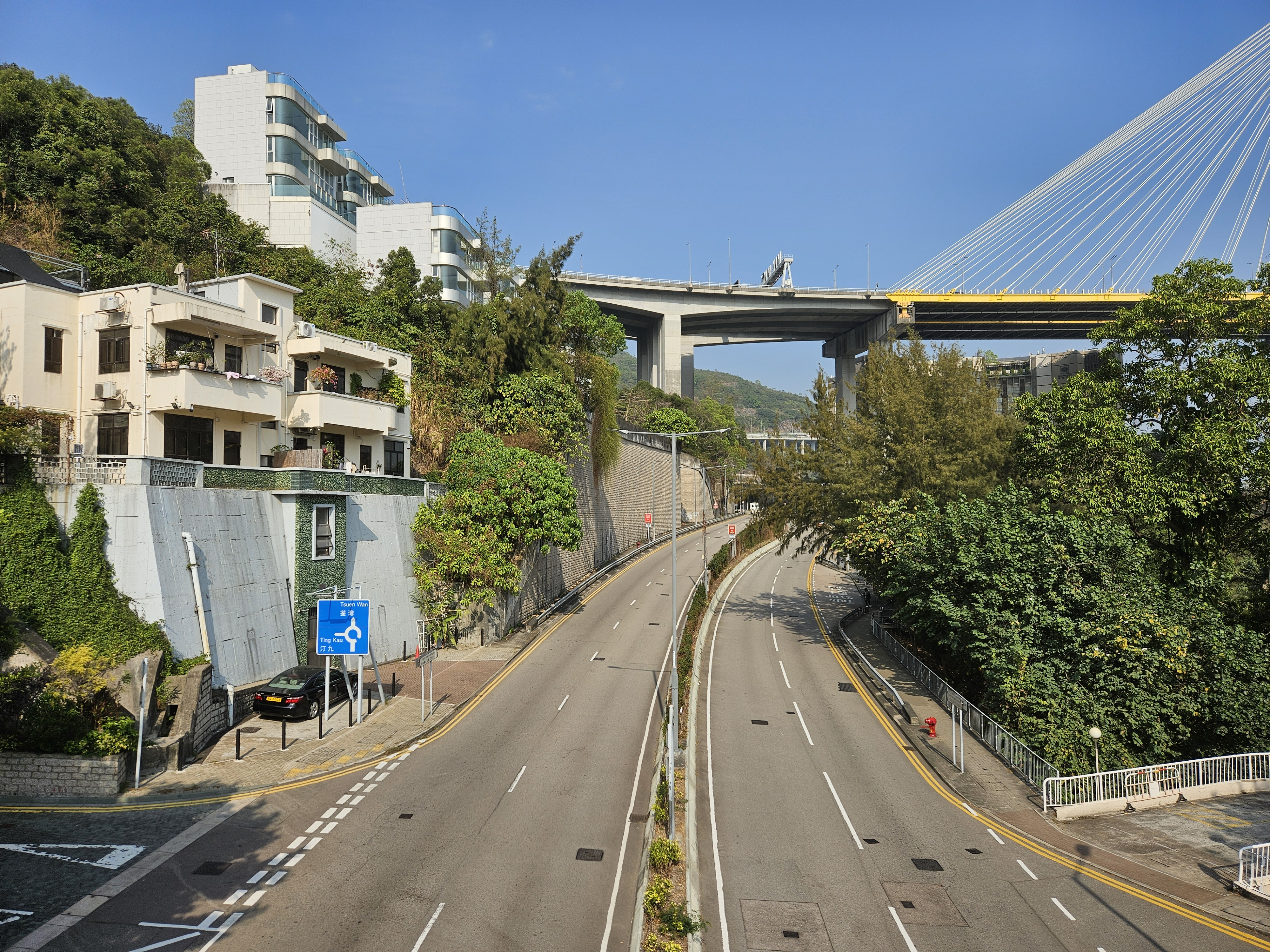
青山公路－汀九段近麗都灣泳灘

由汀九雙仙灣機場核心計劃展覽中心連接至油柑頭近翠景臺的一段荃灣段，包括由汀九段轉入荃灣段往麗城花園的路口迴旋處。此迴旋處以西開始亦是新界的士指定可經營範圍。舊有路段限速為50公里；擴闊後的四線雙程路段則為70公里。

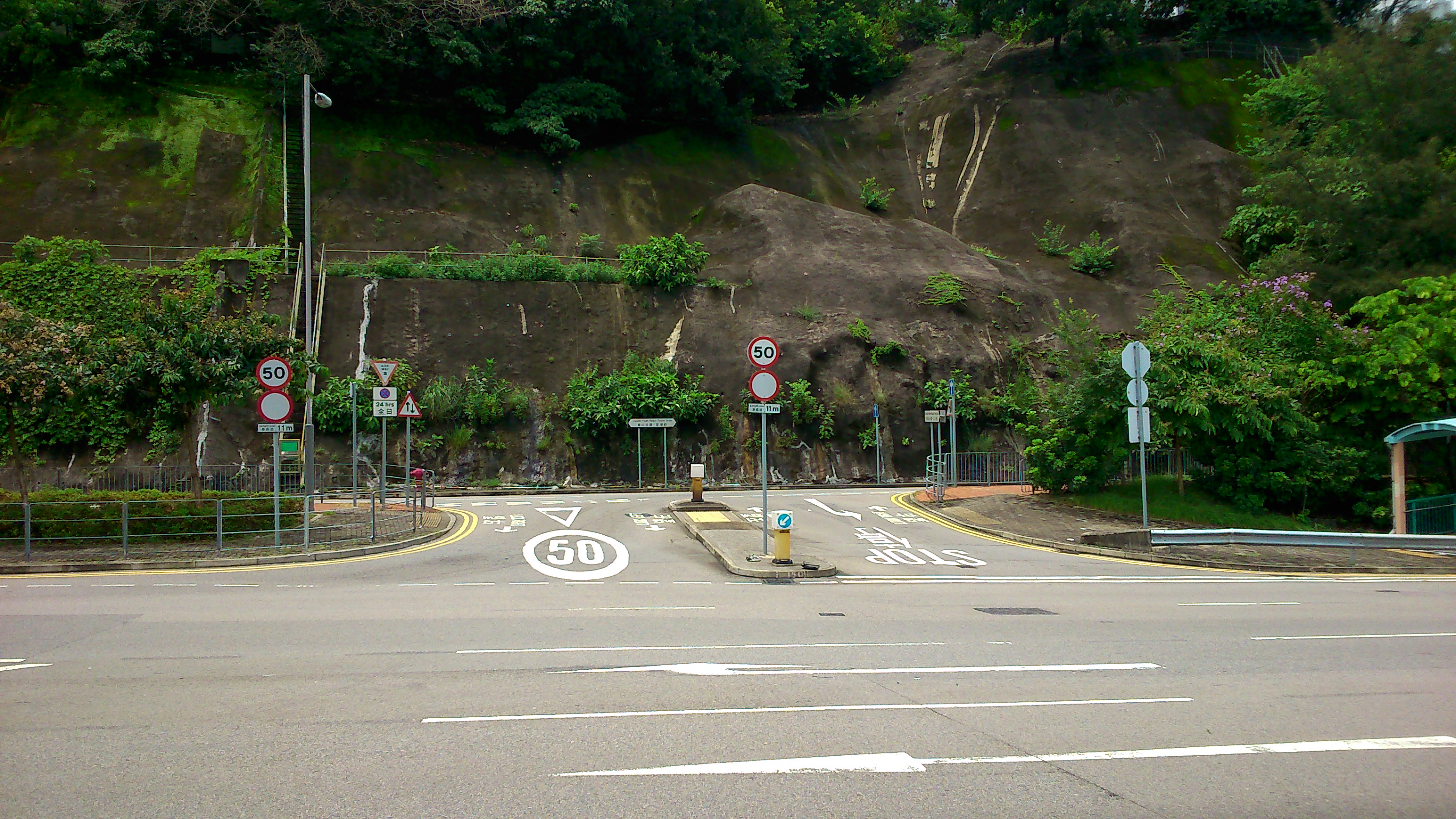
「汀九段」與「荃灣段」交界，右旁為海安路
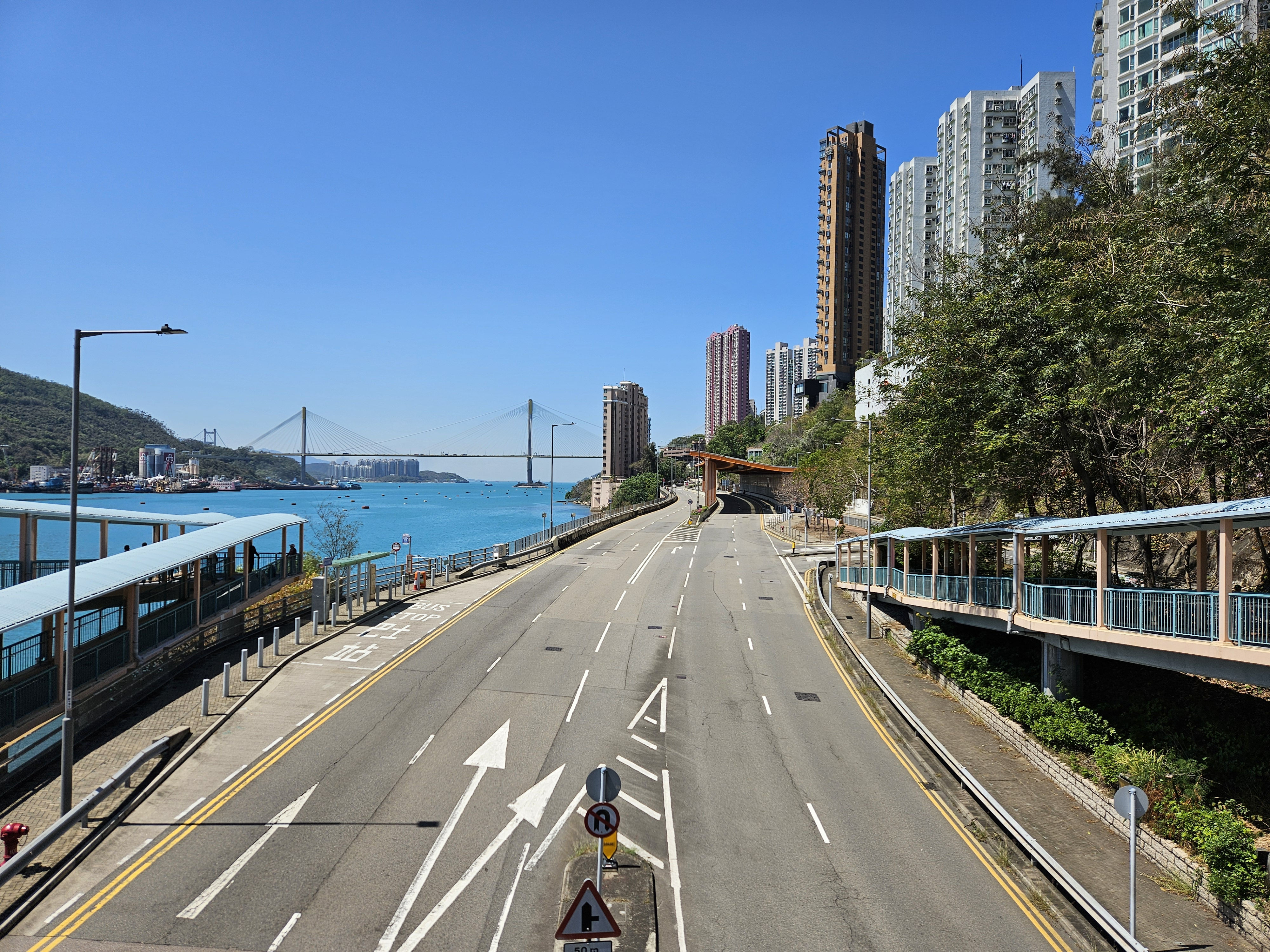
青山公路－汀九段東段

##### 新汀九段

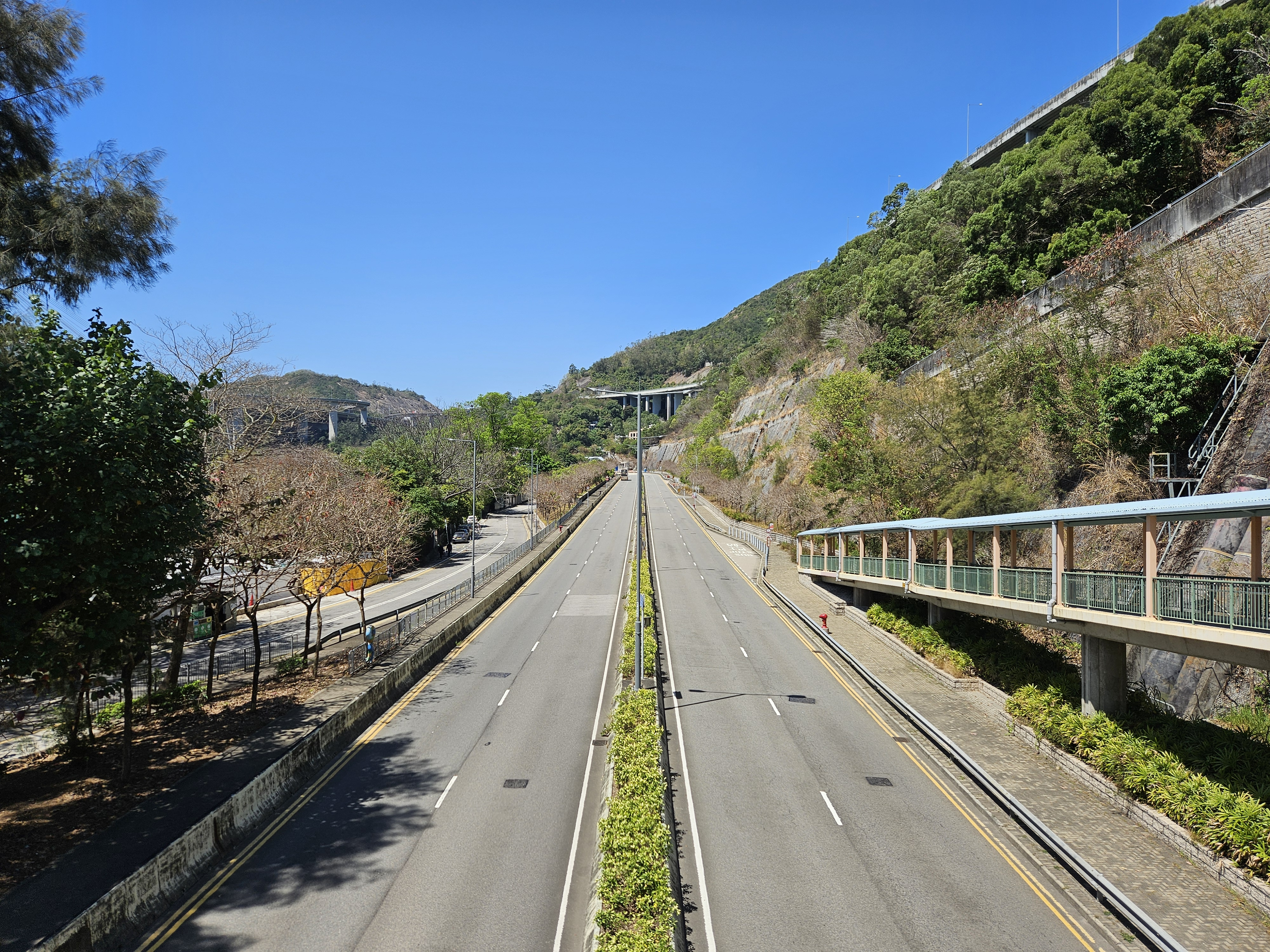
青山公路－新汀九段近南山游泳會

這段路是青山公路擴建工程新建的路，與原有汀九段並行，代替汀九段別墅屋的一段，以避開汀九灣附近住宅及駕駛前往沙灘的遊人泊車。四線雙程行車，時速限制70公里。接駁汀九段近近水灣至汀九迴旋處止。是根據香港政府將青山公路由丙級郊區道路提升至甲級道路的工程中首個新增道段。

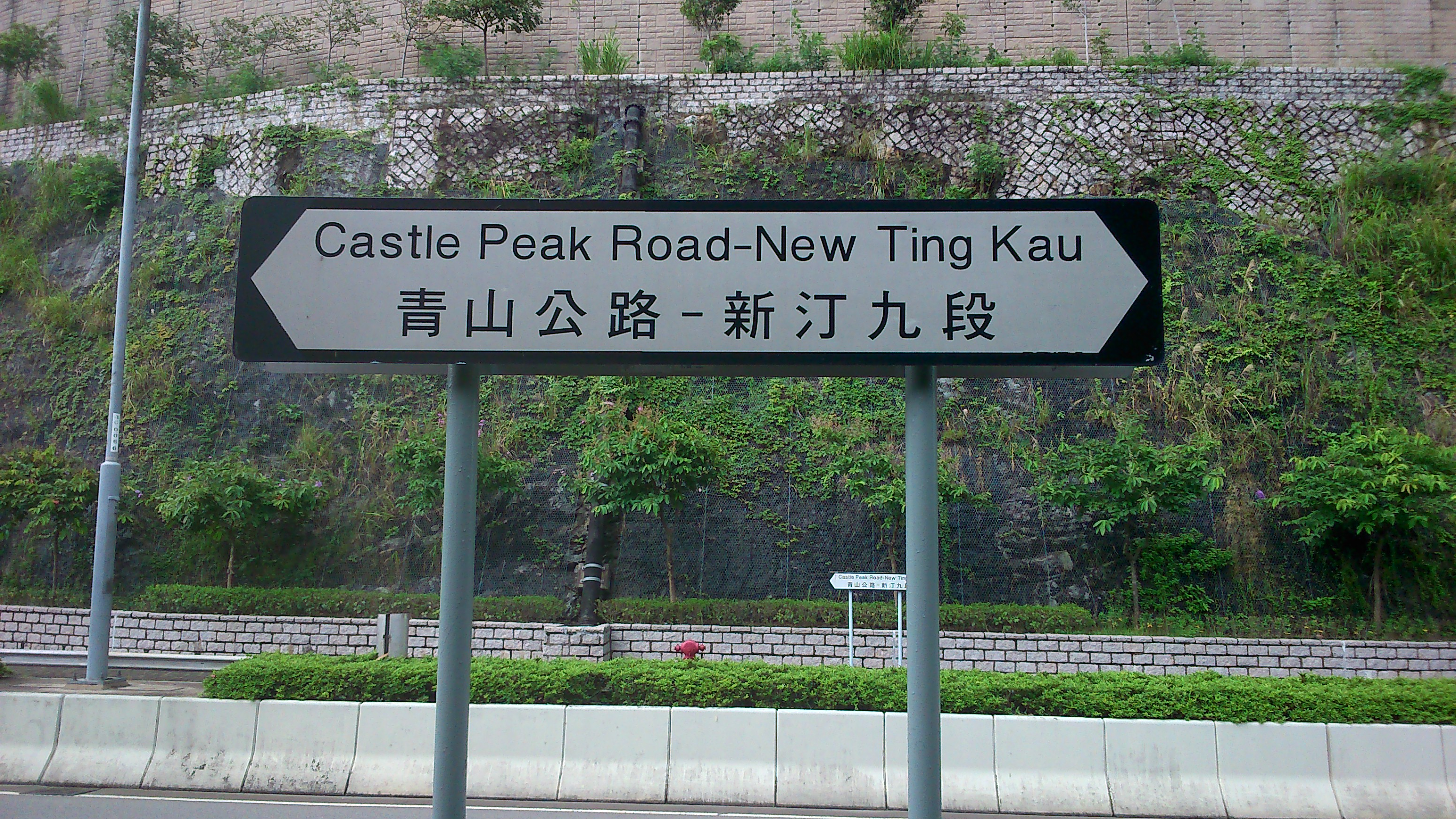
新汀九段路牌

##### 深井段
由深井雙仙灣（Gemini Beach）泳灘至青山公路－青龍頭段近釣魚灣泳灘。其中途經的主要建築物如麗都花園、碧堤半島、縉皇居、嘉頓麵包廠等。

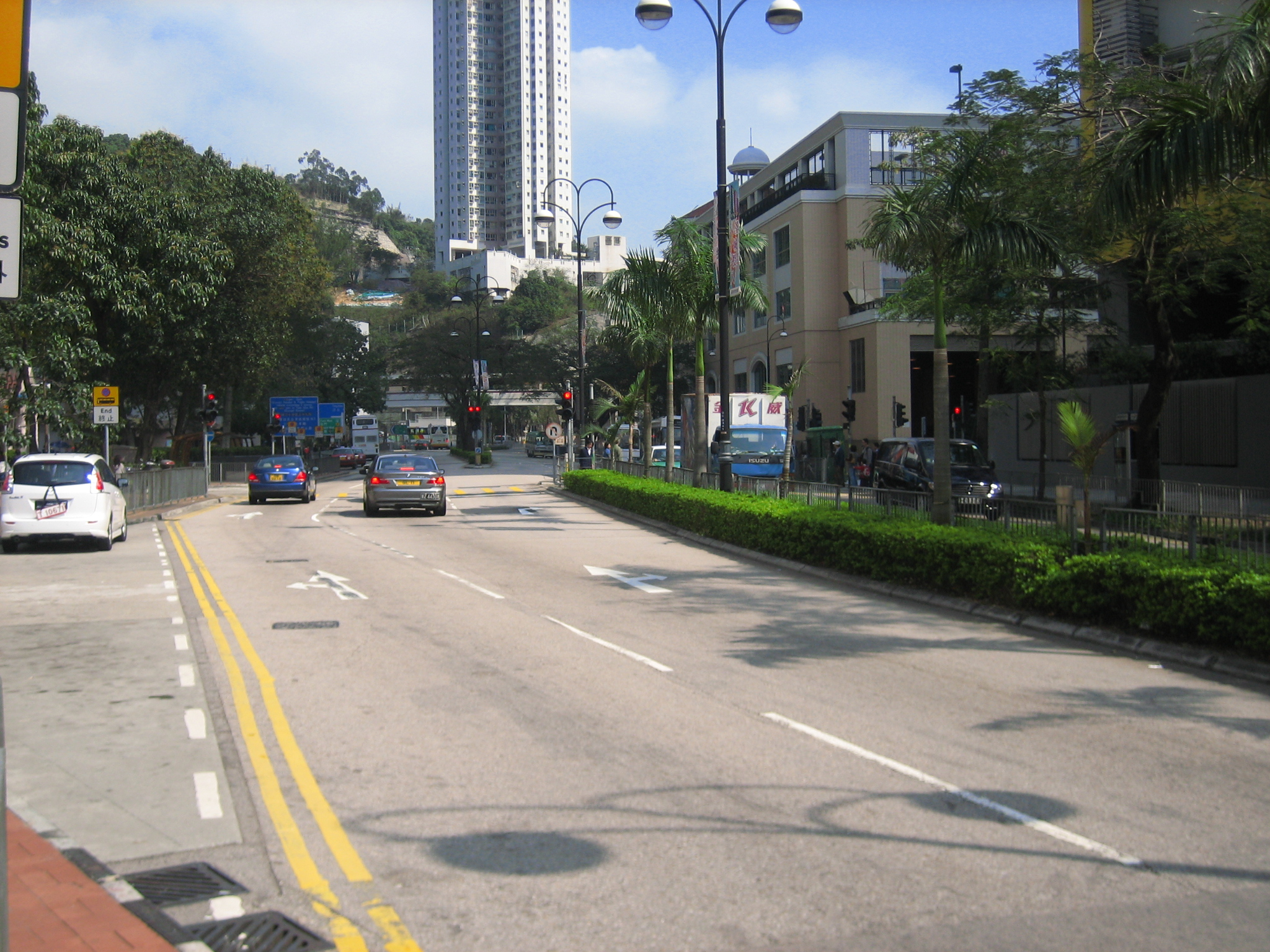
深井段
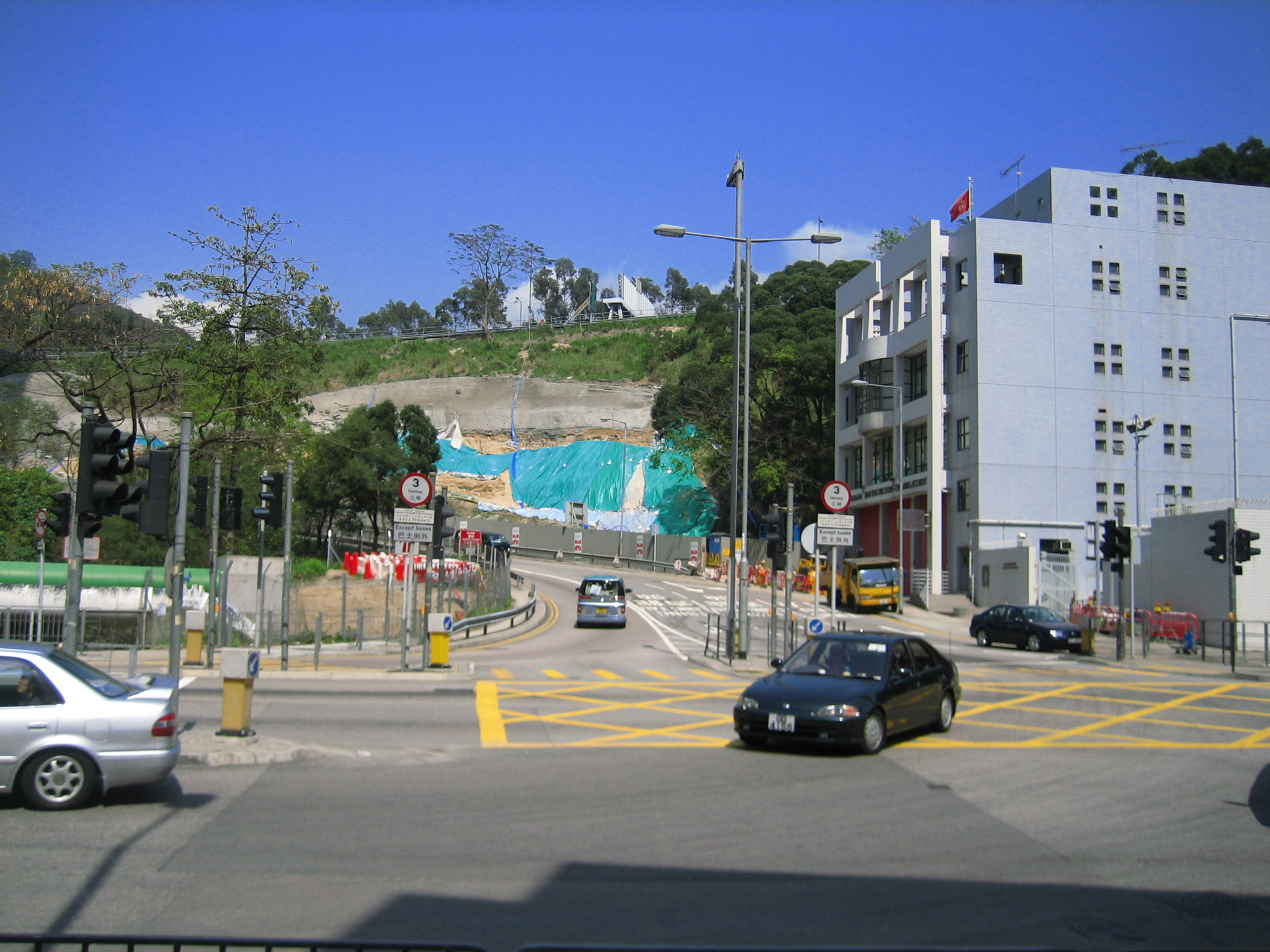
青山公路與屯門公路深井出口支路的十字路口，鄰近嘉頓麵包廠

##### 青龍頭段

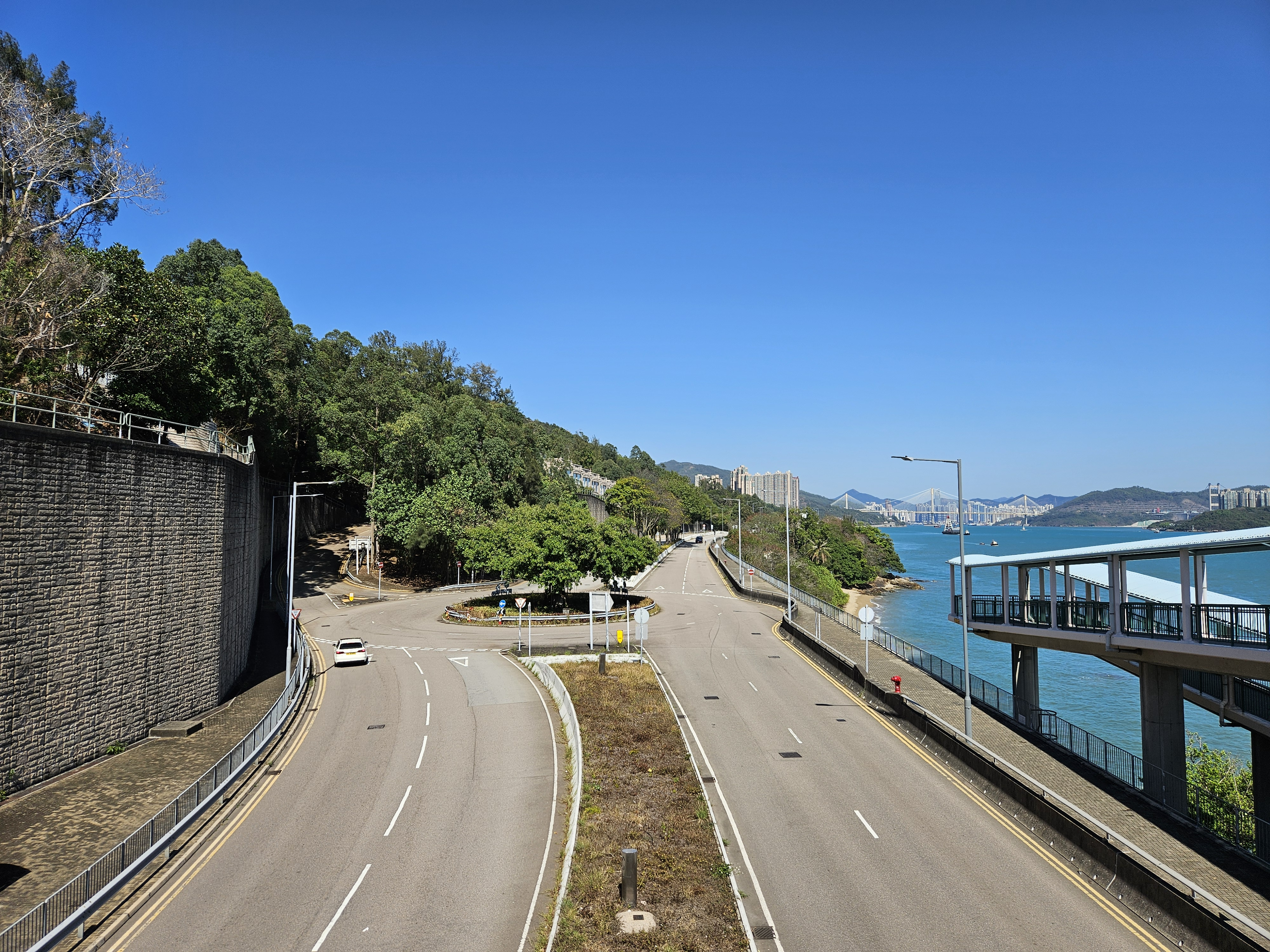
青山公路－青龍頭段近嘉龍村

位於深井和大欖涌之間。由深井浪翠園至近大欖涌東面嘉龍村止，自青山公路擴闊工程後已被擴闊至四線雙程行車，限速提升為70公里。

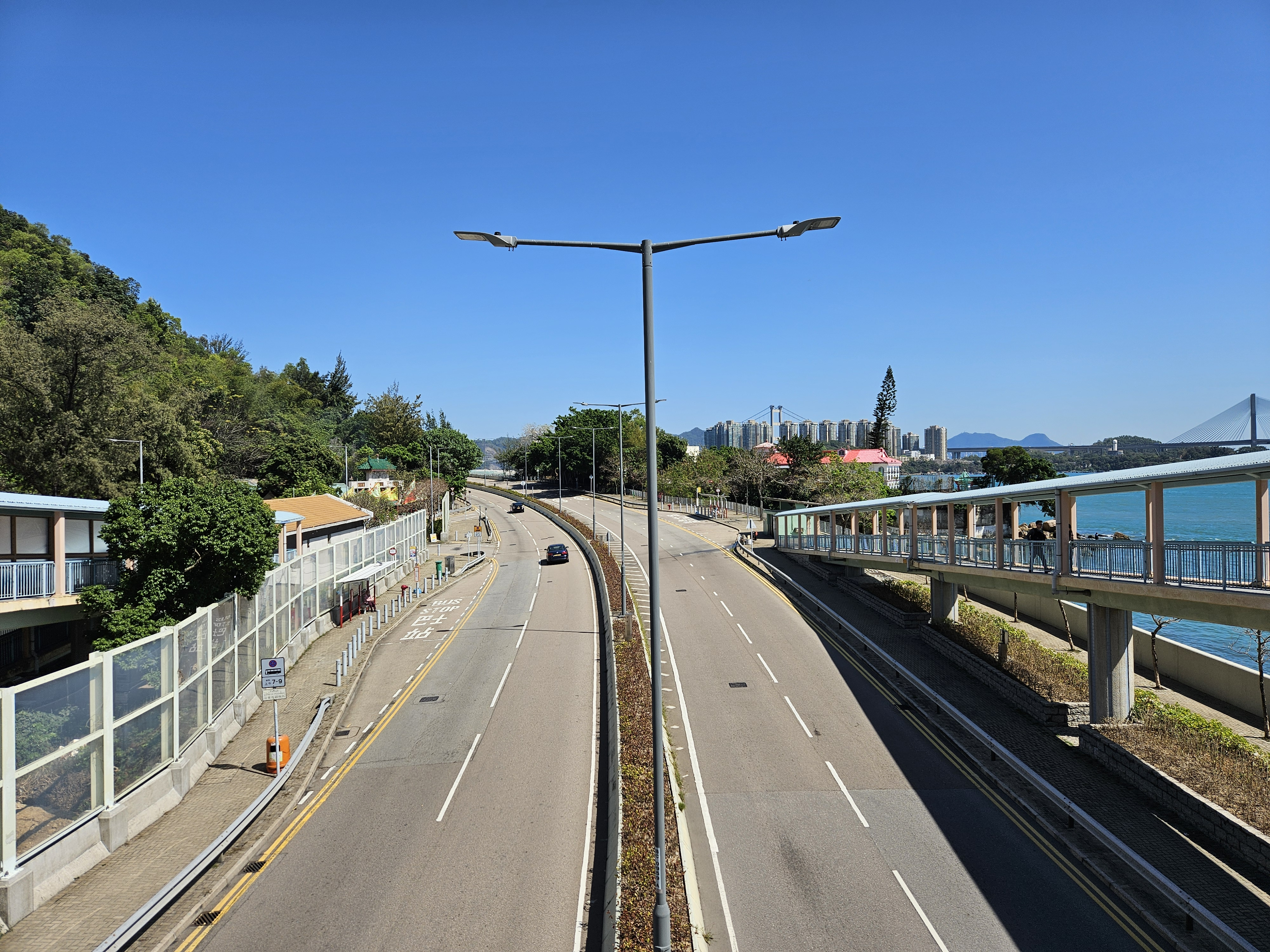
青山公路－青龍頭段近青龍頭天后宮
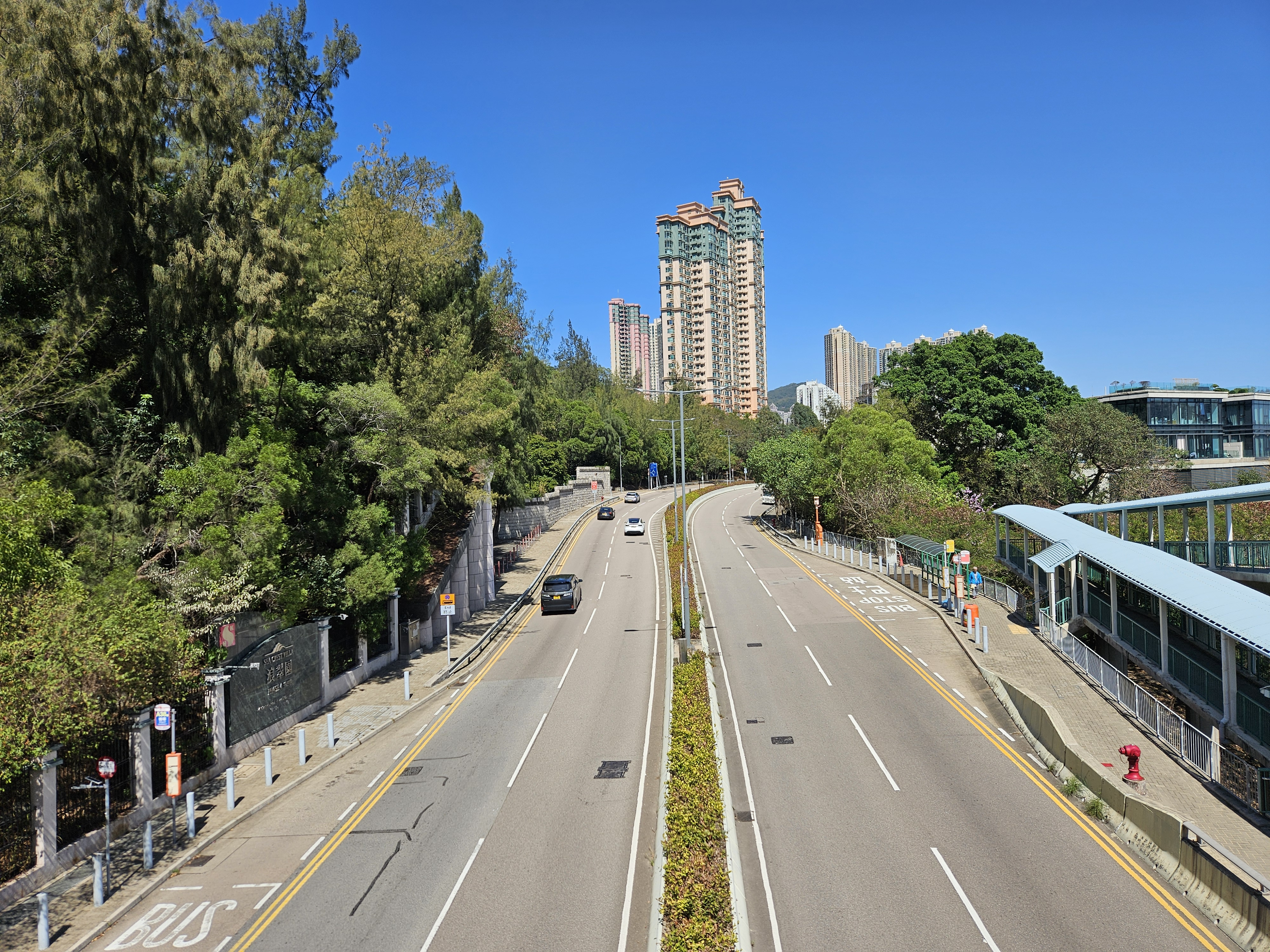
青山公路－青龍頭段近浪翠園第四期
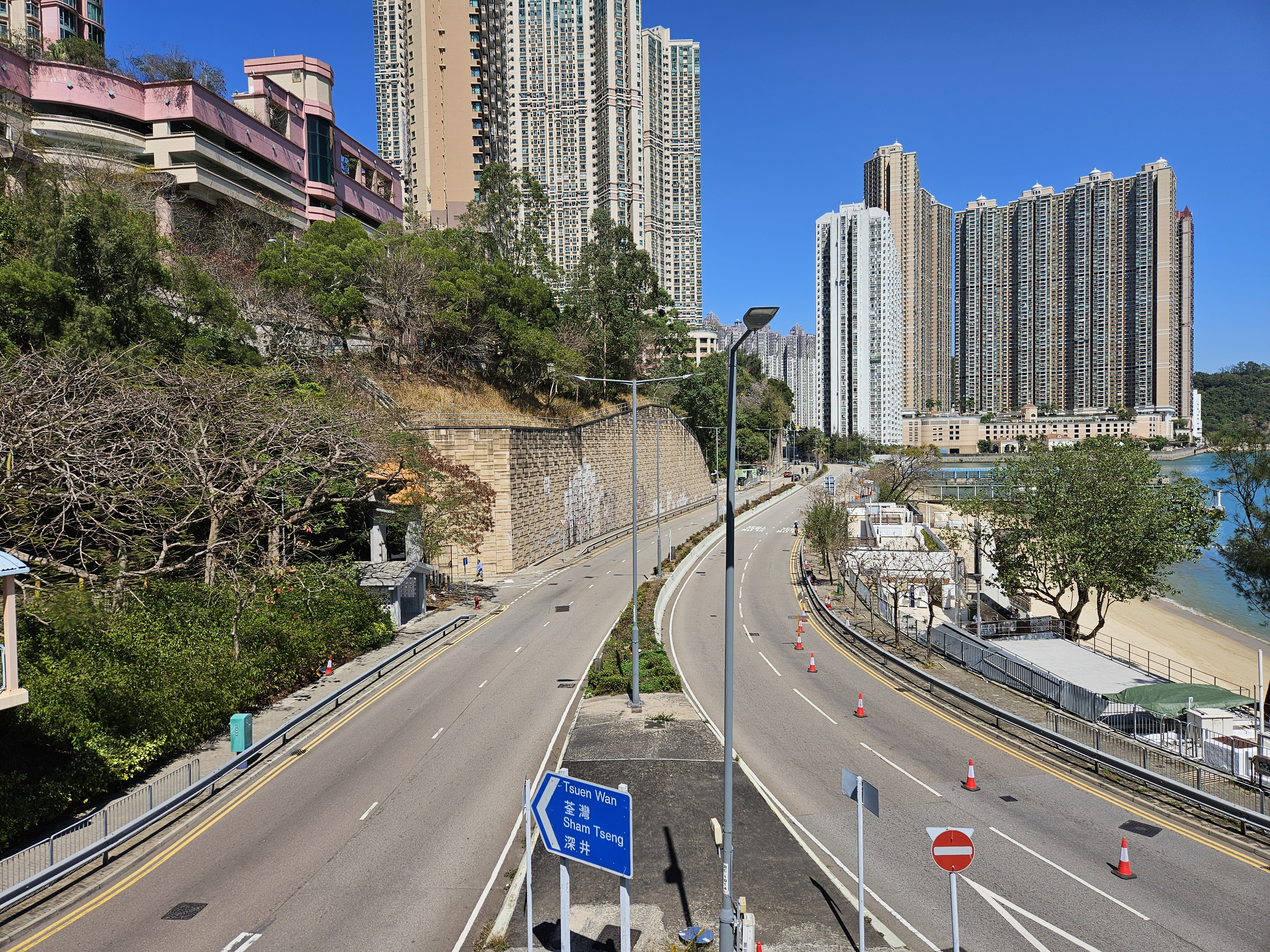
青山公路－青龍頭段近釣魚灣泳灘

#### 屯門區

##### 大欖段

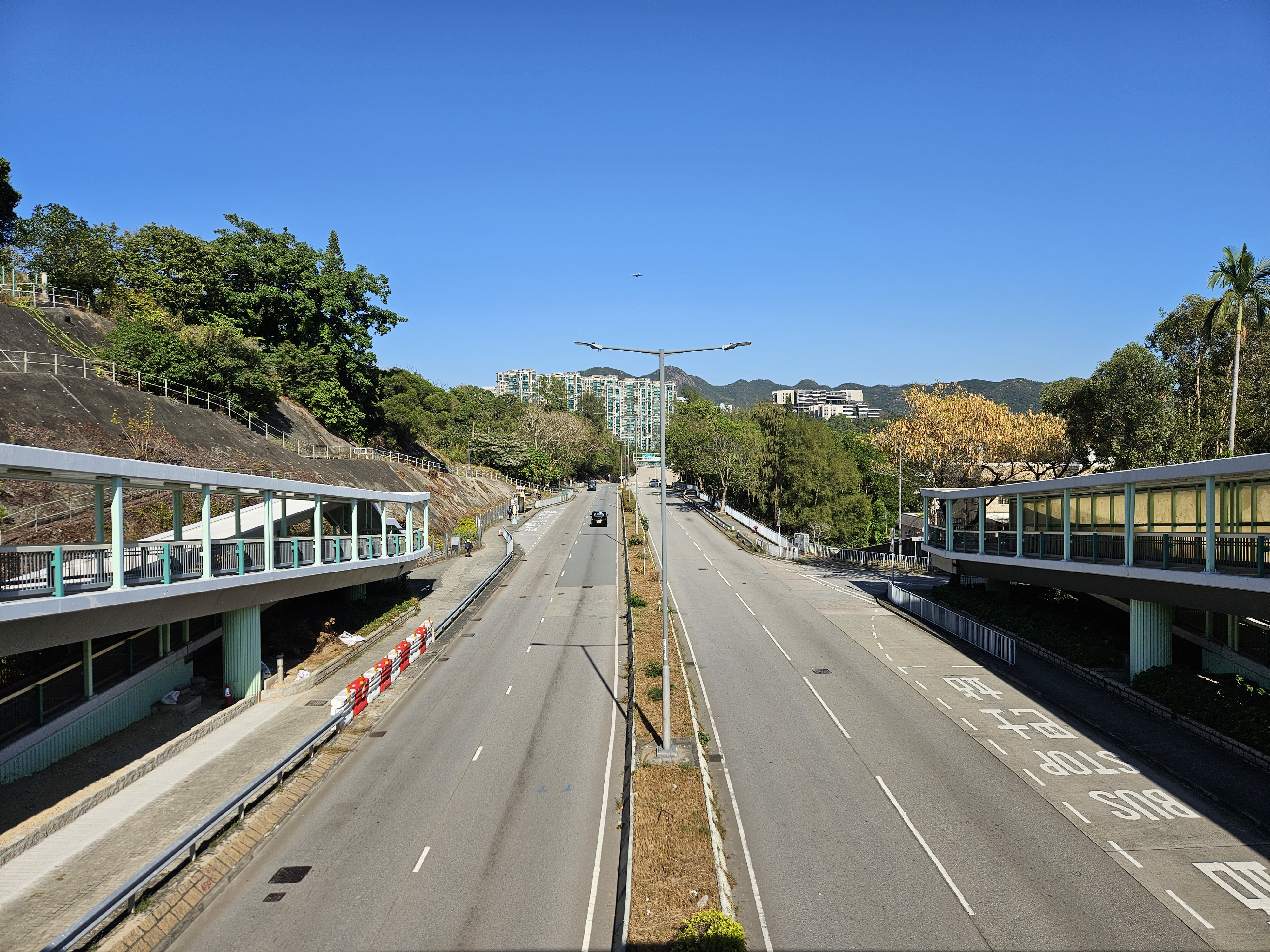
青山公路－大欖段近青泰路

這段路開始便是屯門區的範圍，由嘉龍村西面的大欖涌至掃管笏青龍路止。當中由屯門公路巴士轉乘站至小欖橋一段路，通車至今並沒有任何重大擴闊工程，只作重鋪路面及在小欖交匯處附近加設交通管制燈號。此路段除大欖角至嘉龍村一段時速限制為70公里外，其餘均為50公里。
香港政府在大欖段及屯門公路興建屯門公路巴士轉乘站。工程包括在大欖角迴旋處附近興建往屯門方向巴士轉乘站，小欖交匯處附近則興建往九龍方向巴士轉乘站。工程已於2010年7月15日動工，並在2013年7月27日完成。

##### 新大欖段

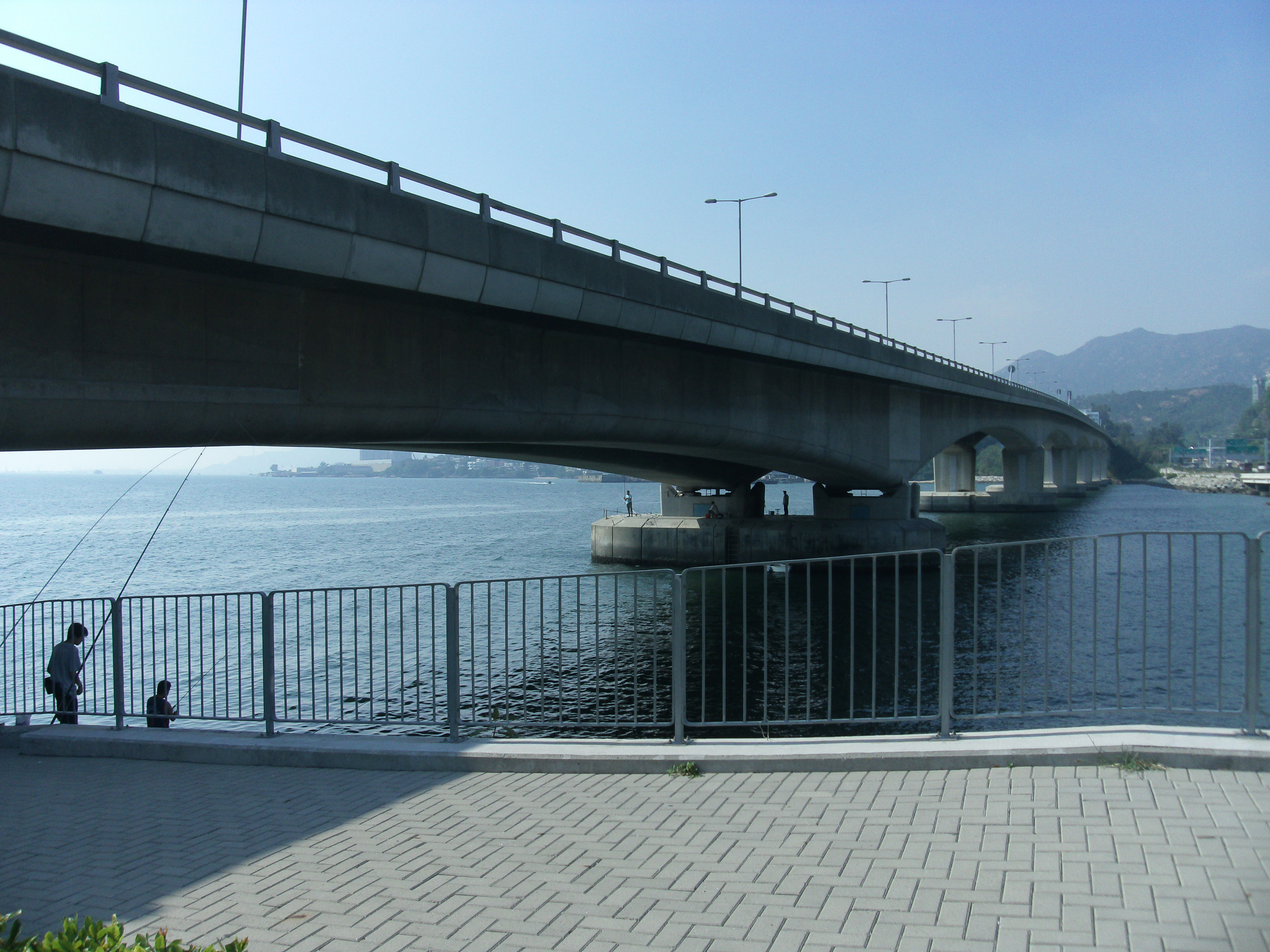
「新大欖段」是2012年建成的跨海大橋

連接大欖角至懲教署宿舍的一段青山公路大欖段，取代大欖段提供較直接及寬闊的雙線雙程路面直達屯門公路、黃金海岸和青山灣，以大橋橫跨大欖涌河口，是根據香港政府將青山公路由丙級郊區道路提升至甲級道路的工程中第二個新增道段，另一段為新汀九段。大部份路段時速限制為70公里。

##### 掃管笏段

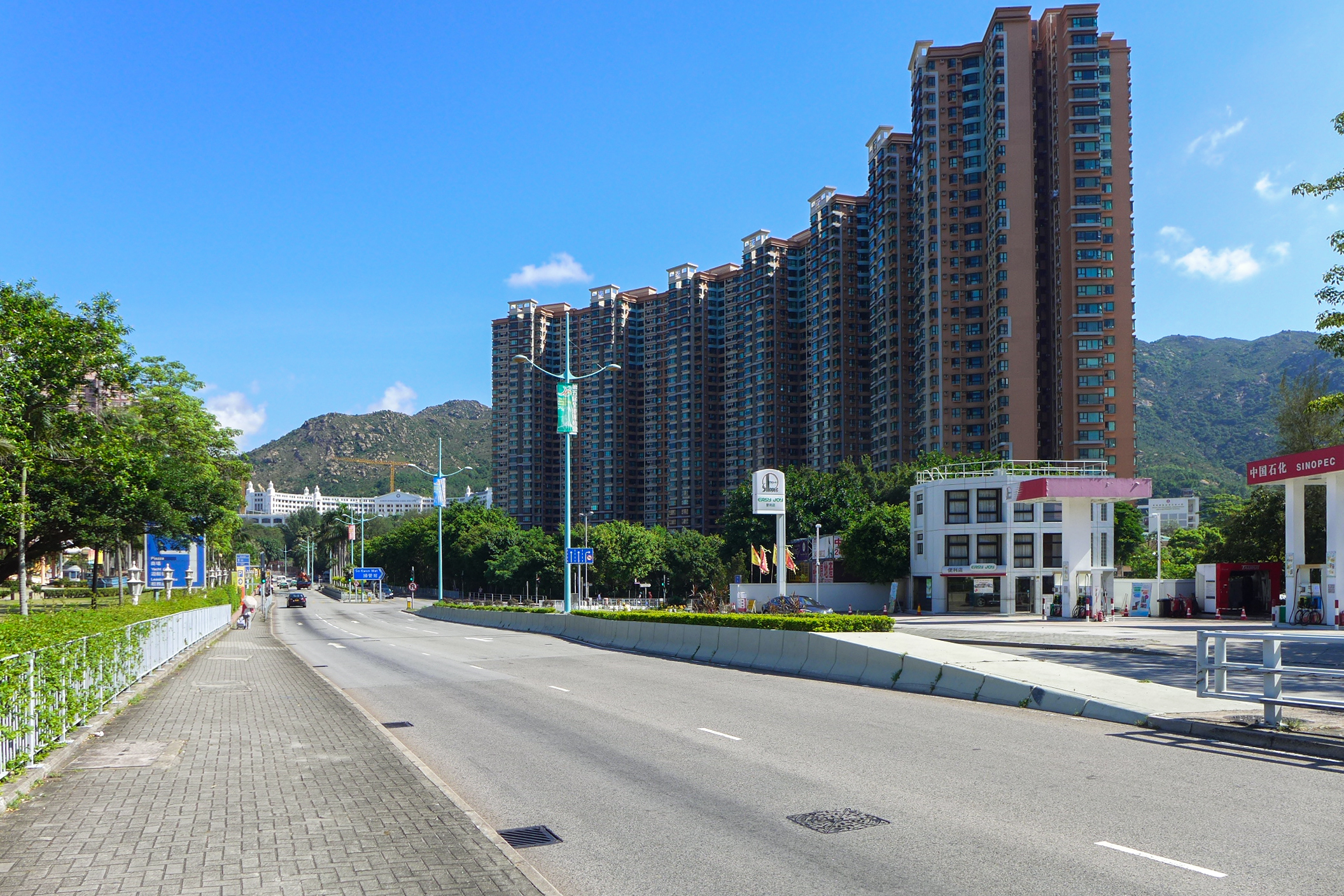
青山公路－掃管笏段近愛琴海岸（2015年6月）

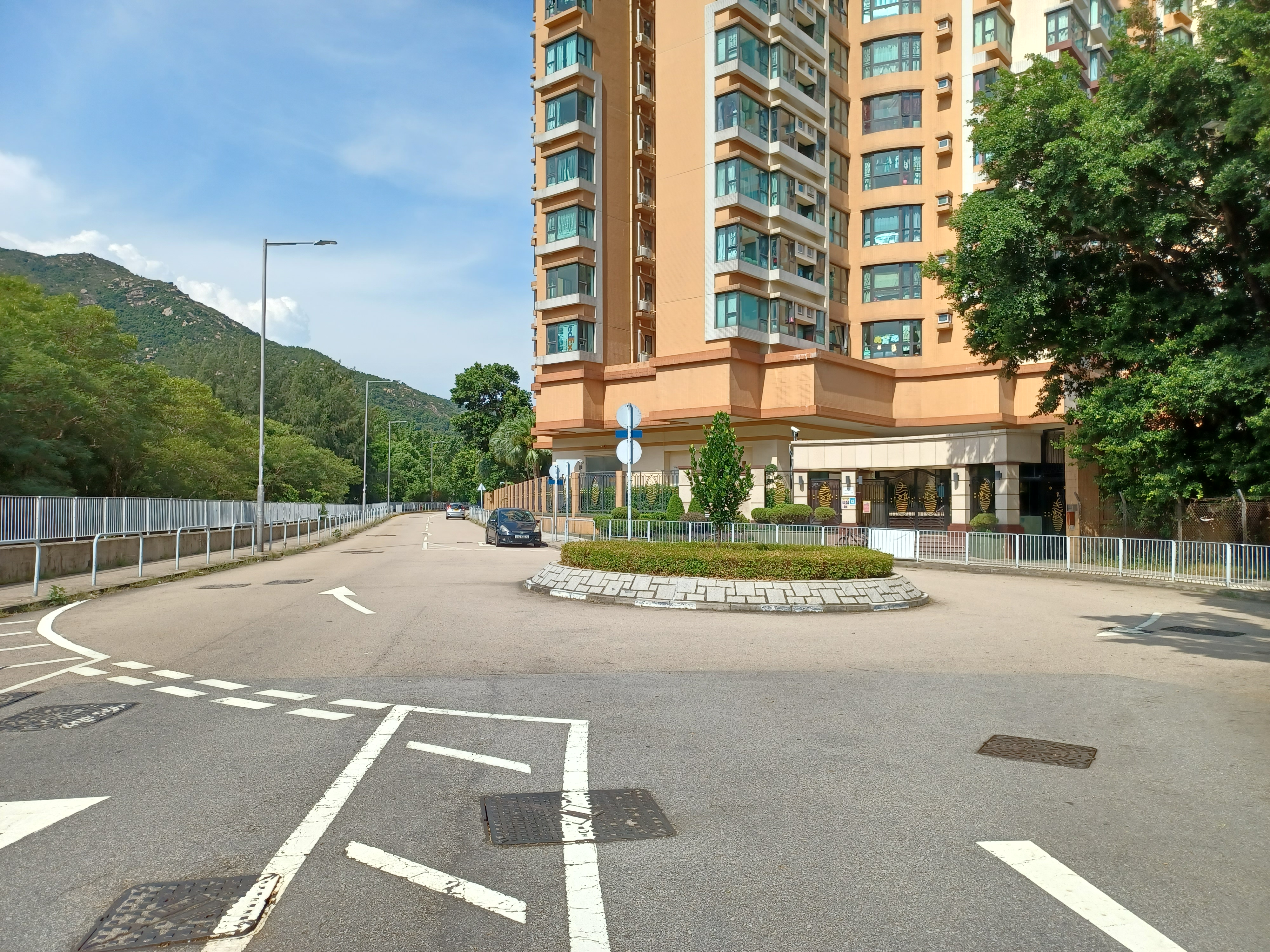
管青路近青山公路－掃管笏段

青山公路最短的一段，此段是因經過掃管笏而命名，由掃管笏管青路至青龍路。初時此段設計限速為每小時70公里，至後期下調為50公里。

##### 青山灣段
由掃管笏管青路至杯渡路，途經新、舊咖啡灣而到達青山灣，輕鐵三聖總站在恒福花園旁，主要建築有置樂花園及華都花園。近香港黃金海岸至三聖墟一段於1990年代初提升為 9 米闊雙線雙程行車道路。至於三聖墟至屯興路一段路口，最初因道路狹窄，而曾進行擴闊工程，期間因怪石阻路，引致不少意外，所以需要繞過怪石進行，而怪石位置現已開闢為麒麟崗公園。青山公路亦因應屯門公路重建及改善工程進行而被改建，行車流量因此得到改善。
隨著屯門區近郊發展迅速，由香港黃金海岸至三聖一段青山公路已於2024年下半年完成第二次擴建工程，以應付日後需求。

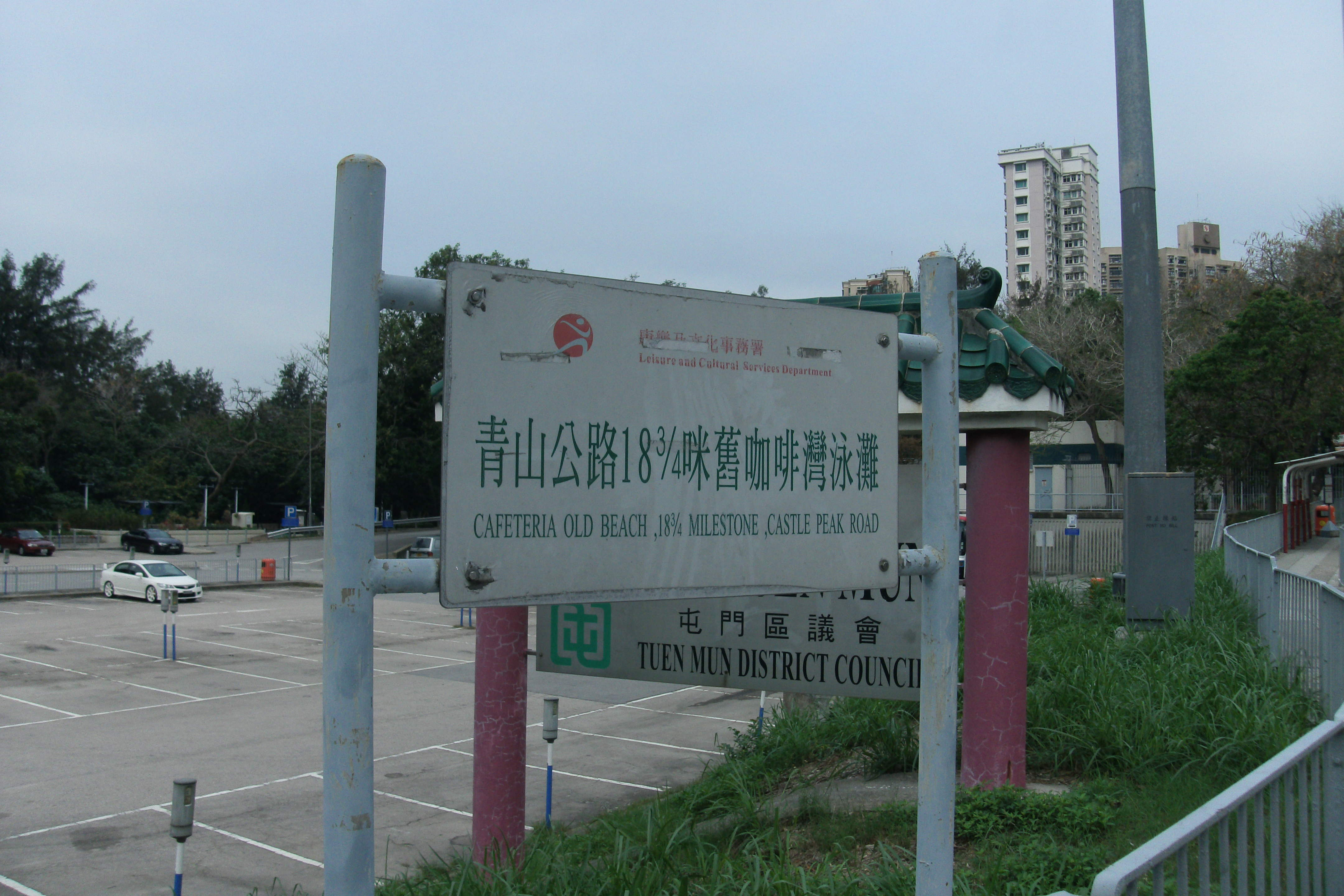
18¾咪舊咖啡灣泳灘
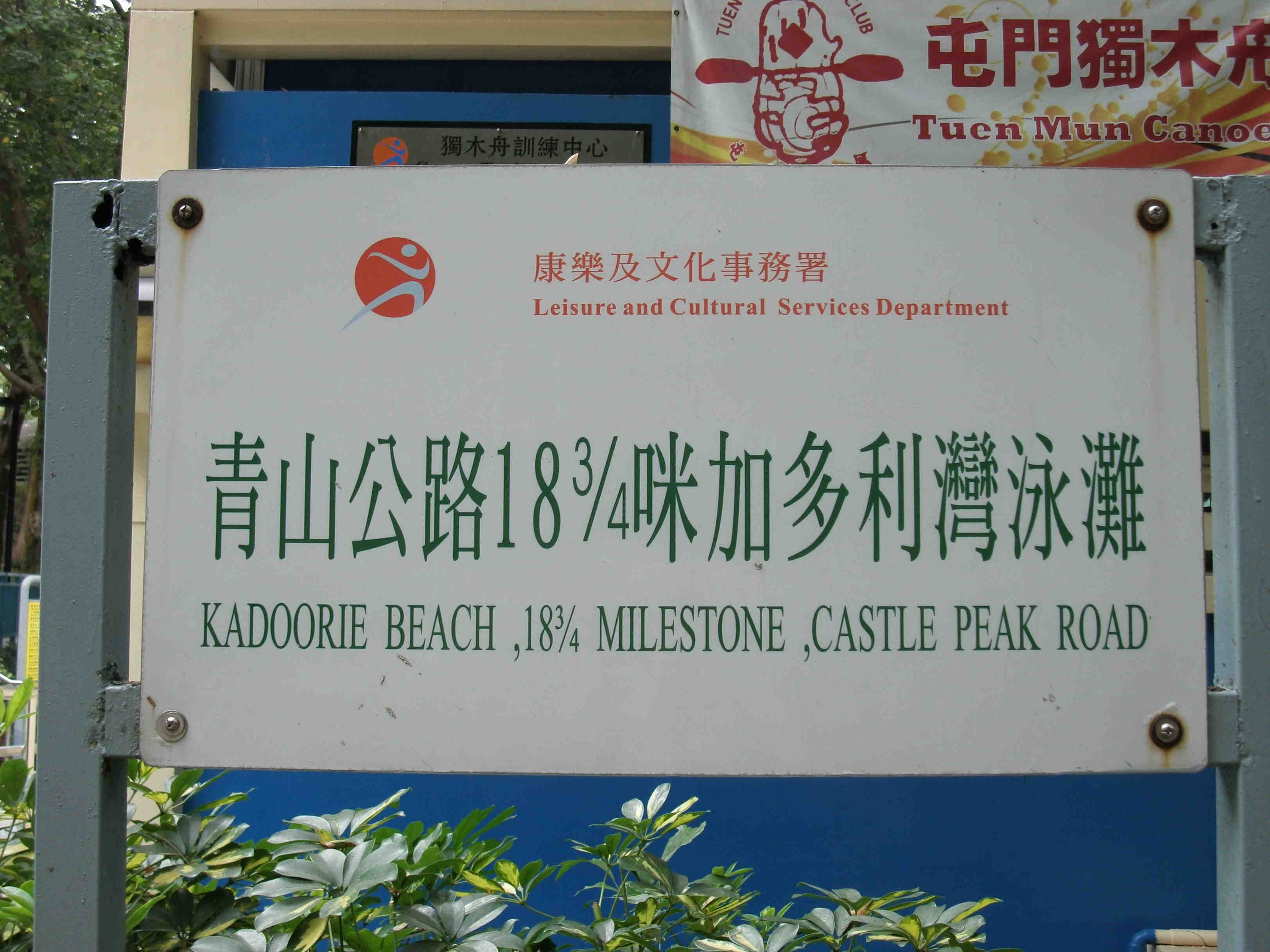
18¾咪加多利灣泳灘
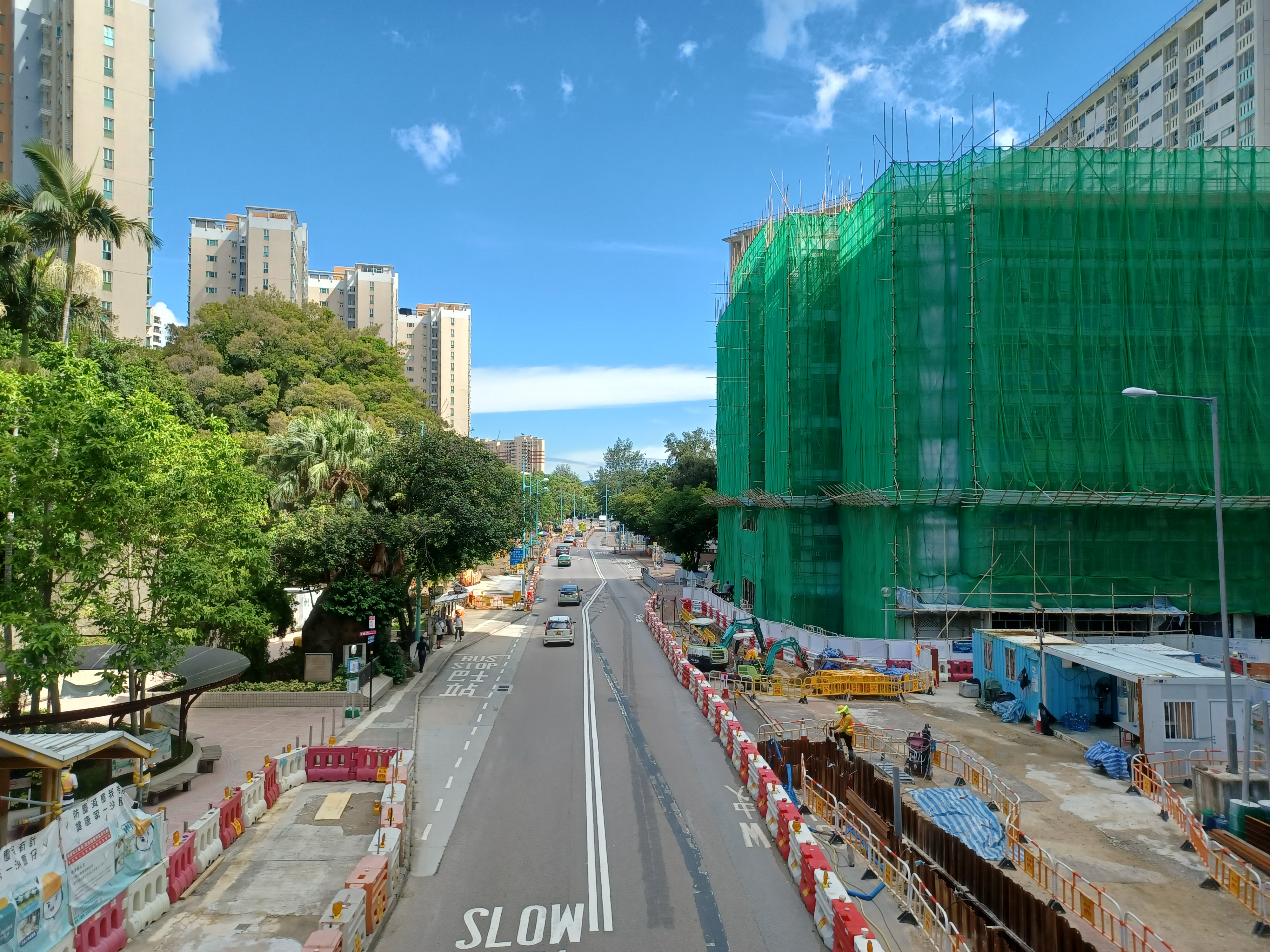
三聖邨外的青山公路－青山灣段正在進行道路擴闊工程（2022年8月）
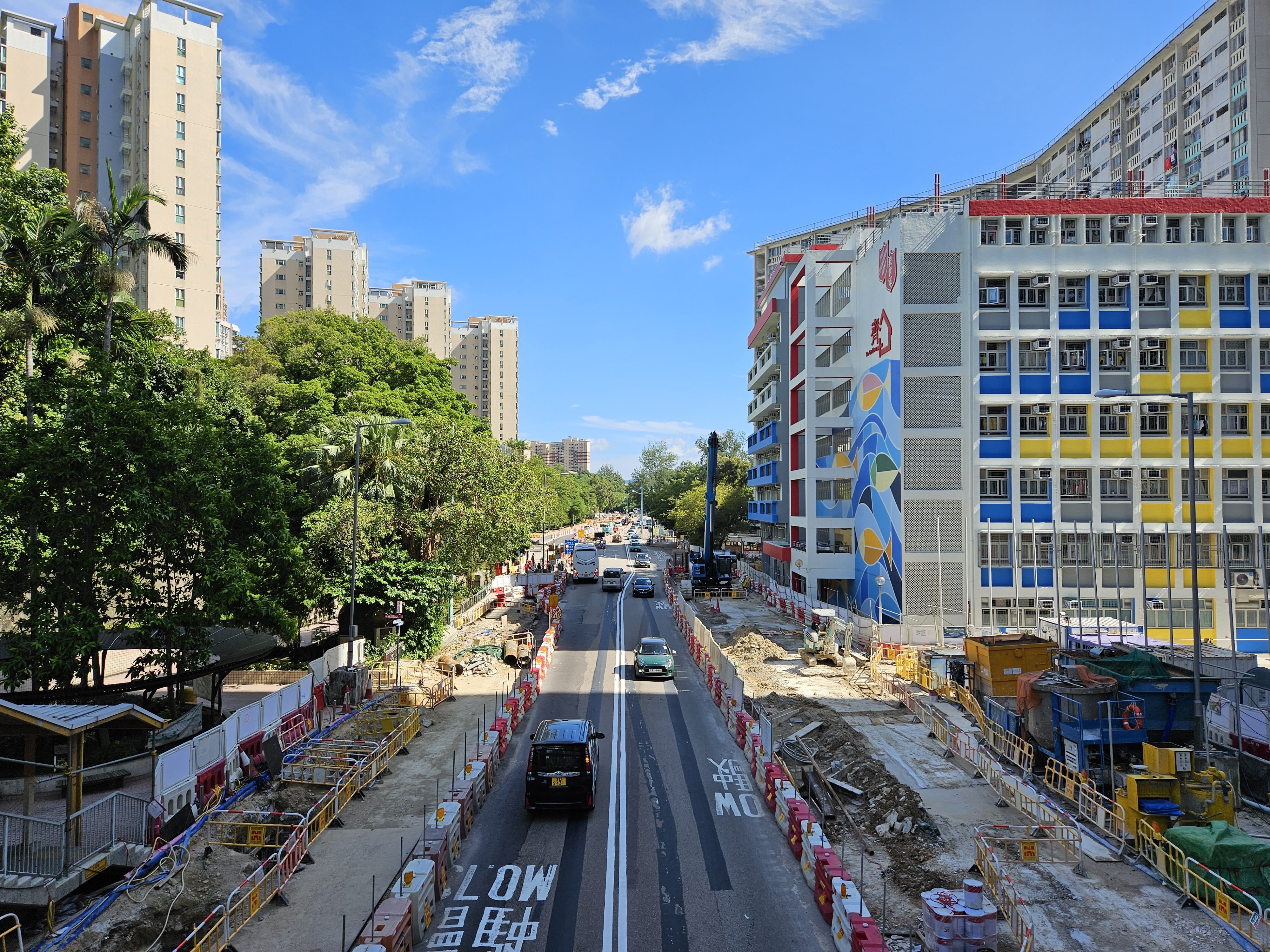
三聖邨外的青山公路－青山灣段正在進行道路擴闊工程（2023年9月）
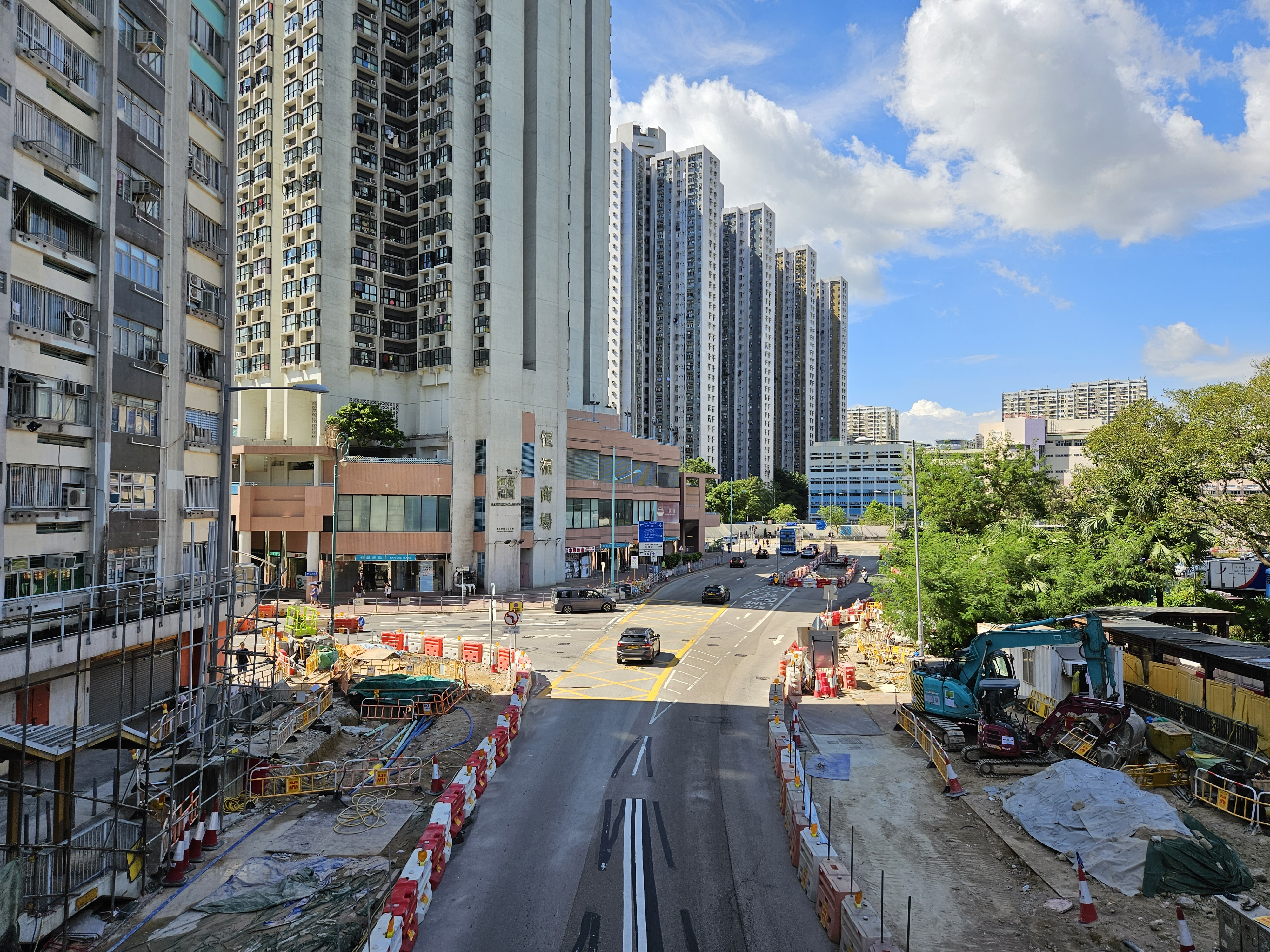
三聖邨外的青山公路－青山灣段正在進行道路擴闊工程（2023年9月）

##### 新墟段

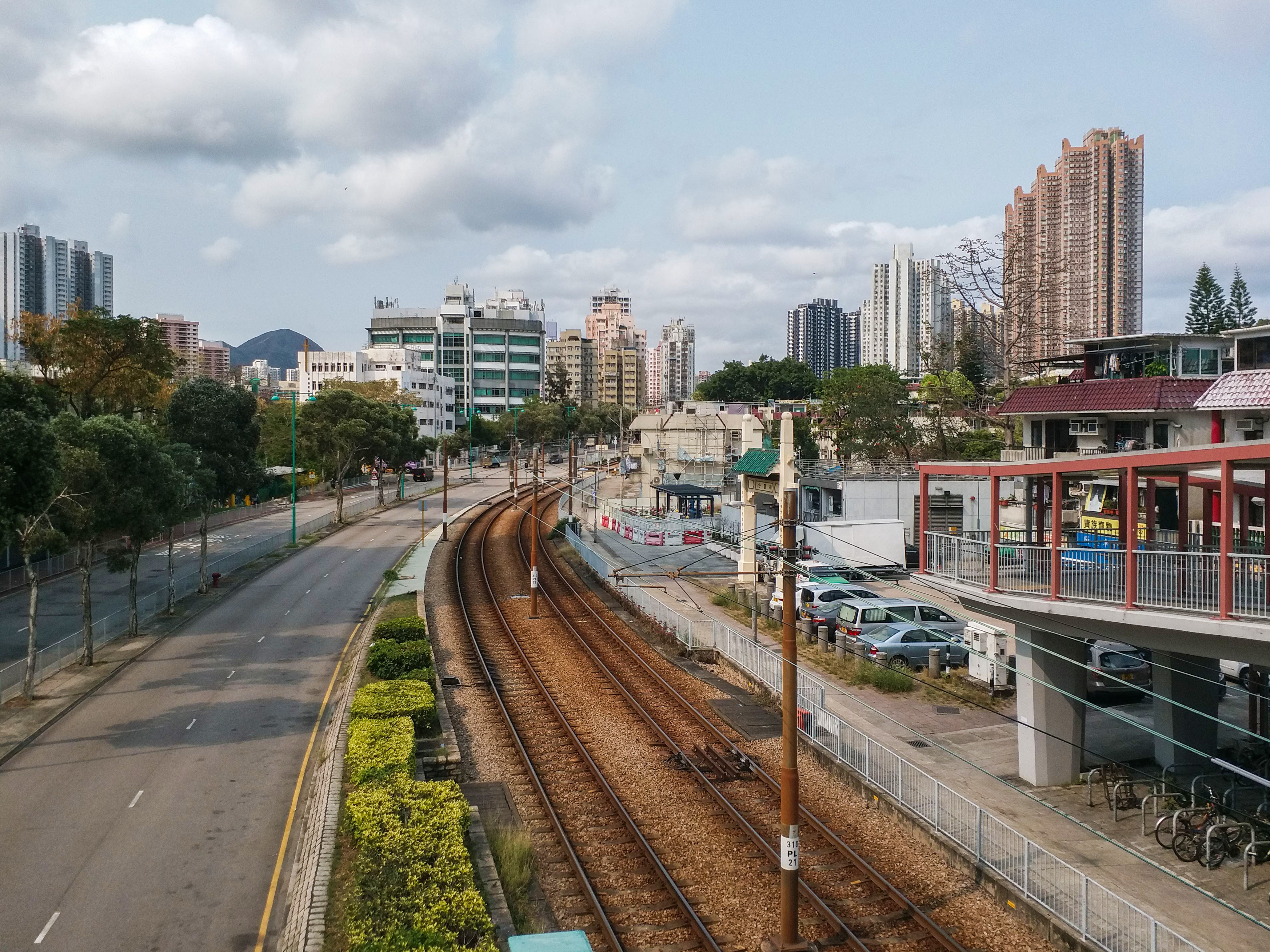
青山公路－新墟段，近良田村（2021年3月）

此段位於屯門新市鎮的東部，南端在杯渡路路口接上青山灣段，向北至北端於港鐵兆康站南交通交匯處路口接上嶺南段。此段是因經過屯門新墟而命名。輕鐵的鳳地支線於此段的側邊，沿途設有鳳地站、景峰站、新墟站及何福堂站。
玫瑰花園以北的新墟段是屯門新市鎮發展後新建的路段，在此之前新墟段與藍地段相接。在70年代早期之前，青山公路新墟段的走線位於現在的青山公路（新墟）公園內。70年代中期，因應青山公路拓闊工程，新墟段的走線稍微東移。當時走線大概是從現時的玫瑰花園穿過中華基督教會屯門堂，抵達育康街交界的迴旋處（已於屯門公路通車後拆除），再沿著現時的屯門公路路段向北直抵藍地交匯處。80年代中期，新墟段被東移至現時的走線，並在鳳地站附近與屯門公路相接。在嶺南段落成後，新墟段再改為與嶺南段相接。現時新墟段已經不能與屯門公路相通。

##### 嶺南段

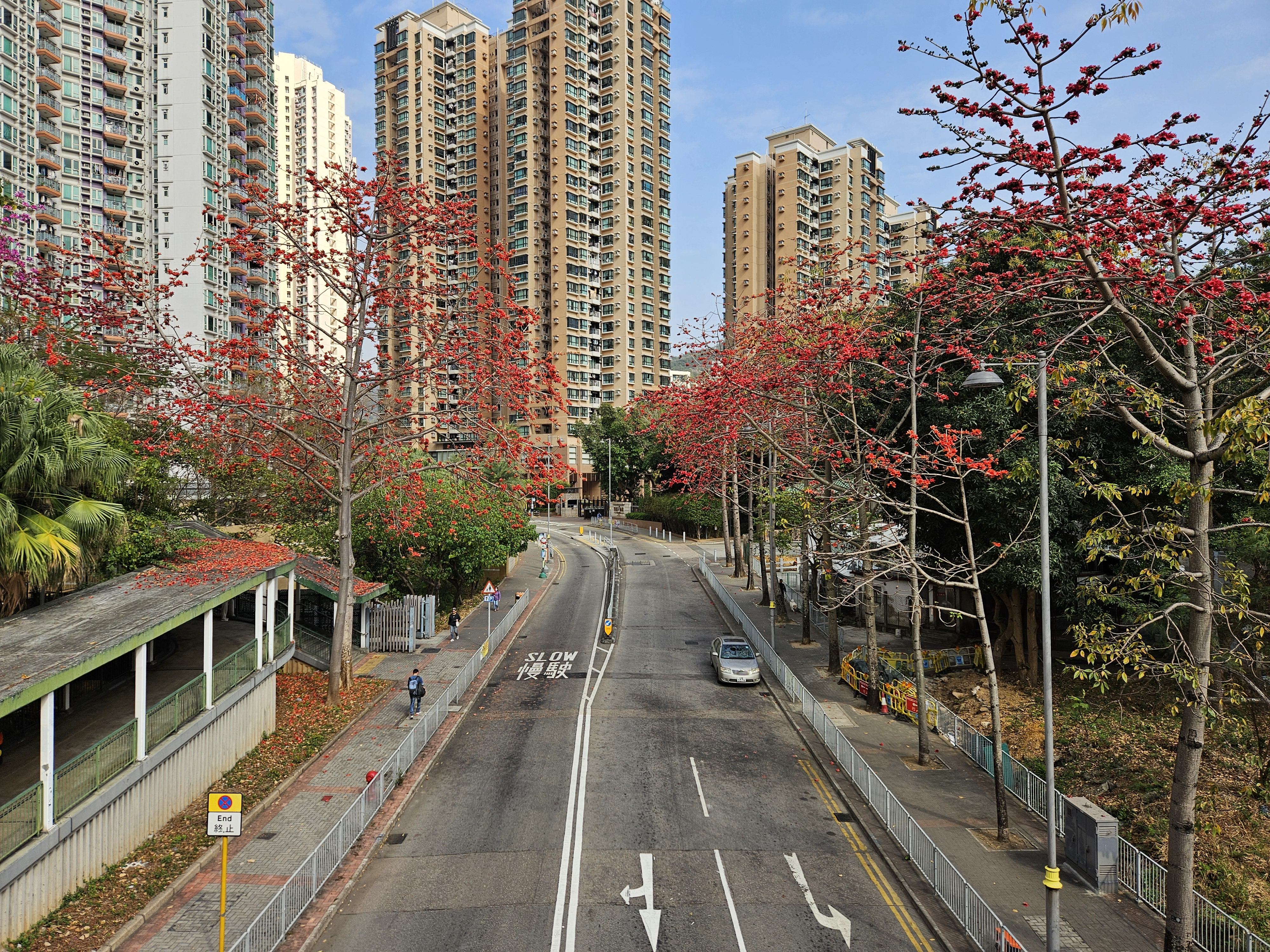
屯貴路

此段位於屯門新市鎮的東北部前船民營，為1990年代新建路段。南端是港鐵兆康站的南面公共運輸交匯處，經屯門濾水廠、嶺南大學、叠茵庭及富泰邨，至藍地交匯處為止。藍地交匯處可接駁往藍地段、元朗公路、屯門公路或青麟路。

##### 藍地段
由藍地交匯處開始，經藍地、妙法寺、泥圍及順風圍等，到順達街路口為止，接上洪水橋段。
此段和接下的洪水橋段及屏山段都是屯門至元朗之間的鄉郊之地，只有洪水橋是較大的鄉鎮中心。青山公路的方向由向北逐漸轉至向東延伸。路面設計上亦相當寬闊，大部份路段為每方向兩線至三線行車，絕大部份路段時速限制為70公里。同時此段至元朗段均有輕鐵覆蓋（屏山段朗天路路口至元朗段是在路中心，其餘路段則在側邊），是除港鐵屯馬綫外，元朗至屯門之間的主要交通途徑。輕鐵泥圍站位於此段道路的旁邊。

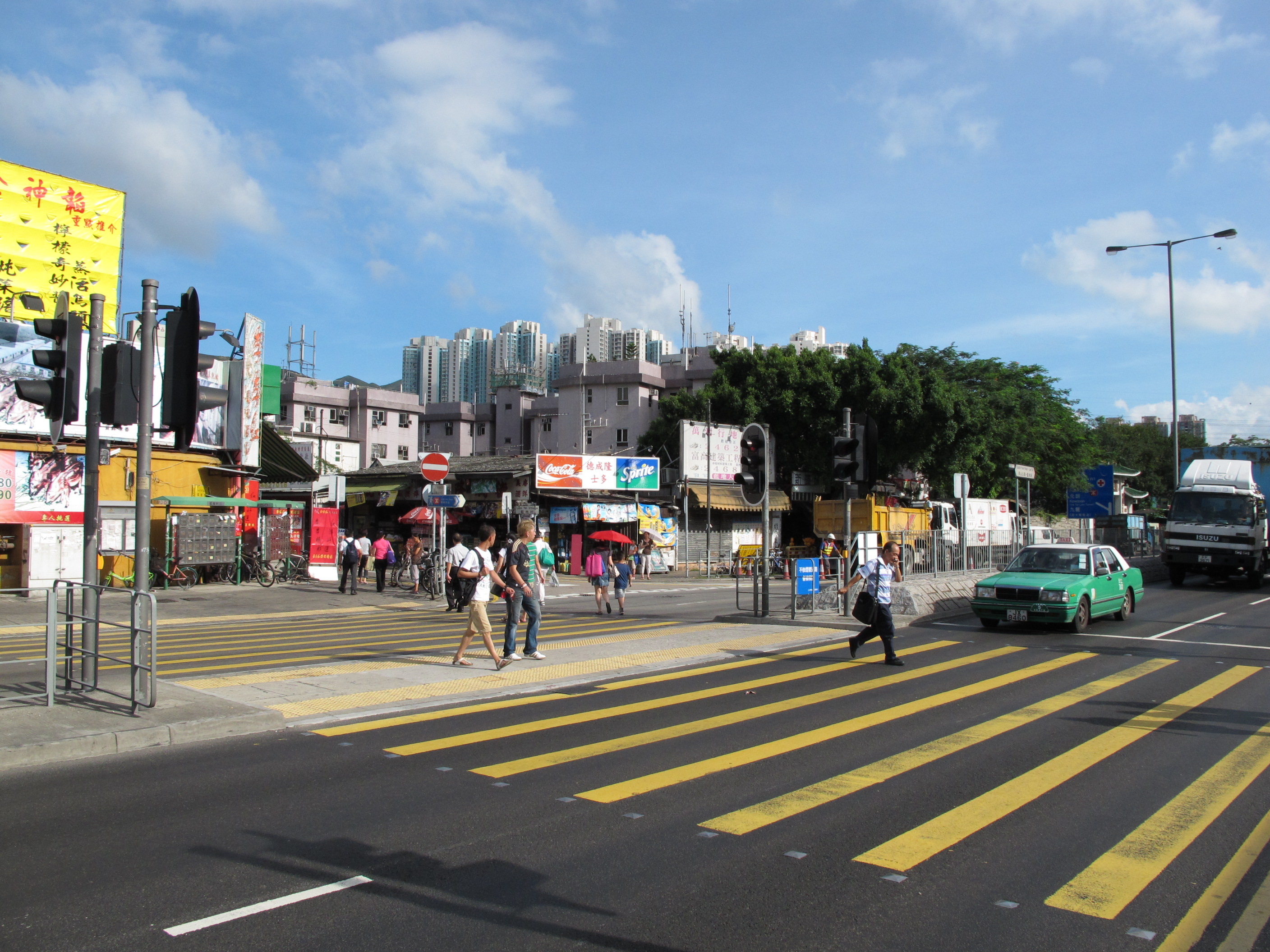
青山公路－藍地段與藍地大街交界
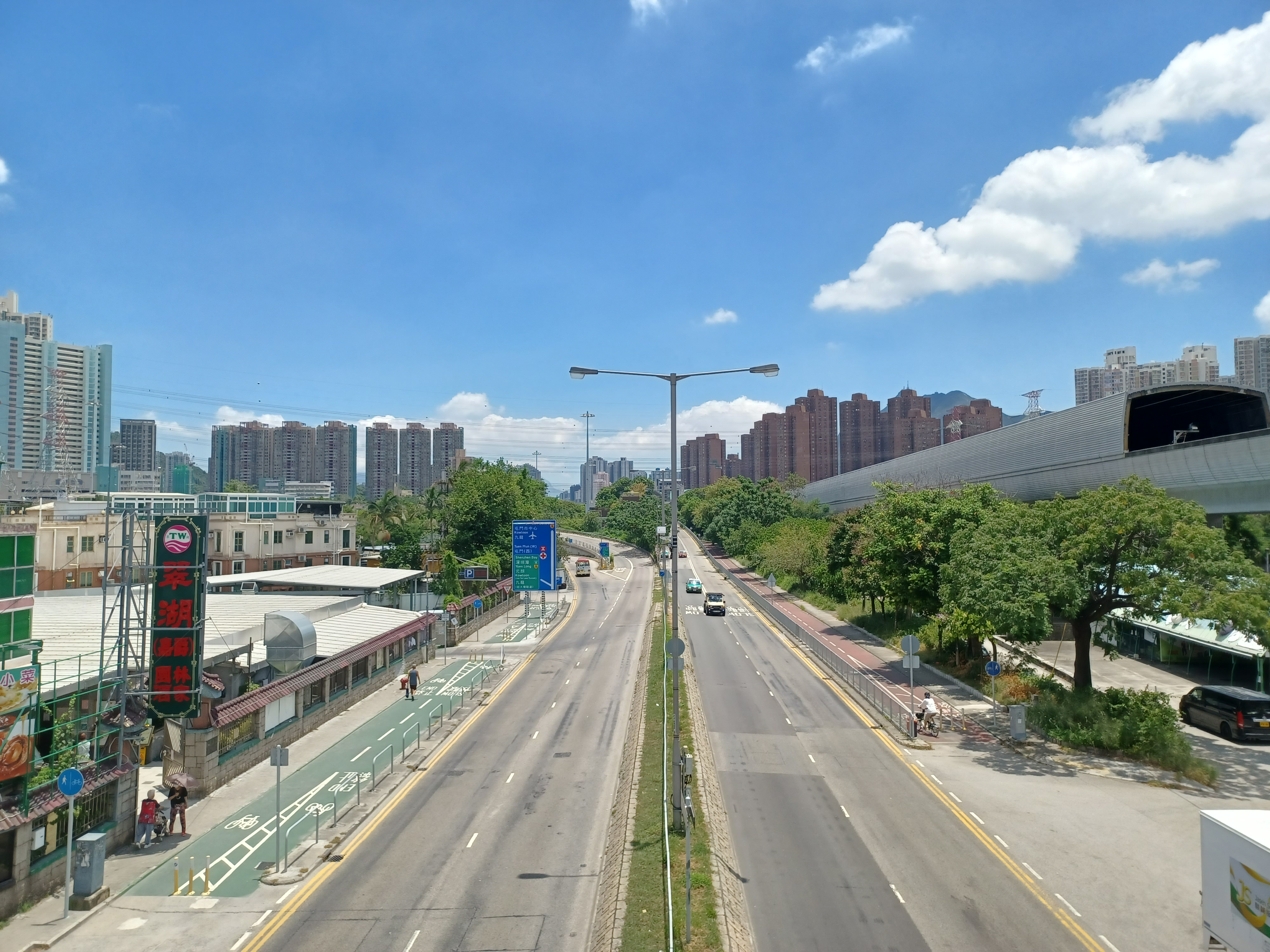
青山公路－藍地段近屯子圍藍地菜站
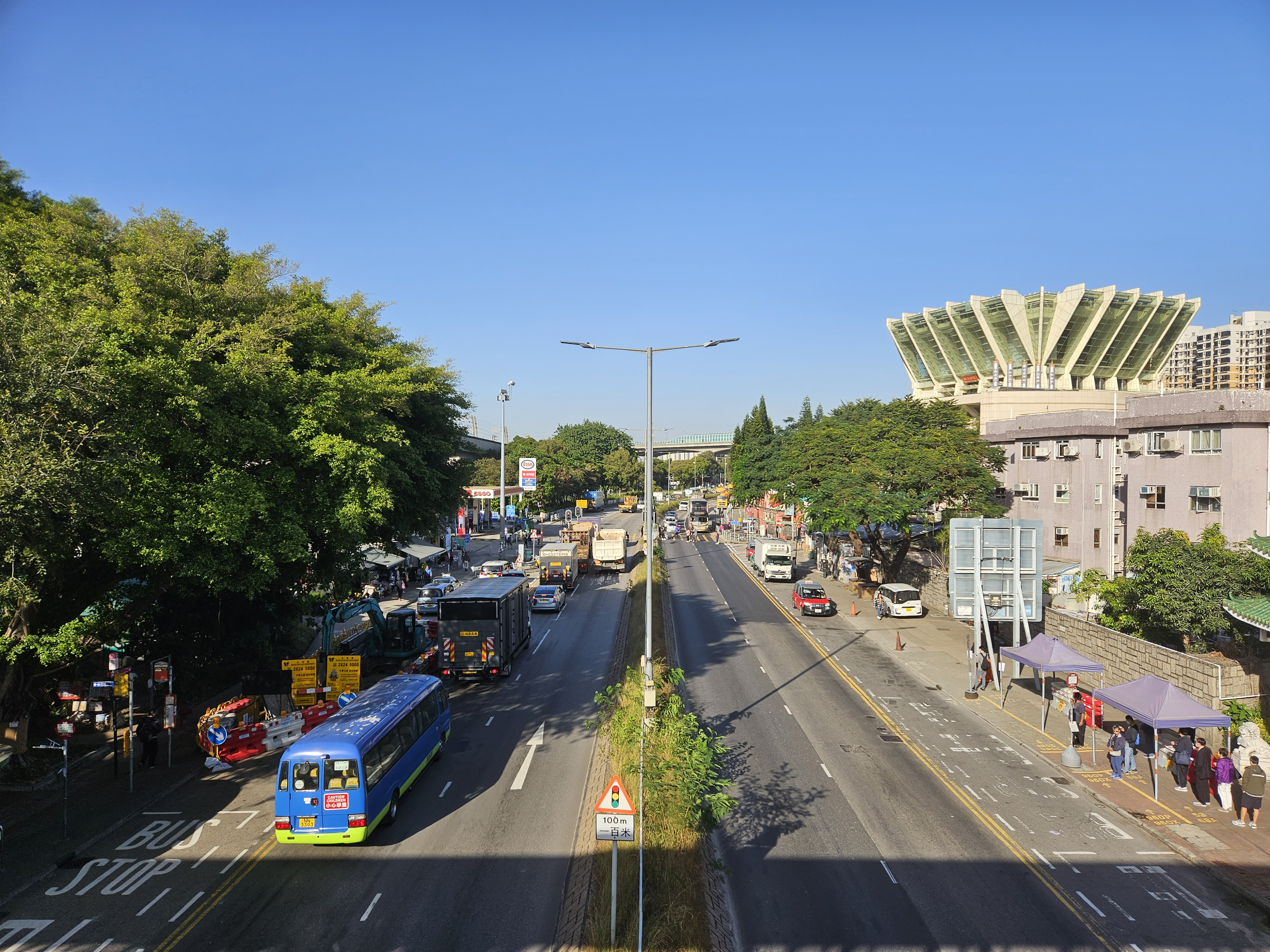
青山公路－藍地段近妙法寺
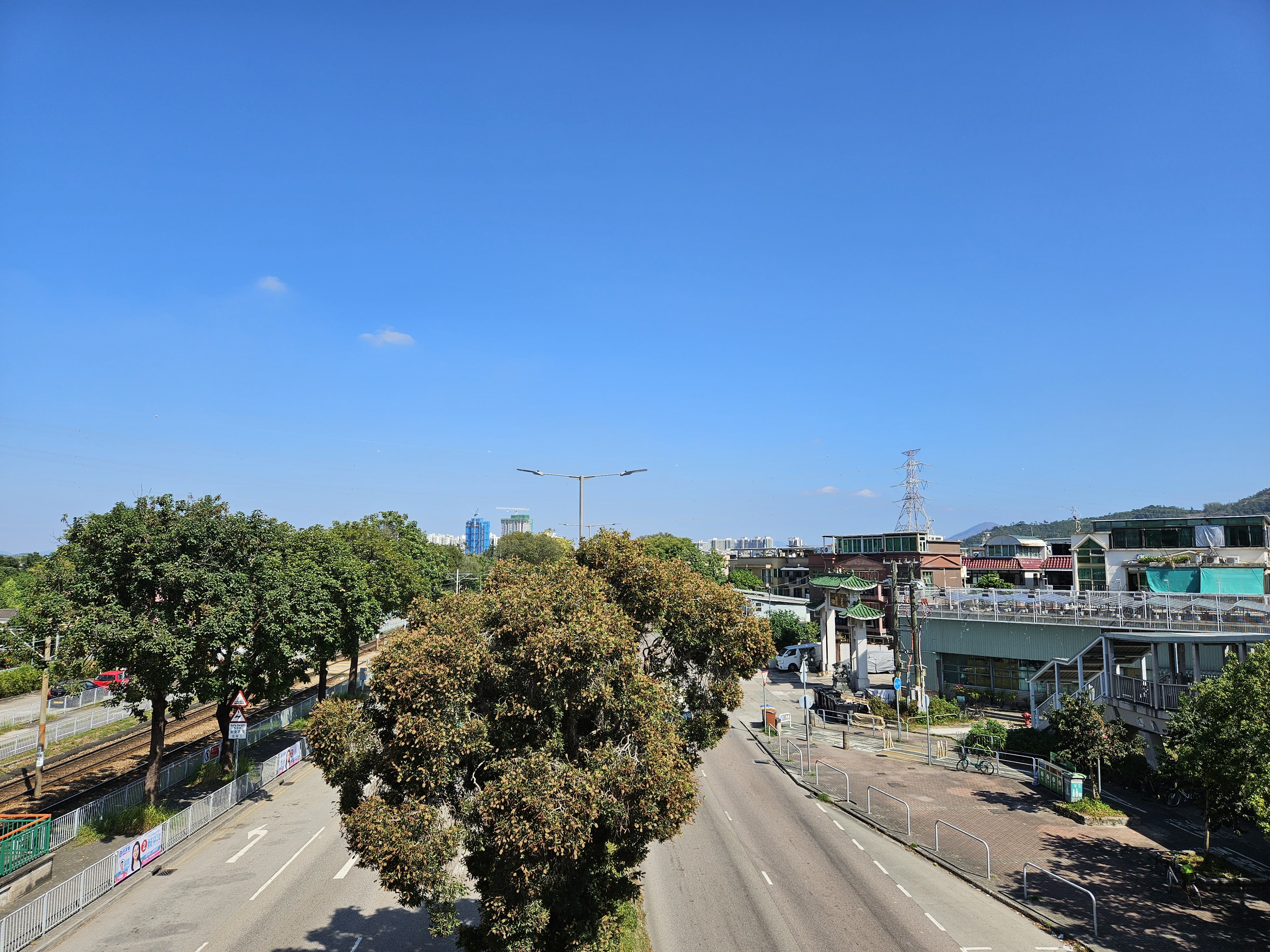
青山公路－藍地段近泥圍站

#### 元朗區

##### 洪水橋段

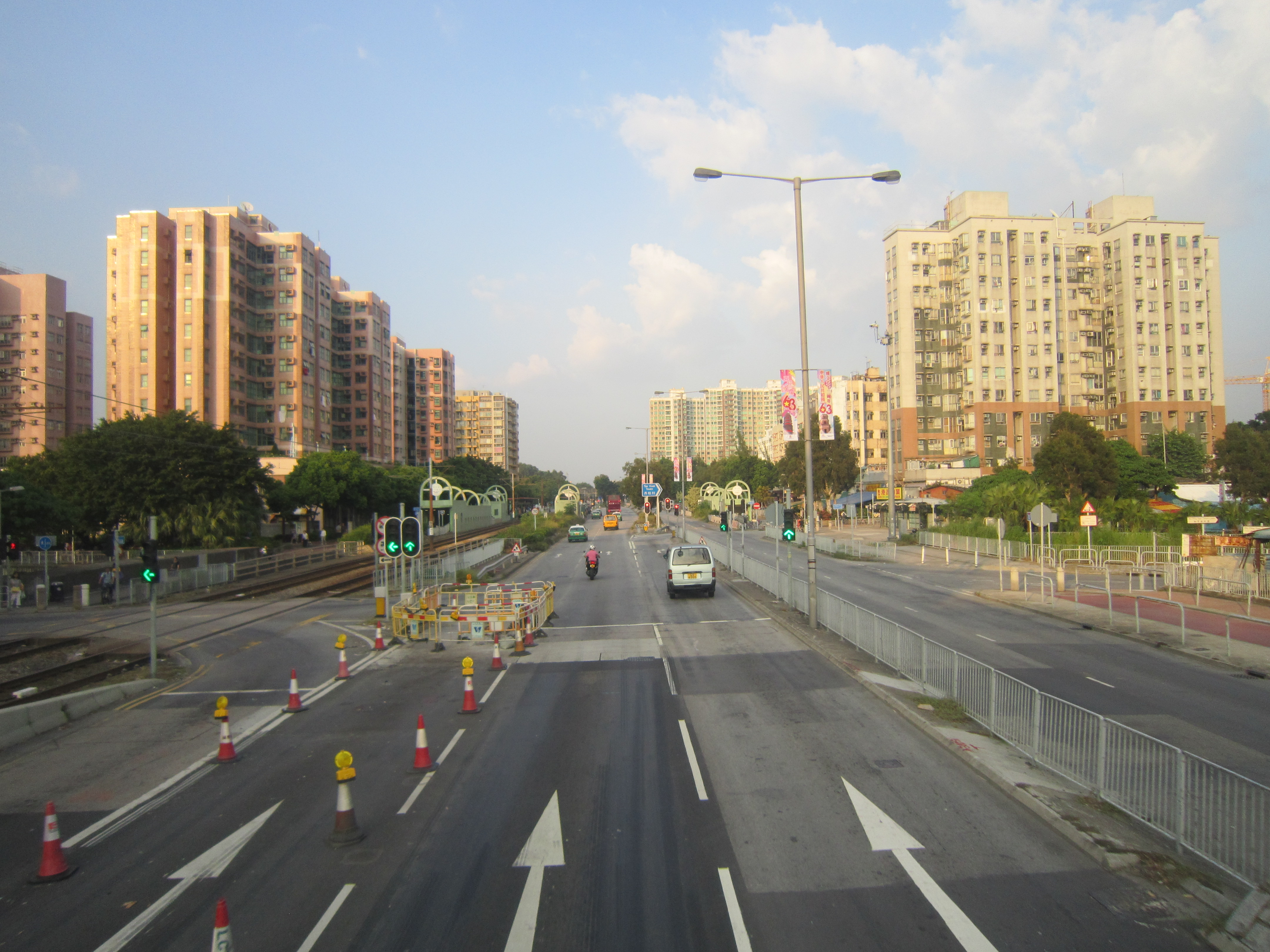
青山公路－洪水橋段近洪水橋大街（2012年9月）

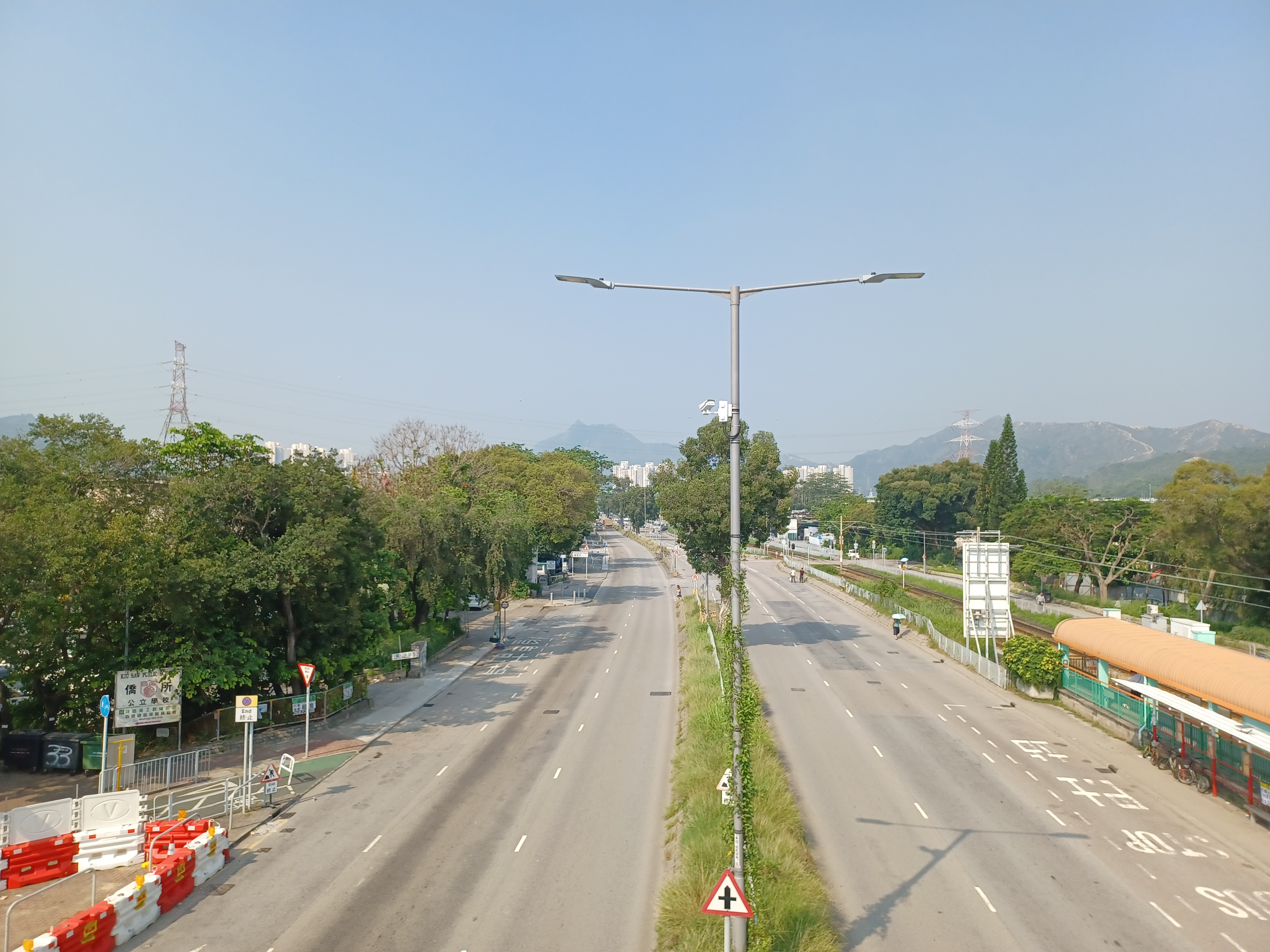
青山公路－洪水橋段近鍾屋村站

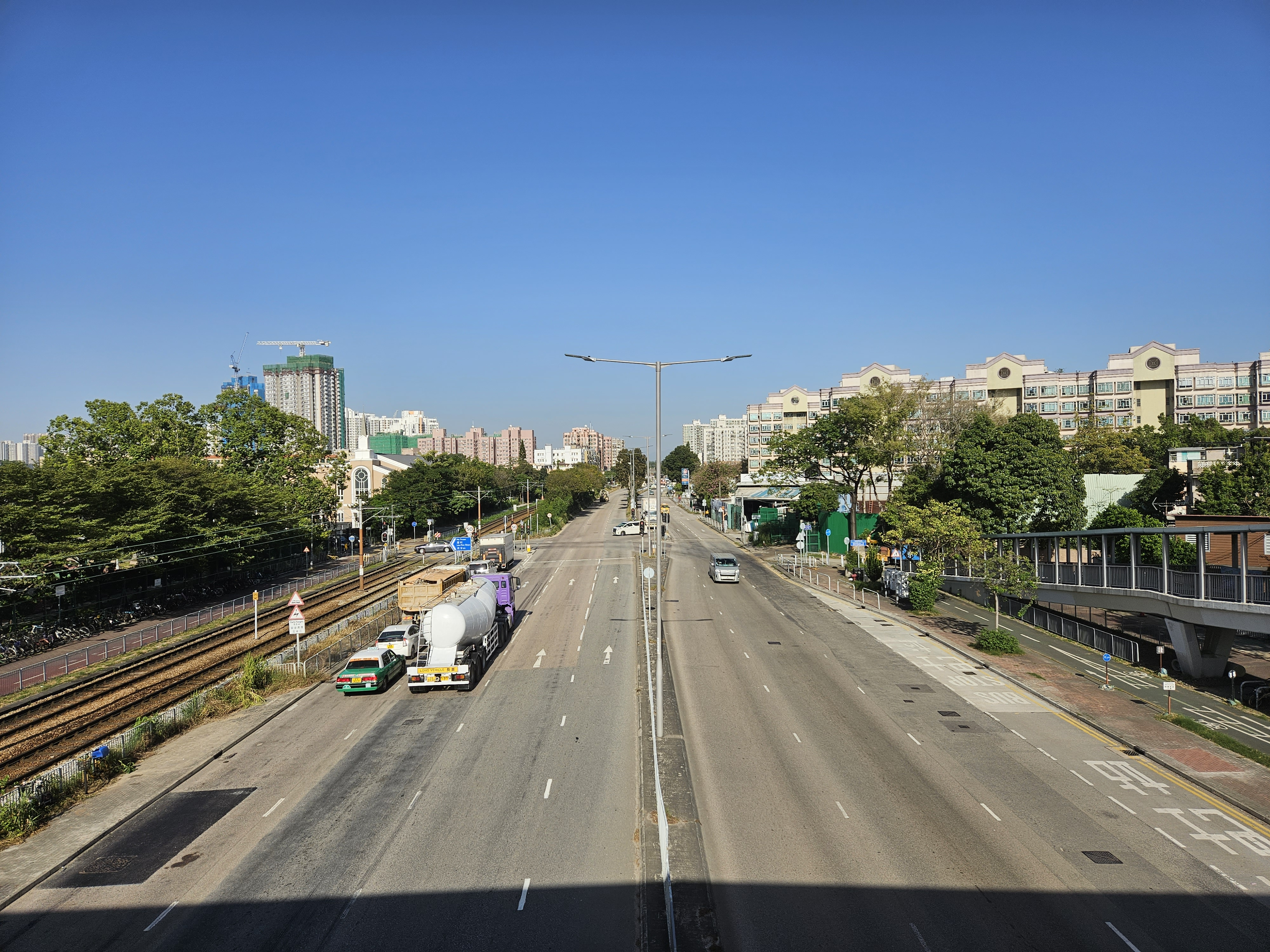
青山公路－洪水橋段近紫翠花園

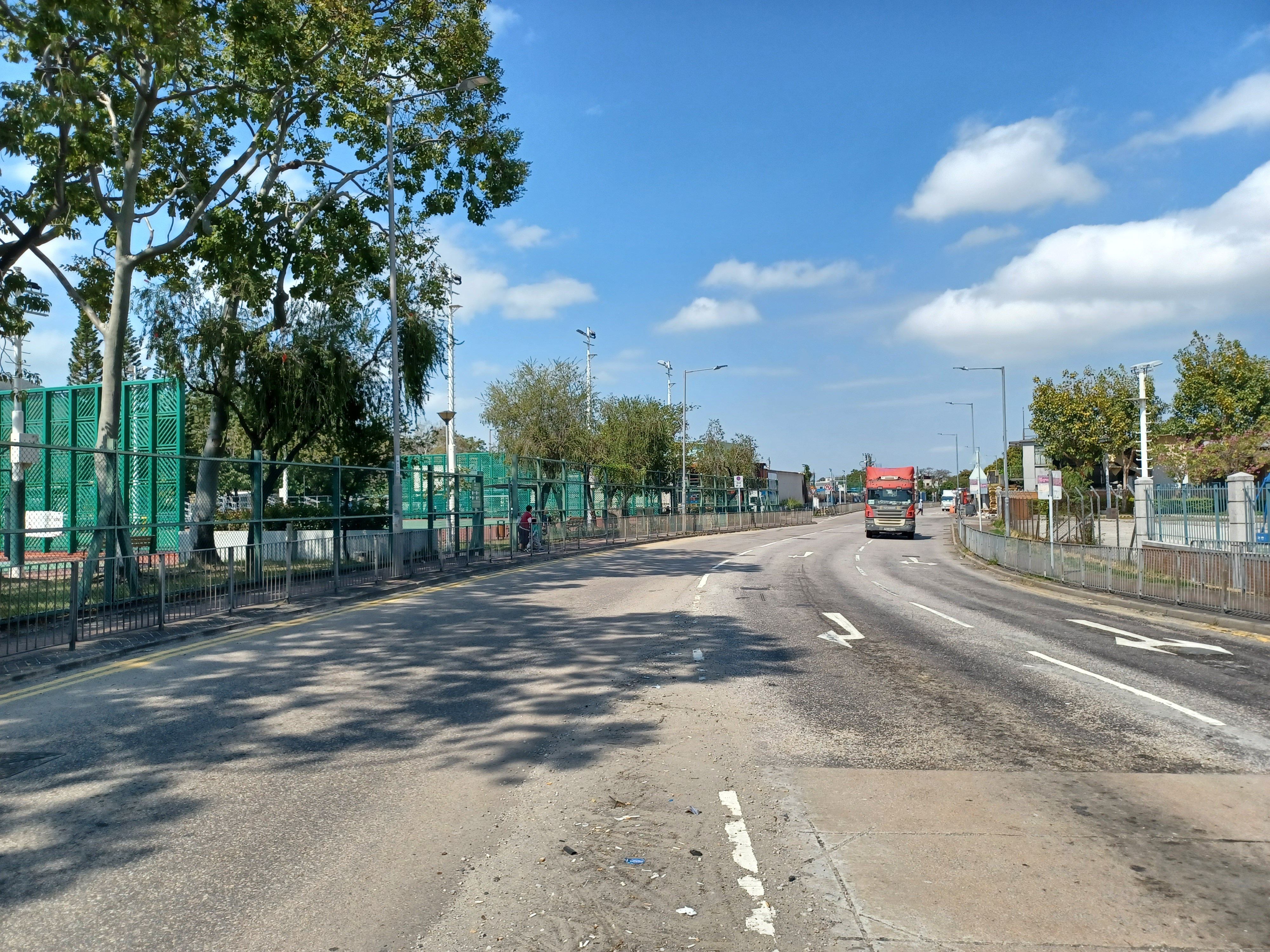
田厦路

此段之後由洪水橋起便是元朗區的範圍，由順達街路口開始，經仍屬屯門區的亦園村及鍾屋村、進入元朗區的洪水橋大街、洪天路，到橋洪路附近一個路口接上屏山段。輕鐵洪水橋站、鍾屋村站均位於此段道路的旁邊。

##### 屏山段

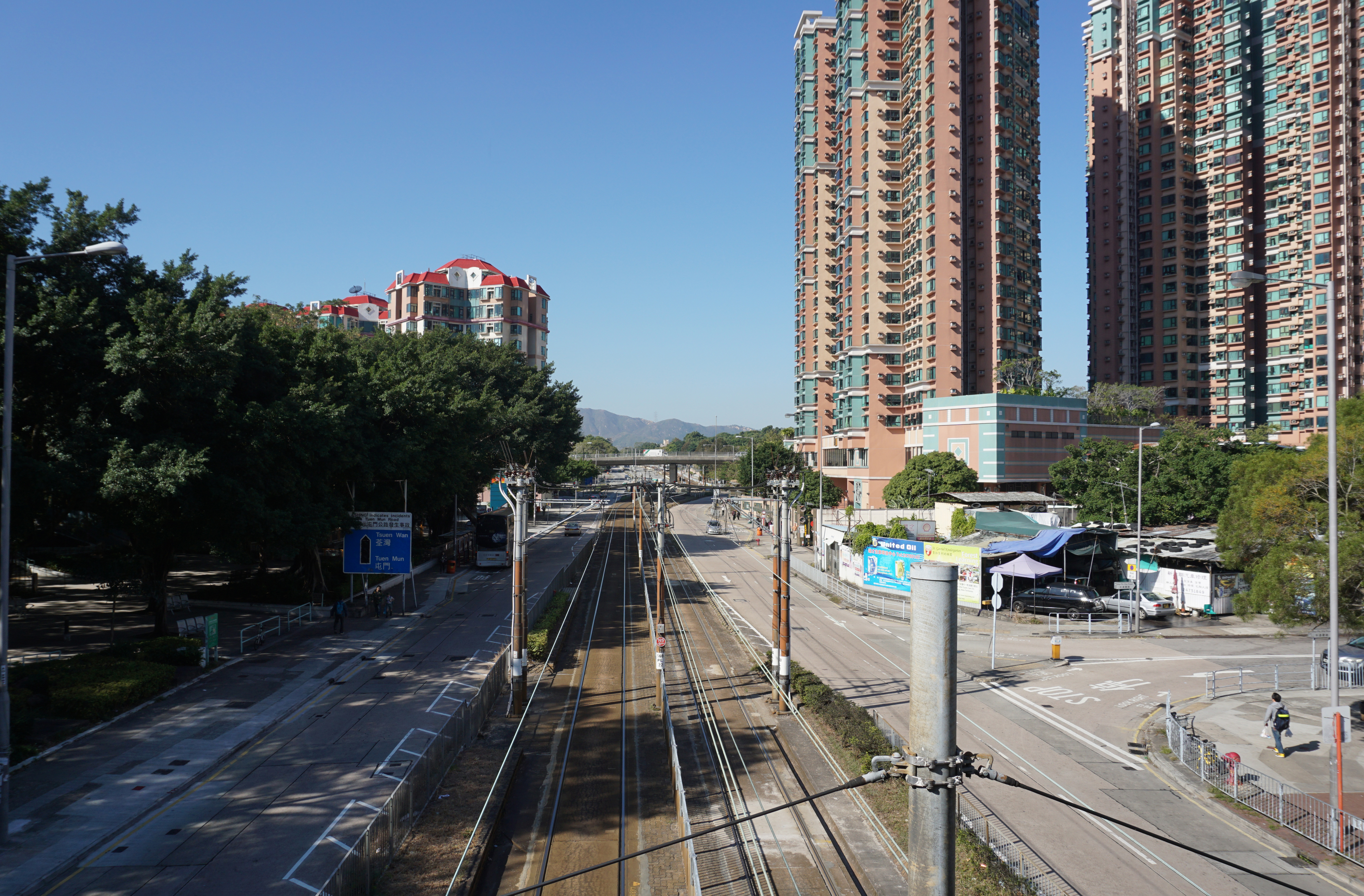
青山公路－屏山段近水邊圍站

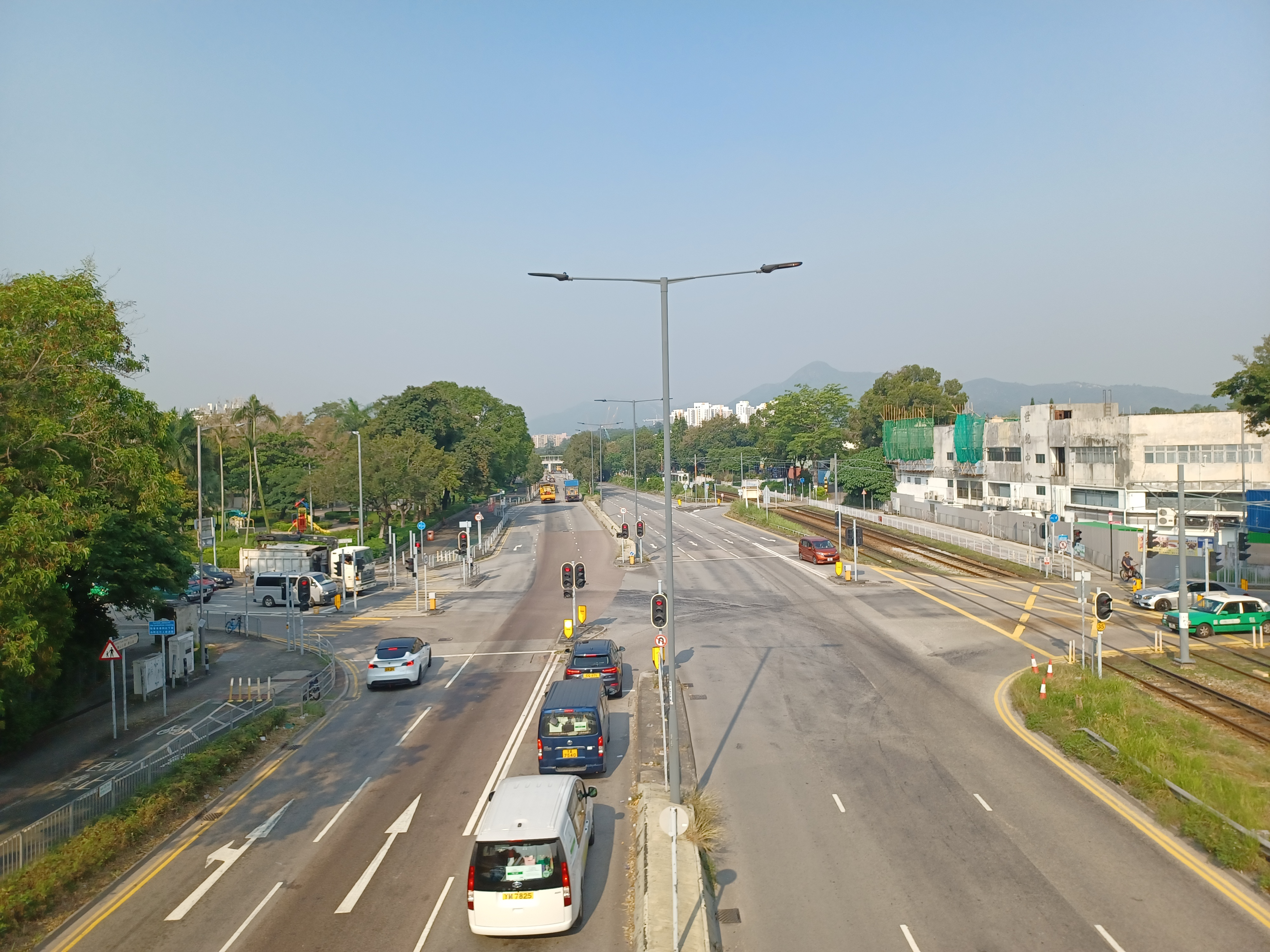
青山公路－屏山段近屏山站

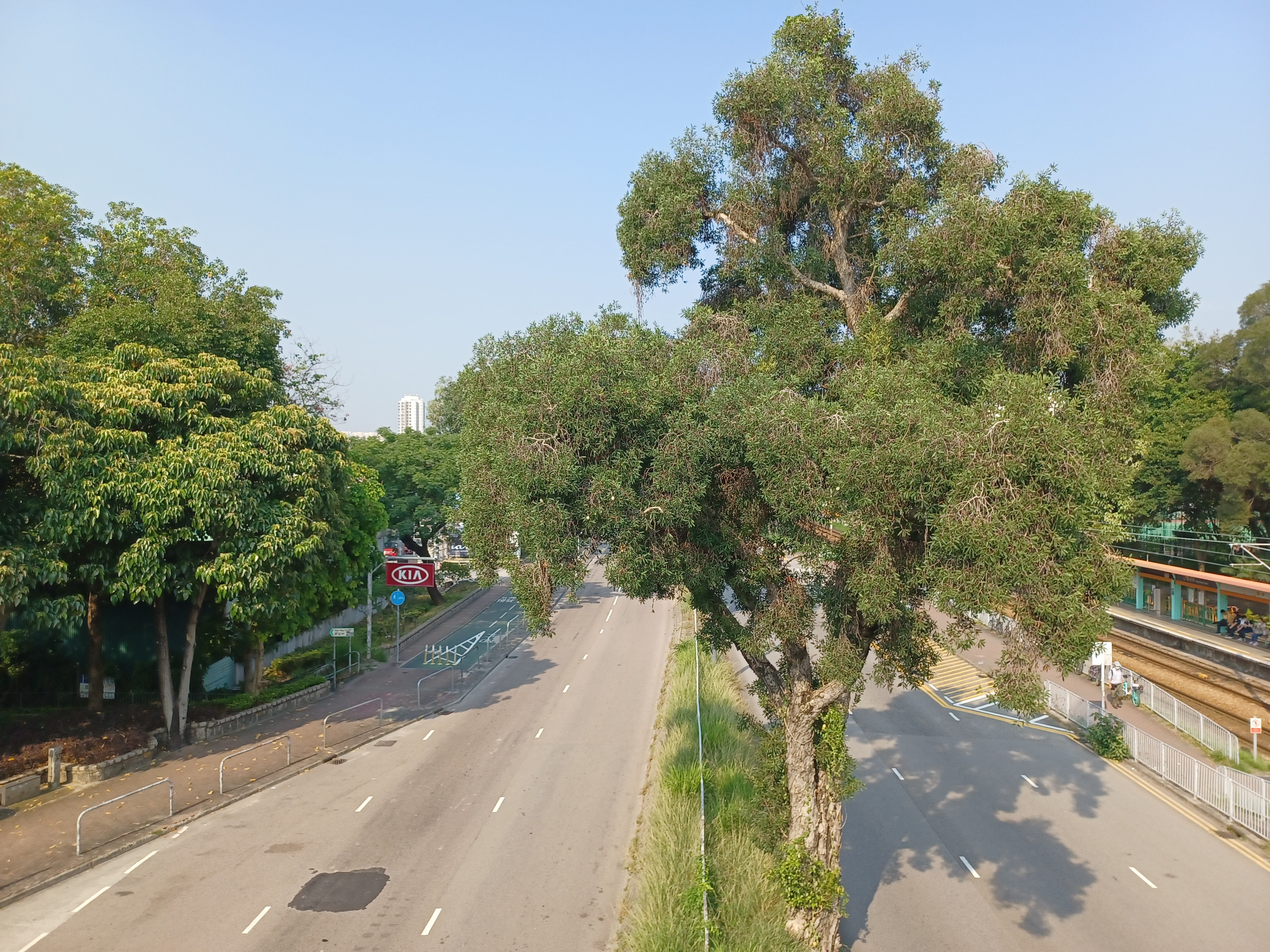
青山公路－屏山段近塘坊村站

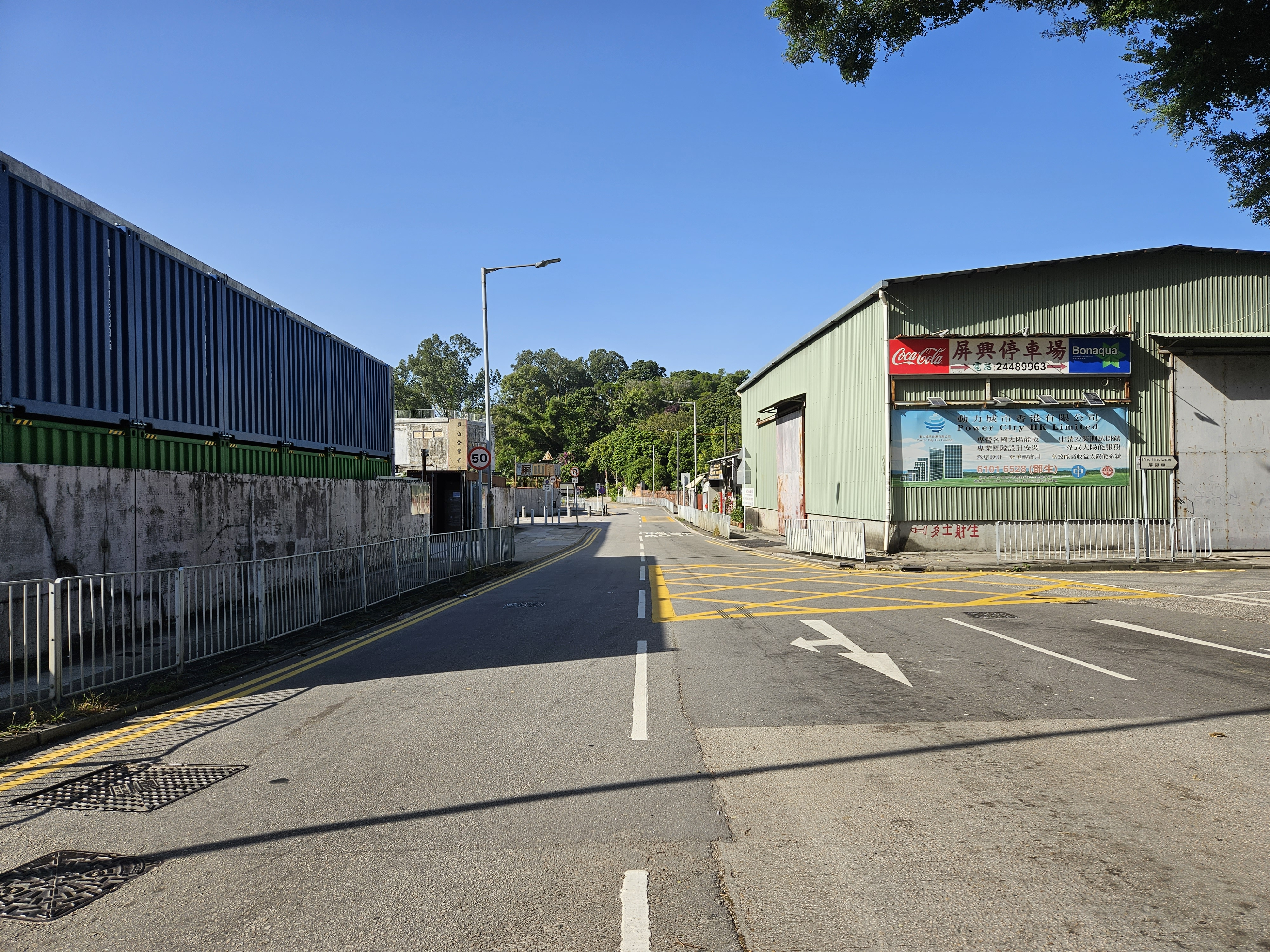
屏厦路

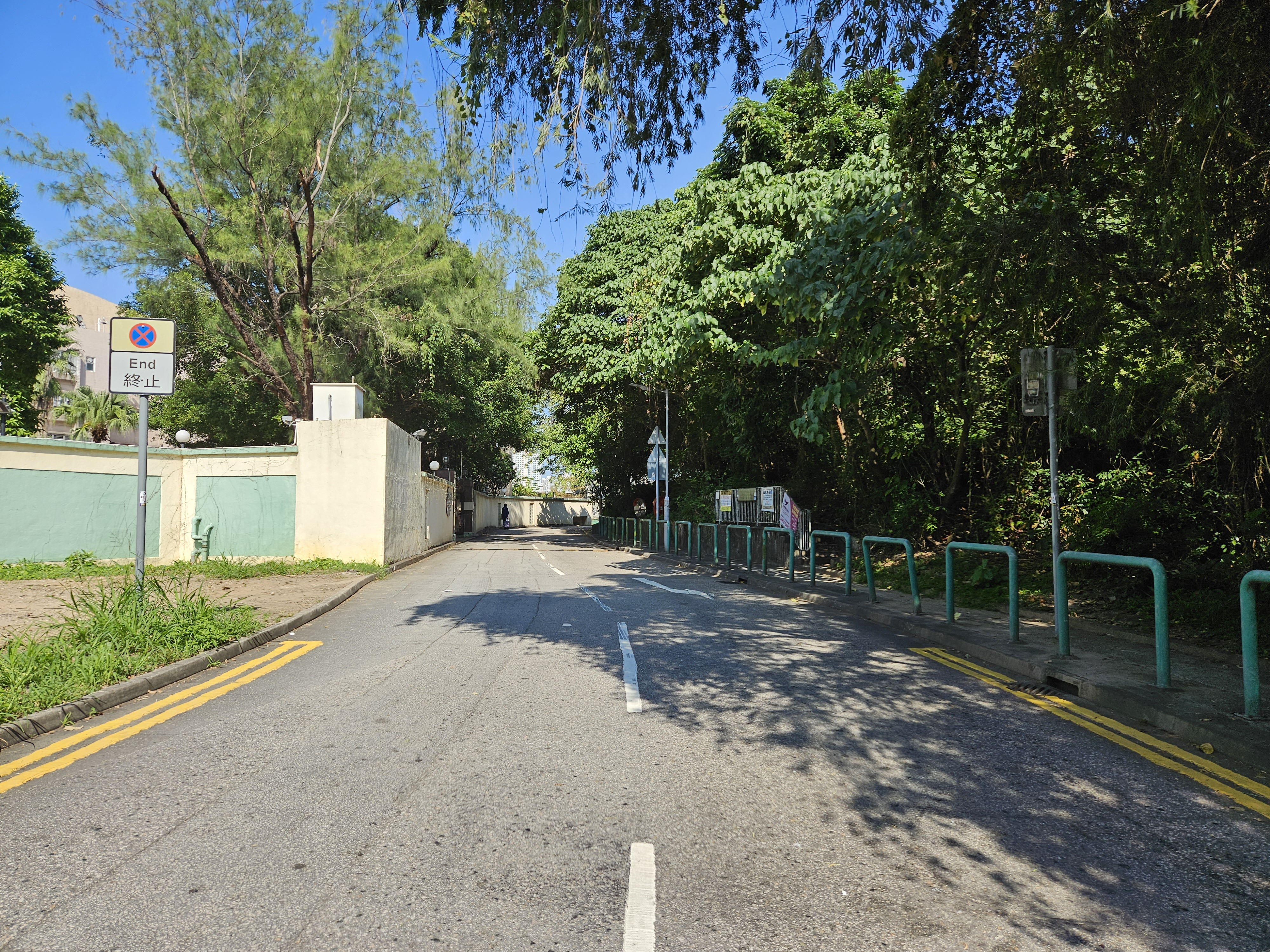
庸園路

此段由洪水橋段近灰沙圍開始，經屏廈路、朗天路以及水邊圍，到元朗體育路和媽廟路的交界為止，接駁元朗段。此交界曾稱元朗西迴旋處，但於輕鐵興建的時候改成十字路口。輕鐵於此段的側邊沿途設有屏山站與塘坊村站。

##### 元朗段

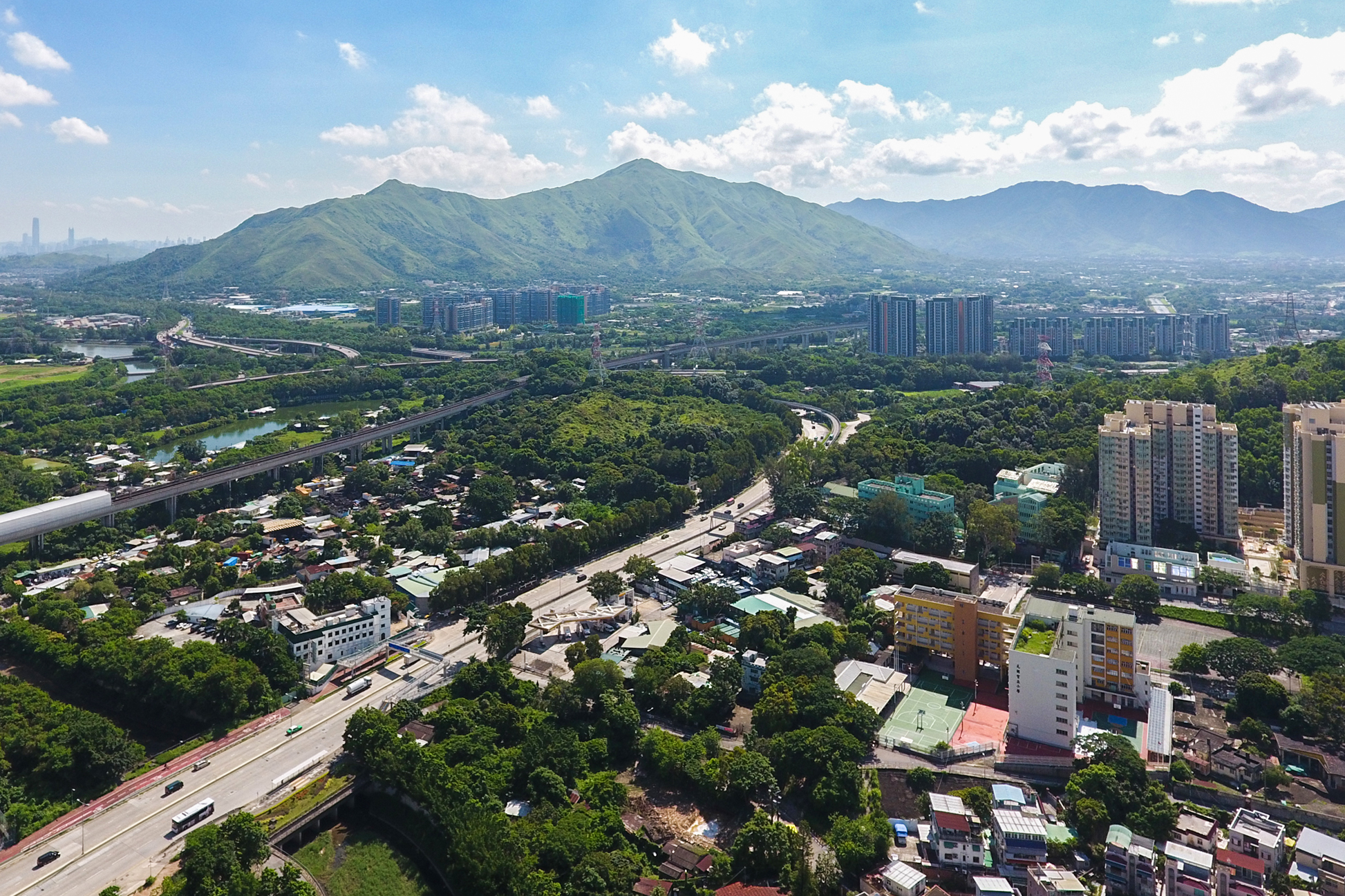
青山公路－元朗段近楊屋村（2017年7月）

此段接屏山段至凹頭為止，橫跨元朗的核心地帶。西面（即是元朗市中心一段）的一段舊稱「元朗大馬路」，英文Yuen Long Main Road（現時仍有人用此稱呼），較重要的建築物包括元朗警署、元朗民政事務處大樓、元朗廣場及開心廣場等，輕鐵豐年路站、康樂路站及大棠道站均位於該段的路中心。而該道路自1998年上半年起成為通往大欖隧道和環迴公路之主要幹道。
自輕鐵落成後，駕駛人士使用青山公路自元朗大馬路一段東行往上水方向，受路面設計所限，必須經過朗日路再左轉往博愛交匯處，方可繼續行程。

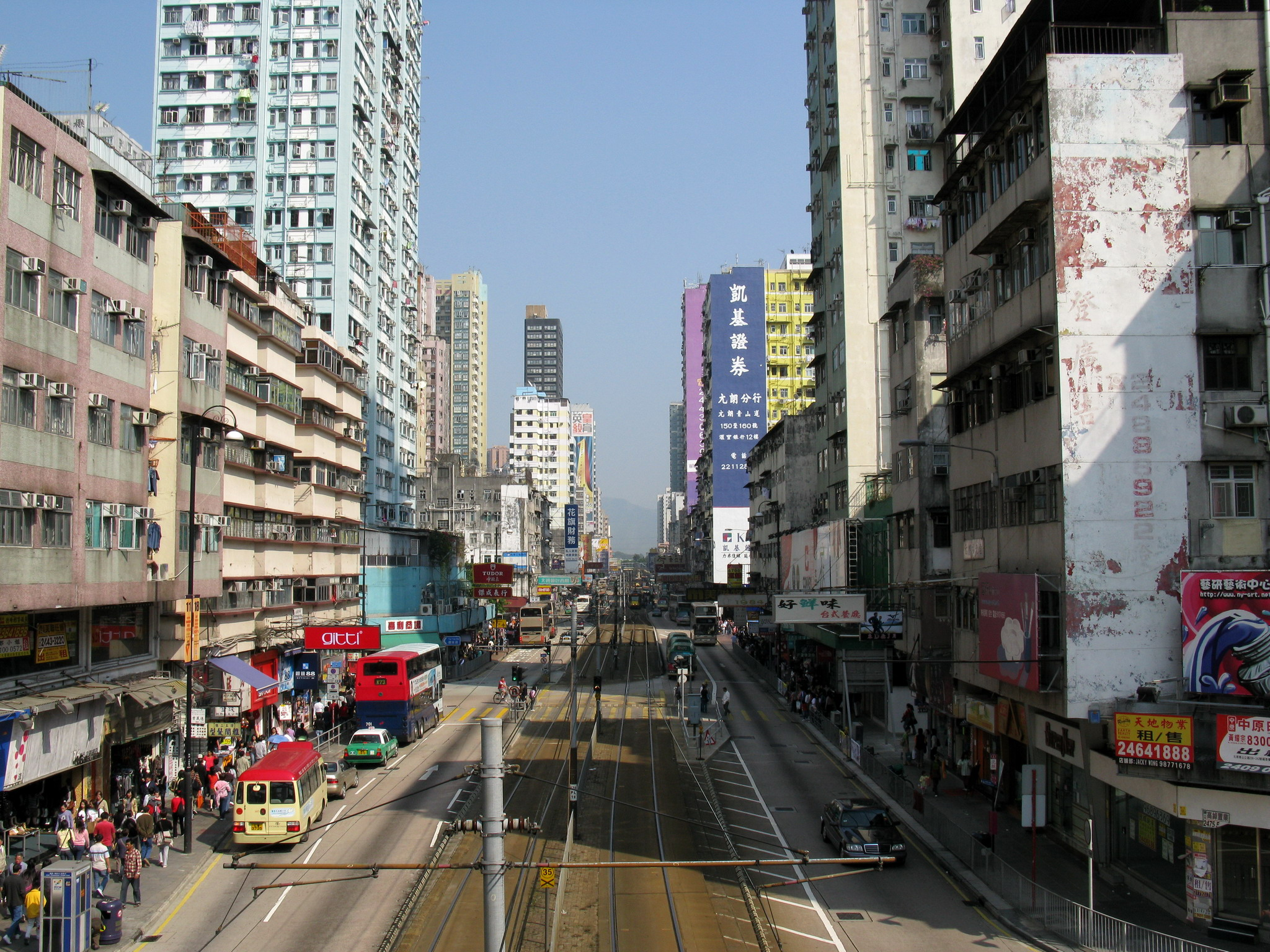
青山公路－元朗段是元朗市中心主要道路
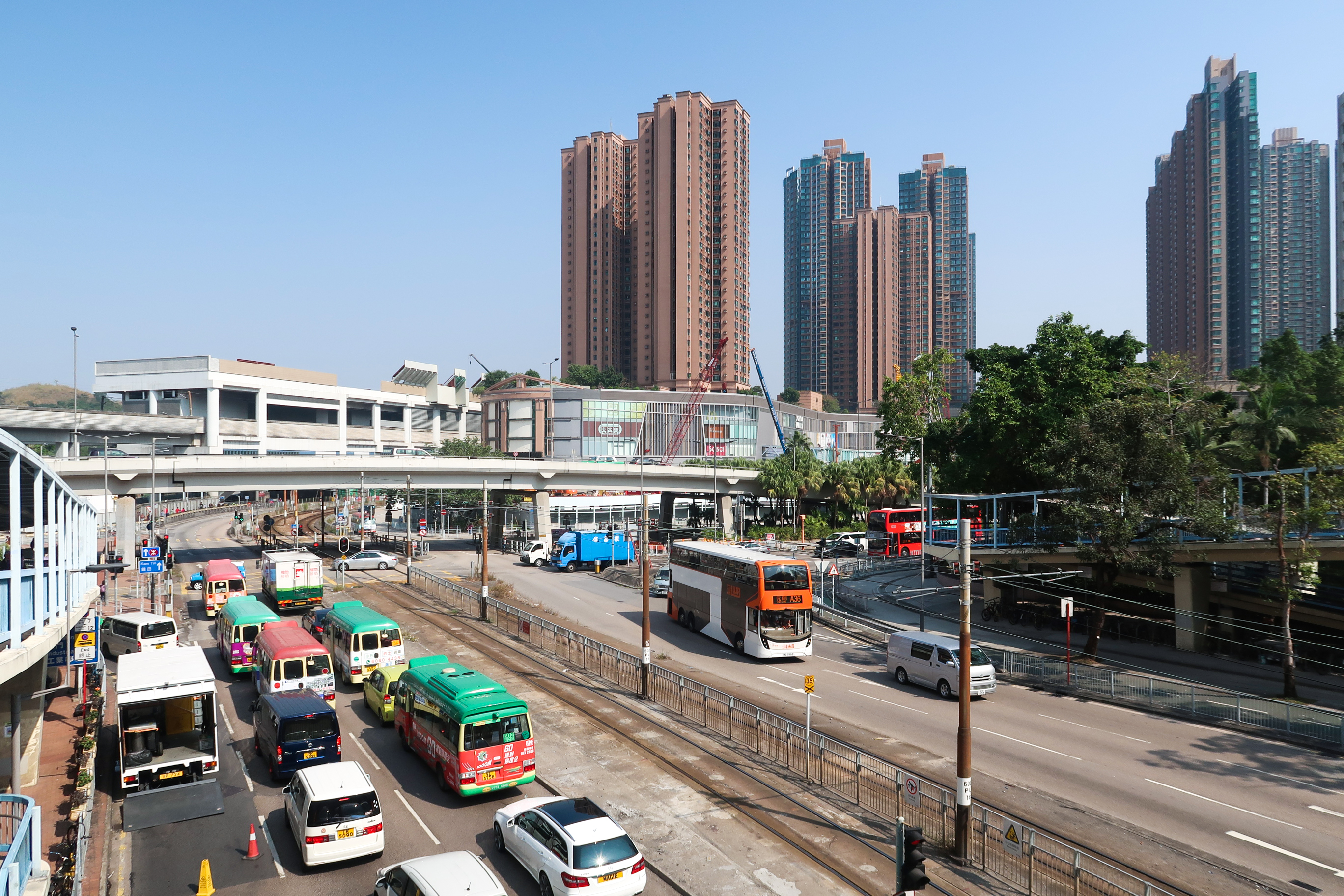
青山公路－元朗段近元朗站上蓋項目（2019年1月）
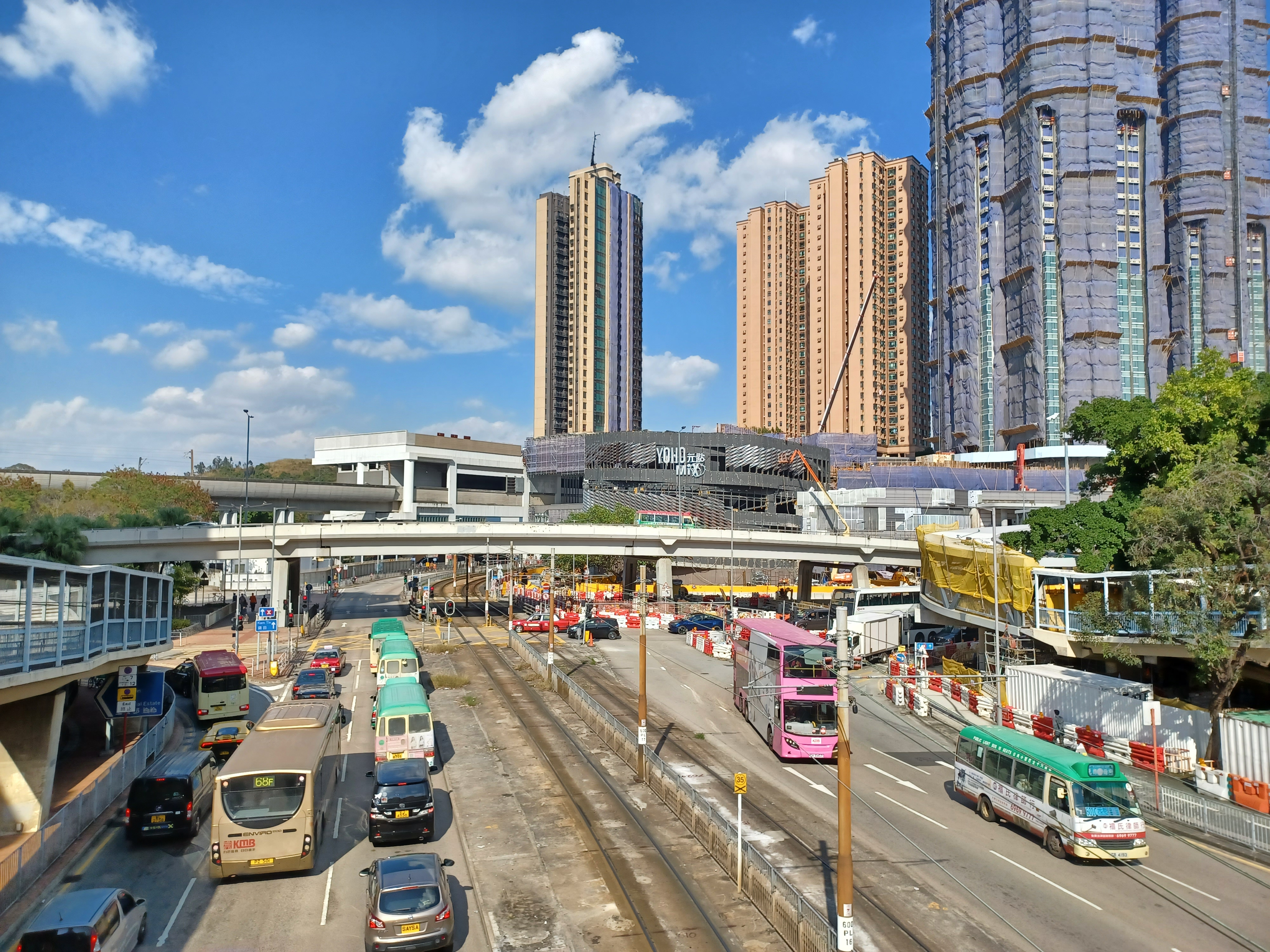
青山公路－元朗段近元朗站上蓋項目（2022年3月）

##### 潭尾段

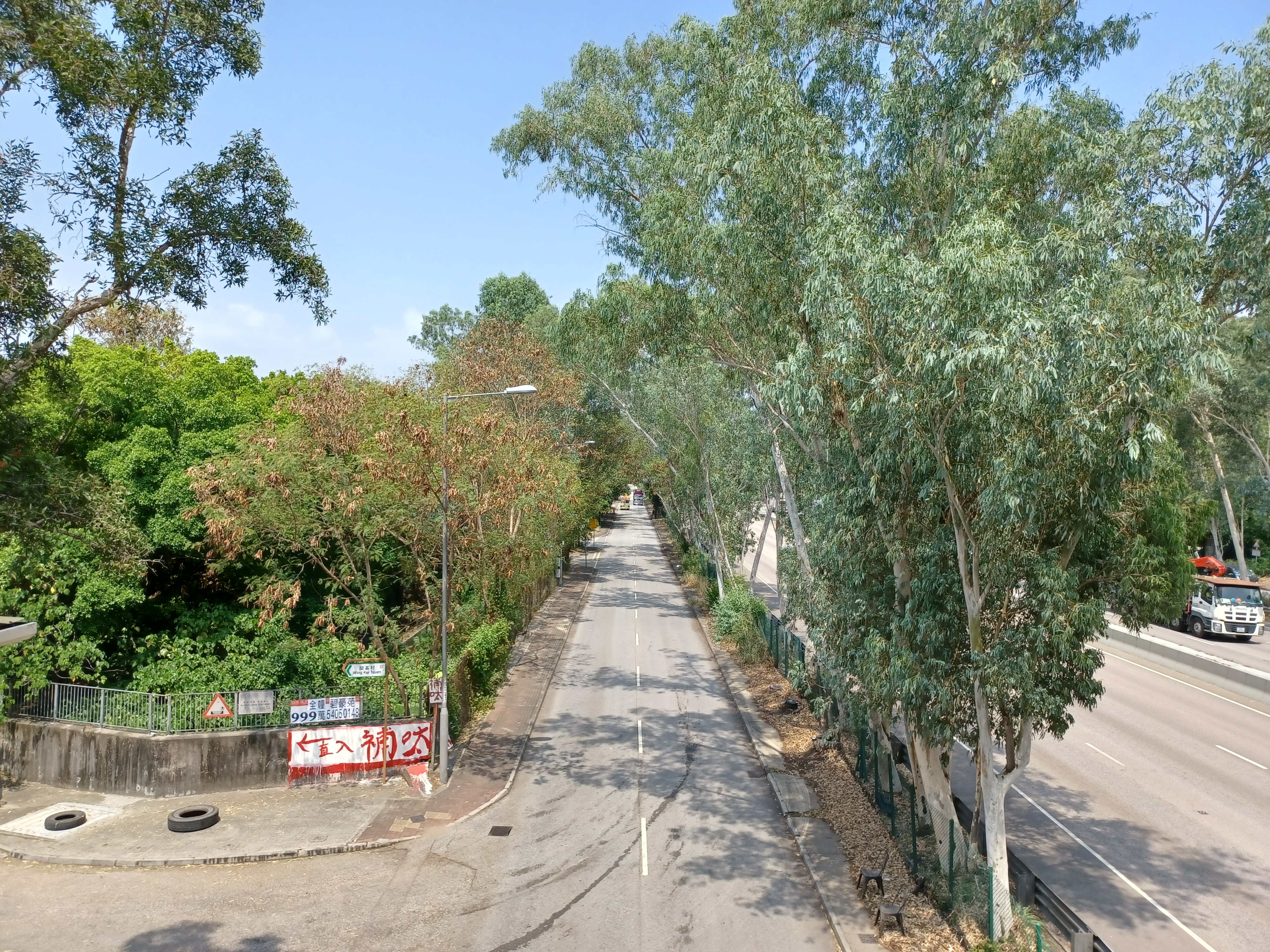
青山公路－潭尾段近模範鄉

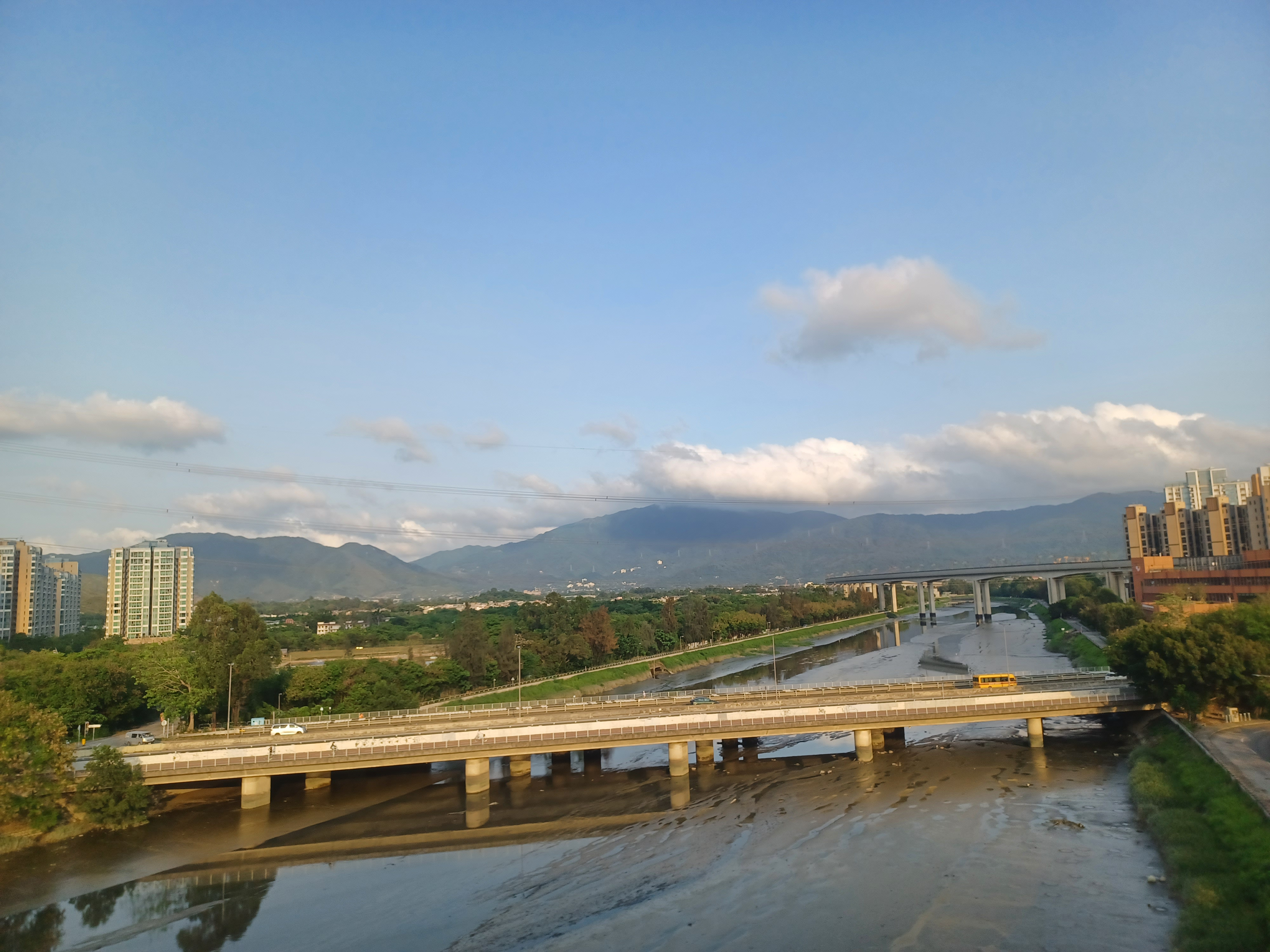
紅毛橋

此段得名是由於位於牛潭尾附近。由凹頭迴旋處開始向北，到錦田河北面轉至新田公路西側北上，經壆圍、錦綉花園及竹園村等，直到攸美新村附近，接駁米埔段。此段及隨後四段的青山公路（以前統稱之為上元公路，即上水至元朗），在新田公路及粉嶺公路（新界環迴公路）通車之前為來往上水及元朗之主要幹線，角色直至1990年代初期才漸漸被取代。除紅毛橋限速為70公里，其餘路段均為50公里，兩線雙程行車。
九巴的76K線是唯一途經此段及隨後四段的全日專營巴士路線。

##### 米埔段

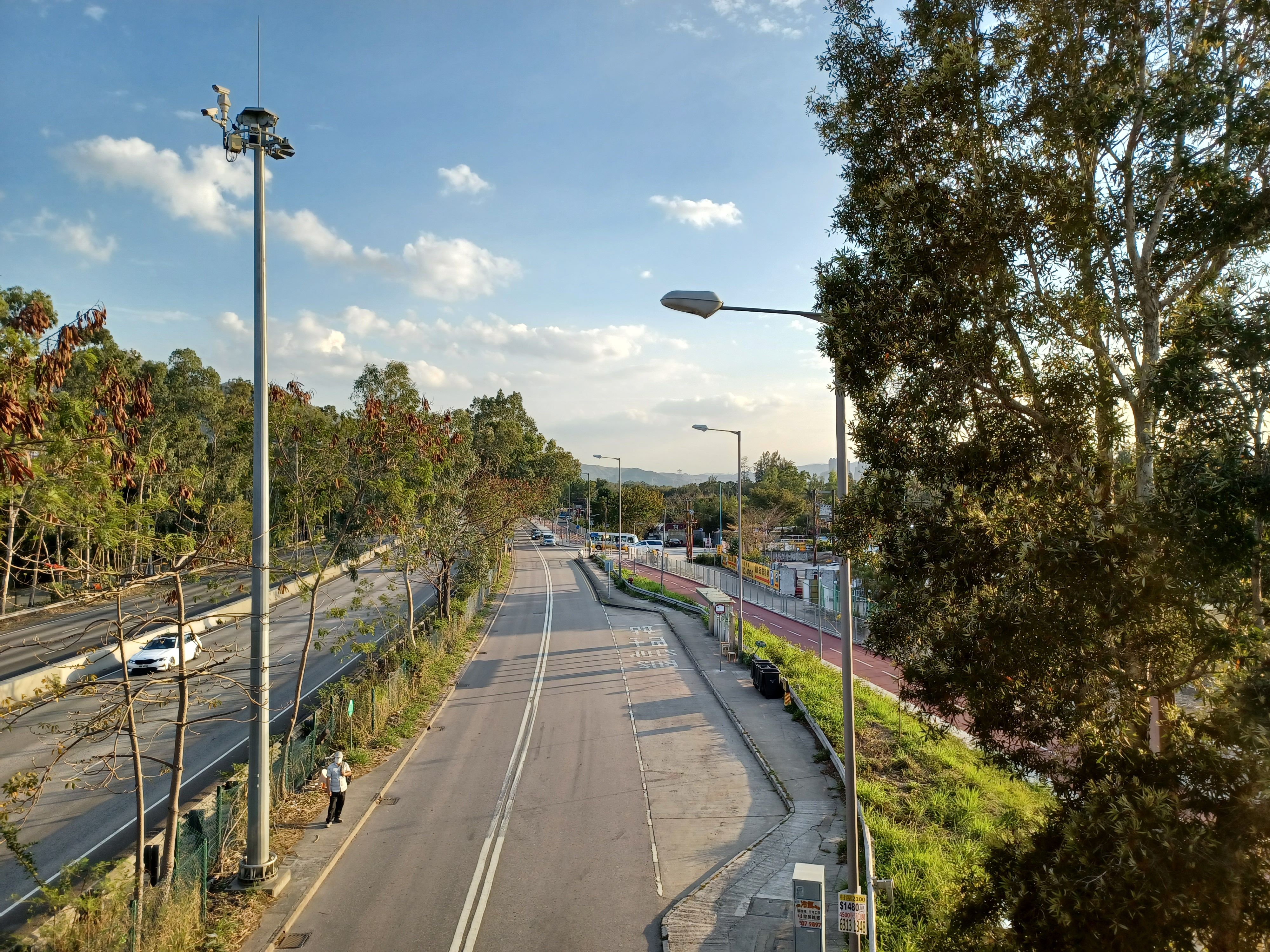
青山公路－米埔段（2022年3月）

此段相當短，接潭尾段繼續向北走，經過加州花園及米埔村，至担竿洲路路口止，接上新田段。米埔有不少候鳥過冬，是國際重要濕地。

##### 新田段

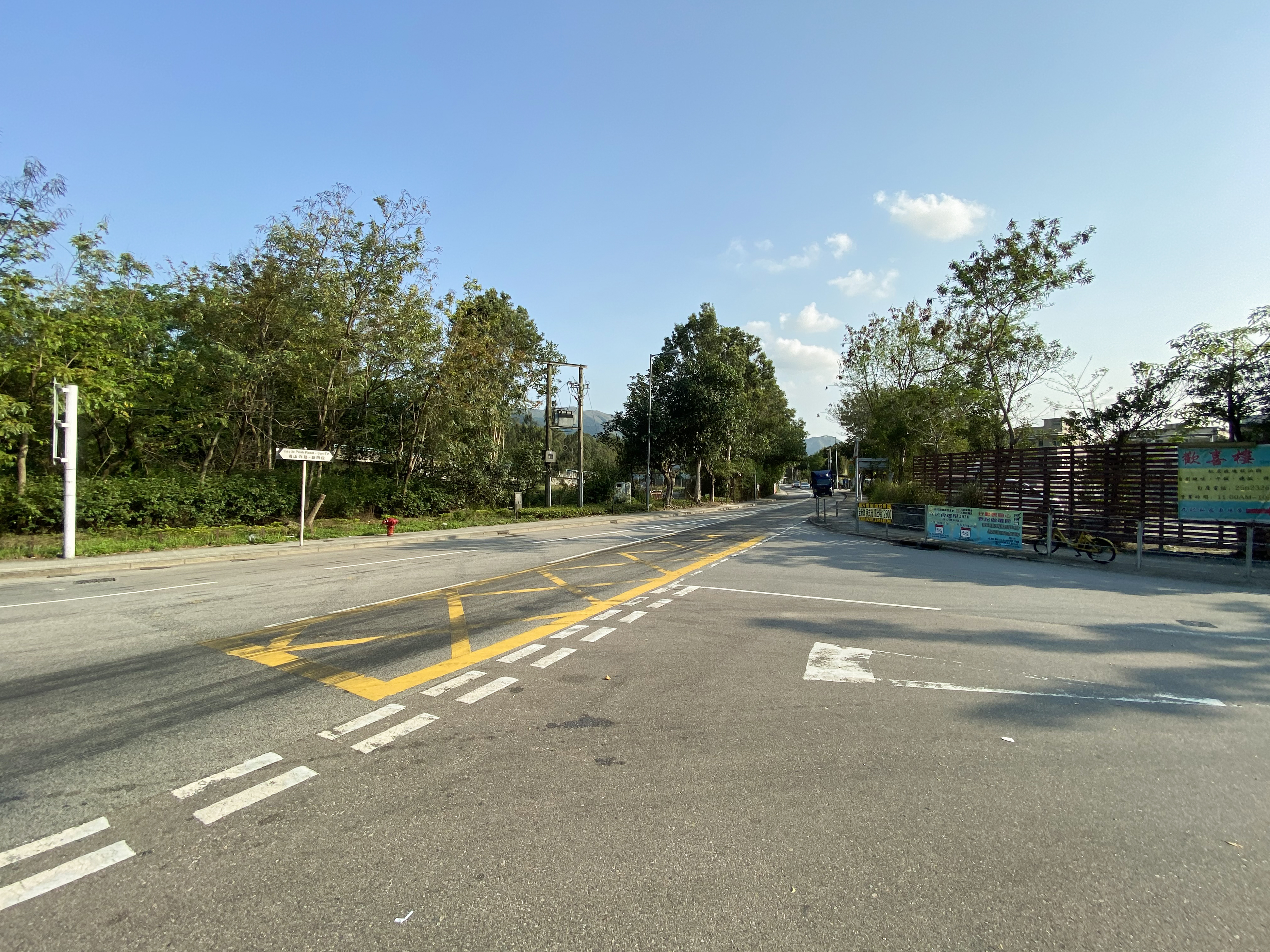
青山公路－新田段（2020年4月）

此段接担竿洲路路口的米埔段向東北，盡頭至新田公共運輸交匯處側的新深路路口，東北端接洲頭段。新田是文氏的聚居地，亦是香港早期的大族之一。

##### 洲頭段
此段路走向漸漸轉向東走，道路得名是由於位於洲頭村附近。洲頭段是另一段較短的分段，落馬洲路之十字路口向東至白石凹（進入粉嶺公路的路口）。落馬洲支線的洲頭隧道就建在洲頭段的北面，此外，洲頭段亦曾在2009年1月發生6死嚴重車禍，見香港2009年。

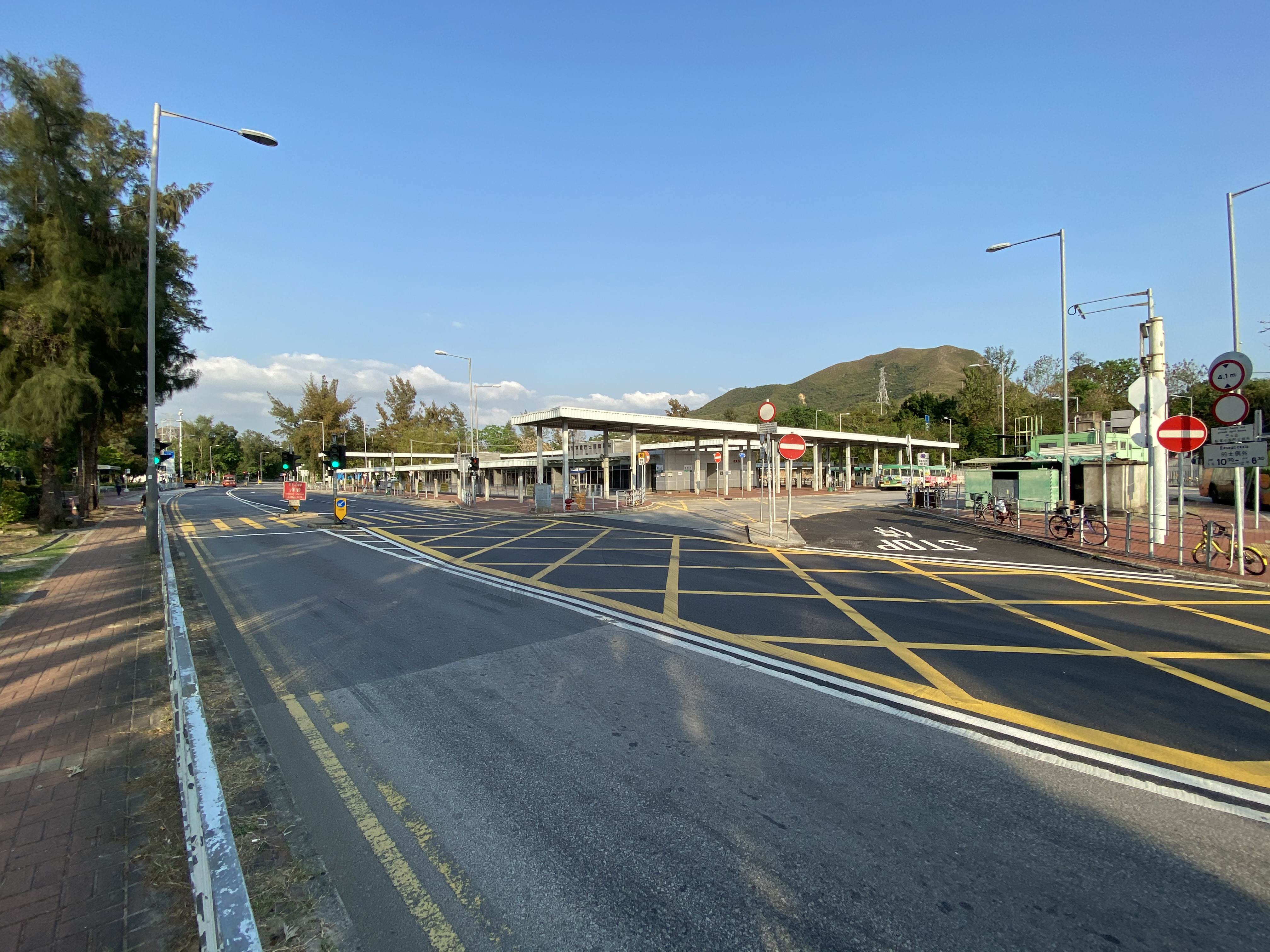
青山公路－洲頭段近新田公共運輸交匯處（2020年4月）
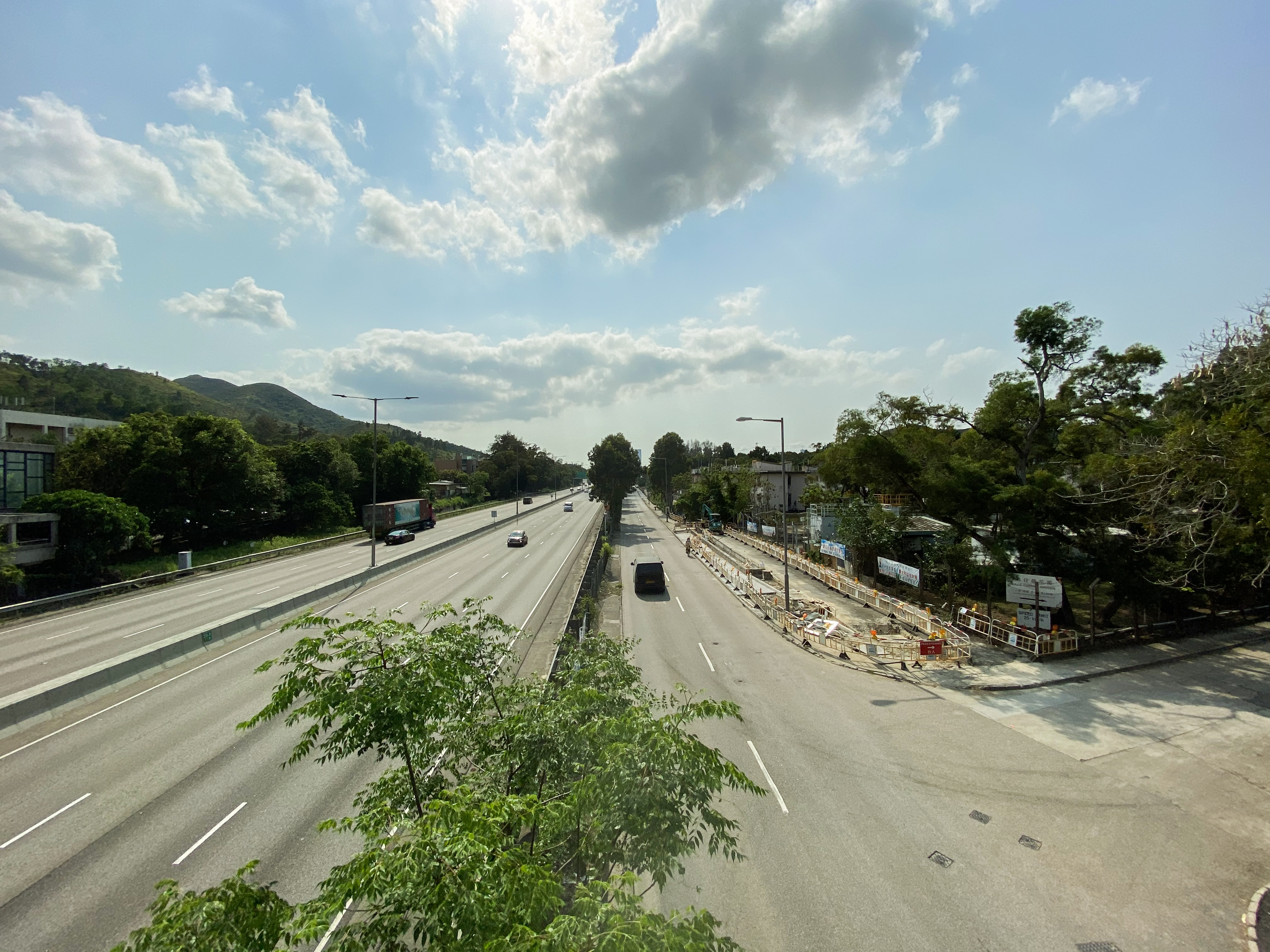
青山公路－洲頭段近石仔嶺花園（2020年4月）

### 新界東

#### 北區

##### 古洞段
唯一的一段整段位於新界北區範圍，由白石凹向東經過古洞、燕崗及行政長官別墅等地，止於粉錦公路路口近大頭嶺交匯處。
在粉嶺／上水新市鎮發展前，青山公路的終點位於與大埔公路粉嶺段、粉錦公路及原新豐路交界的十字路口，即現粉嶺公路上水迴旋處，現時右圖於上水迴旋處至現青山公路一段被標示為「消失路段」的青山公路之路面尚存，但已被封閉禁止車輛通行。
隨著新市鎮的發展，政府於原十字路口興建上水迴旋處，由於該處道路系統分別指向5個不同方向，爲避免造成交通混亂，政府將青山公路的新界終點南移改為接駁至粉錦公路，任何進出青山公路古洞段的車輛都必須經過粉錦公路，上水迴旋處則保留十字路口結構。而有關青山公路古洞段命名的決定於1968年得到有關鄉事委員會及政府同意，由是政府於同年宣佈更名。

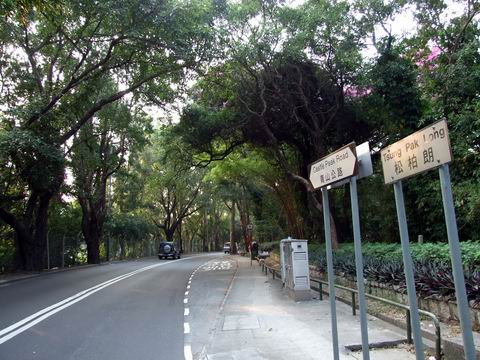
青山公路－古洞段
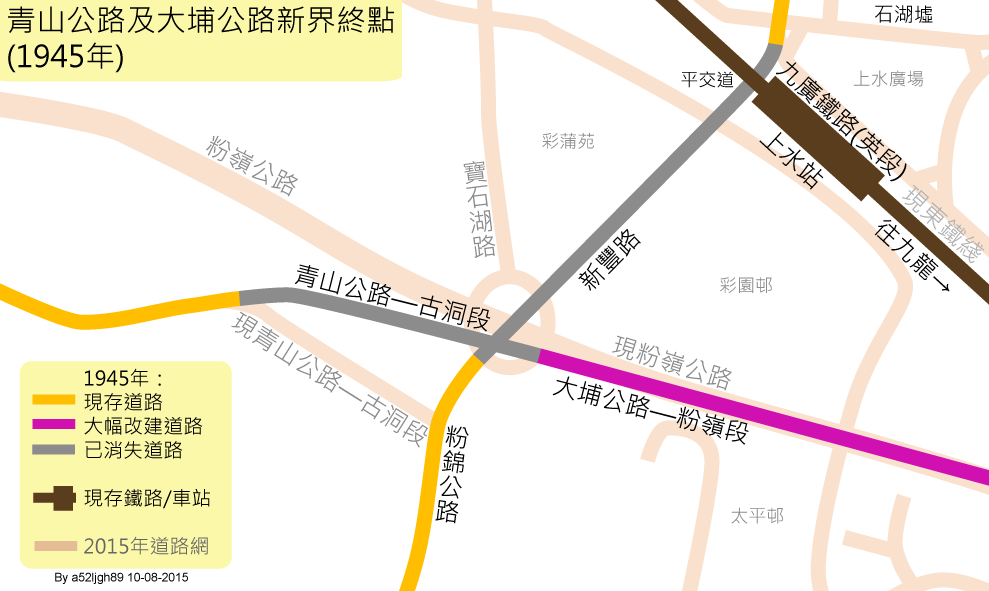
青山公路及大埔公路新界終點（1945年）

## 地址標示

### 路名別稱
由於青山公路綿延甚長，又一直是傳統上的交通要道，因此坊間至今仍留有不同有關青山公路的別稱。
- 葵涌段因位處葵涌道以上之山腰，所以俗稱「上路」
- 相反，荃灣段至青山灣段因位處屯門公路以下之海邊，所以俗稱「下路」。
- 元朗段處於元朗市核心地帶，被稱為「元朗大馬路」，至今依然通用。
- 新田段，被稱為「新田大馬路」[13]。

### 里程碑

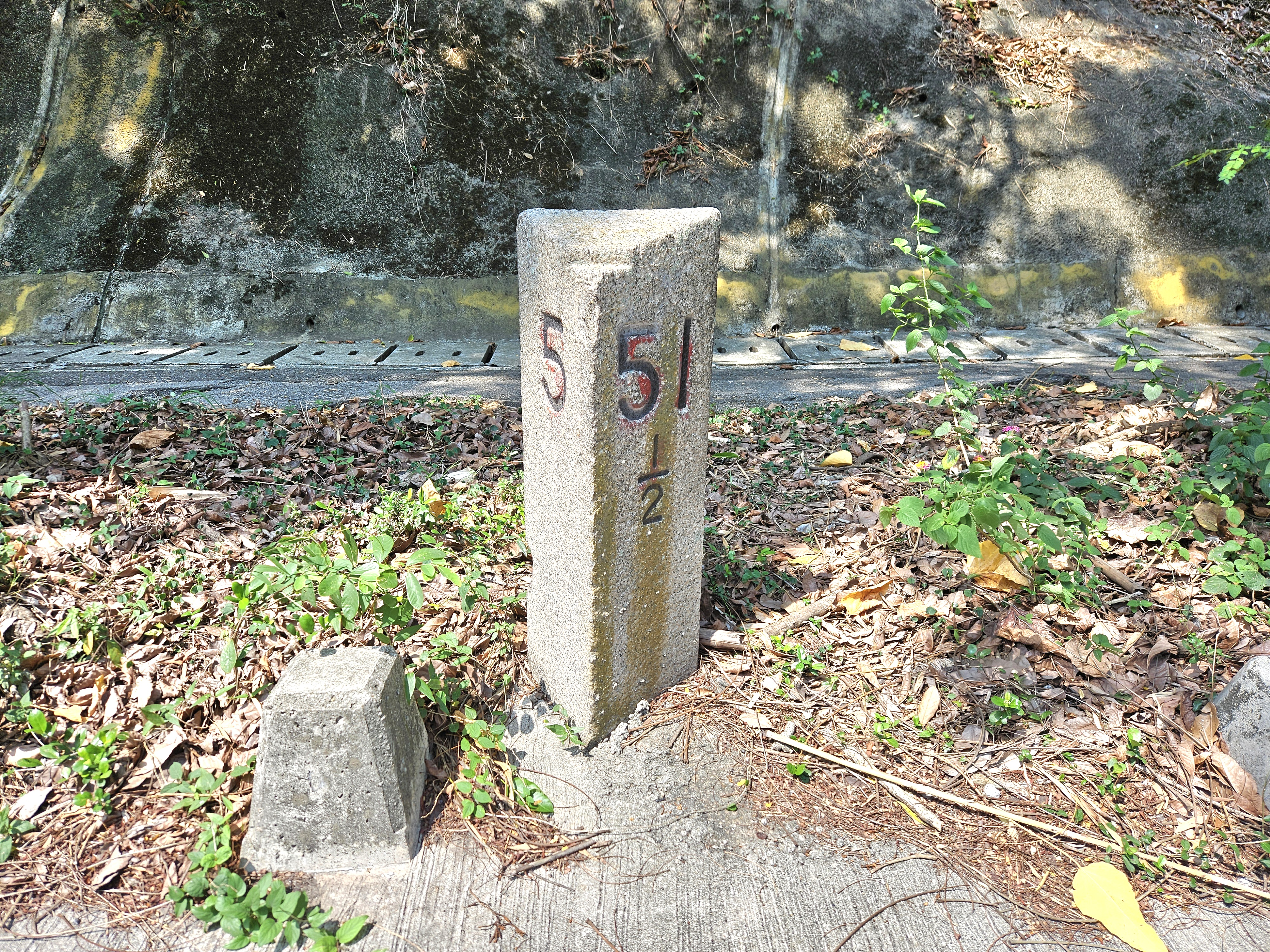
5咪里程碑

青山公路有使用「青山公路××咪」作為地址標示，如釣魚灣是「青山公路13咪」、舊咖啡灣是「青山公路18¾咪」等，尤見於由荃灣一帶至屯門一帶之沿岸。當中「咪」是英里的英文「mile」之音譯，代表該處與尖沙咀碼頭（經彌敦道）的距離。大埔公路和清水灣道也有類似系統。
| 路段     | 里程/數  | 地點                          | 行政區劃 | 備註                                              |
| -------- | -------- | ----------------------------- | -------- | ------------------------------------------------- |
|          | 0        | 尖沙咀碼頭                    | 油尖旺區 | 梳士巴利道、彌敦道、大埔道 不屬於青山公路範圍     |
| 1        | 佐敦道   |                               | 油尖旺區 | 梳士巴利道、彌敦道、大埔道 不屬於青山公路範圍     |
| 2        | 亞皆老街 |                               | 油尖旺區 | 梳士巴利道、彌敦道、大埔道 不屬於青山公路範圍     |
| 青山道   | 3        | 桂林街                        | 深水埗區 | 青山公路（青山道）起點                            |
| 青山道   | 4        | 汝州西街                      | 深水埗區 |                                                   |
| 葵涌段   | 5        | 鐘山台南方約250米、呈祥道以北 | 葵青區   | 現存里程碑                                        |
| 葵涌段   | 6        | 大窩交匯處                    | 葵青區   |                                                   |
| 葵涌段   | 7        | 和宜合道路口                  | 葵青區   |                                                   |
| 荃灣段   | 8        | 德士古道圓環公園              | 荃灣區   | 現存里程碑                                        |
| 荃灣段   | 8½       | 荃灣中約、大河道              | 荃灣區   | 該處中染大廈商場部分於2016年翻新後改名為「8咪半」 |
| 荃灣段   | 9        | 柴灣角                        | 荃灣區   | 有一家以該里程數命名的餐廳。                      |
| 荃灣段   | 9½       | 荃灣西約、灣景花園            | 荃灣區   |                                                   |
| 汀九段   | 10       | 油柑頭                        | 荃灣區   | 現存里程碑                                        |
| 汀九段   | 10½      | 近水灣                        | 荃灣區   |                                                   |
| 汀九段   | 11       | 汀九                          | 荃灣區   |                                                   |
| 汀九段   | 11½      | 更生灣、麗都灣                | 荃灣區   |                                                   |
| 汀九段   | 11¾      | 海美灣                        | 荃灣區   |                                                   |
| 深井段   | 12       | 雙仙灣                        | 荃灣區   |                                                   |
| 深井段   | 12½      | 深井                          | 荃灣區   |                                                   |
| 青龍頭段 | 13       | 釣魚灣                        | 荃灣區   |                                                   |
| 青龍頭段 | 14       | 青龍頭                        | 荃灣區   |                                                   |
| 青龍頭段 | 15       | 嘉龍村                        | 荃灣區   |                                                   |
| 大欖段   | 16       | 大欖涌                        | 屯門區   |                                                   |
| 大欖段   | 17       | 小欖、青山別墅                | 屯門區   |                                                   |
| 掃管笏段 | 18       | 黃金海岸                      | 屯門區   |                                                   |
| 青山灣段 | 18¼      | 黃金泳灘                      | 屯門區   |                                                   |
| 青山灣段 | 18½      | 新咖啡灣                      | 屯門區   |                                                   |
| 青山灣段 | 18¾      | 舊咖啡灣、加多利灣            | 屯門區   |                                                   |
| 青山灣段 | 19       | 青山灣                        | 屯門區   |                                                   |
| 青山灣段 | 19¼      | 三聖                          | 屯門區   |                                                   |
| 青山灣段 | 20       | 屯門市廣場                    | 屯門區   |                                                   |
| 新墟段   | 21       | 鳳地                          | 屯門區   |                                                   |
| 藍地段   | 22       | 藍地                          | 屯門區   |                                                   |
| 洪水橋段 | 23       | 洪水橋                        | 元朗區   | 田厦路路口東北方約50米                            |
| 屏山段   | 24       | 屏山塘坊村站                  | 元朗區   |                                                   |
| 屏山段   | 25       | 水邊圍                        | 元朗區   |                                                   |
| 元朗段   | 25½      | 元朗大棠路路口                | 元朗區   |                                                   |
| 元朗段   | 26       | 雞地                          | 元朗區   |                                                   |
| 元朗段   | 26½      | 凹頭                          | 元朗區   |                                                   |
| 潭尾段   | 27       | 錦田河                        | 元朗區   |                                                   |
| 潭尾段   | 28       | 壆圍                          | 元朗區   |                                                   |
| 潭尾段   | 29       | 牛潭尾、竹園                  | 元朗區   | 現存里程碑                                        |
| 米埔段   | 30       | 米埔新村                      | 元朗區   |                                                   |
| 新田段   | 31       | 青龍村、石湖圍                | 元朗區   |                                                   |
| 洲頭段   | 32       | 洲頭                          | 元朗區   |                                                   |
| 古洞段   | 33       | 石仔嶺                        | 北區     |                                                   |
| 古洞段   | 34       | 松柏塱                        | 北區     |                                                   |
| 古洞段   | 34½      | 粉錦公路路口                  | 北區     | 青山公路終點                                      |

## 交匯道路

### 青山道
- 大埔道
- 桂林街
- 九龍道
- 欽州街
- 九江街
- 營盤街
- 東沙島街
- 東京街
- 永隆街
- 發祥街
- 長發街
- 興華街
- 昌華街
- 廣成街
- 元州街
- 集輝街
- 福榮街
- 福華街
- 光昌街
- 汝州西街
- 大南西街
- 醫局西街
- 通州西街
- 甘泉街

### 葵涌段
- 長沙灣道
- 蝴蝶谷道
- 呈祥道
- 青沙公路
- 鐘山台
- 大窩交匯處
- 業成街
- 石排街
- 和宜合道
- 梨木道
- 昌榮路
- 葵涌道
- 國瑞路
- 健全街
- 德士古道

### 荃灣段
- 關門口街
- 城門道
- 荃灣街市街
- 眾安街
- 大河道
- 西樓角路
- 安育路
- 大涌道
- 荃景圍
- 象鼻山路
- 沙咀道
- 柴灣角街
- 海興路
- 麗志路
- 發業里
- 麗順路
- 寶豐路

### 新汀九段
- 青山公路－汀九段

### 汀九段
- 海安路
- 悠麗路
- 汀逸路

### 深井段
- 深慈街
- 屯門公路
- 深康路
- 深井村路

### 青龍頭段
- 龍如路

### 大欖段
- 大欖涌道
- 康輝路
- 屯門公路
- 康輝路
- 澄麗路
- 青欖路
- 樂翠街
- 樂怡街
- 青泰路
- 青發街

### 掃管笏段
- 青龍路
- 嘉和里山路
- 掃管笏路
- 管青路

### 青山灣段
- 黃金泳灘徑
- 滿發里
- 青盈路
- 青榕街
- 青茵街
- 青碧街
- 青霞里
- 三聖街
- 海榮路
- 兆麟街
- 華發街
- 青海圍
- 富發里
- 青匯街
- 青海圍
- 顯發里
- 屯興路
- 屯利街
- 屯盛街
- 屯仁街

### 新墟段
- 杯渡路
- 仁愛堂街
- 新秀街
- 井財街
- 新墟徑
- 屯門鄉事會路
- 景峰徑
- 井財街

### 嶺南段
- 屯富路
- 富地路
- 慶平路
- 屯貴路
- 屯富路
- 虎坑路

### 藍地段
- 藍地交匯處
- 桃勵路
- 屯門公路
- 元朗公路
- 藍地大街
- 福亨村路
- 五柳路
- 黃崗圍路
- 東籬徑

### 洪水橋段
- 順達街
- 亦園村南街
- 亦園路
- 廣田街
- 田廈路
- 洪水橋大街
- 和平新村里
- 丹桂村路
- 洪德路
- 洪天路

### 屏山段
- 橋洪路
- 屏柏里
- 新起村街
- 屏葵路
- 唐人新村路
- 屏廈路
- 庸園路
- 水邊圍交匯處
- 朗天路
- 山下路
- 媽橫路
- 水邊圍路

### 元朗段
- 媽廟路
- 元朗體育路
- 平樂徑（行人路）
- 民合徑（行人路）
- 安信徑（行人路）
- 豐年路
- 華寧徑（行人路）
- 擊壤路
- 昌盛徑（行人路）
- 喜利徑（行人路）
- 鐘聲徑（行人路）
- 元發徑（行人路）
- 元朗康樂路
- 同樂街
- 福康街
- 福亭街（行人路）
- 大棠路
- 谷亭街
- 日新街
- 又新街（連接本路一端為非行車路）
- 鳳翔路
- 水車館里（行人路）
- 朗日路
- 朗樂路
- 朗業街
- 元朗安樂路
- 攸田東路
- 朗日路
- 博愛交匯處
- 小商路
- 朗河路
- 朗暉路
- 元朗東成里路
- 友善街

### 潭尾段
- 凹頭交匯處
- 高埔路
- 治河路
- 水尾路
- 新潭路
- 壆圍南路
- 壆圍路
- 錦壆路東
- 錦綉花園大道
- 錦綉交匯處
- 錦壆路
- 攸壆路

### 米埔段
- 洋葵徑
- 加州豪園大道
- 米埔南路
- 米埔路
- 新潭路

### 新田段
- 担竿洲路
- 石湖圍路
- 新田村路
- 古洞路
- 東永安路
- 新田公路
- 新田交匯處
- 新田村路

### 洲頭段
- 新深路
- 落馬洲路
- 洲頭村路
- 白石凹交匯處

### 古洞段
- 河上鄉路
- 古洞路
- 燕崗路
- 柏蕙里
- 金錢路
- 粉錦公路

## 未來發展
香港政府現正計劃進行青山灣段擴闊工程（將海榮路以南的青山灣段由單線雙程擴闊為雙線雙程）。另外政府正研究沿荃灣至屯門之青山公路海傍興建單車徑。

## 外部連結
- 青山公路青山灣段擴闊工程 （页面存档备份，存于）
- 路政署：嘉龍村與小欖之間的青山公路改善工程
- 立法會財務委員會工務小組委員會文件：嘉龍村與小欖之間的青山公路改善工程（页面存档备份，存于）